# Herculanum
Pour les articles homonymes, voir Herculanum (homonymie).
Vous lisez un « article de qualité » labellisé en 2010.
Herculanum (en latin Herculaneum, en italien Resina puis Ercolano depuis 1969) était une ville romaine antique située dans la région italienne de Campanie, détruite par l'éruption du Vésuve en l'an 79 apr. J.-C., conservée pendant des siècles dans une gangue volcanique et remise au jour à partir du XVIIIe siècle par les Bourbon-Deux-Siciles qui régnaient sur Naples.
La cité était petite avec une superficie estimée à vingt hectares, dont environ 4,5 ha ont été dégagés, et une population estimée à quatre mille habitants. La cité n'est qu'en partie connue, la plupart des édifices publics ou cultuels étant inconnus à ce jour.
À partir de 1738, les premiers fouilleurs creusèrent des tunnels dans la gangue qui emprisonne la cité, à la recherche d'œuvres d'art et de marbre. Le roi de Naples et de Sicile organisa les fouilles de ce premier chantier archéologique du monde occidental, dont les produits contribuèrent à la diffusion du néoclassicisme dans la seconde moitié du siècle. La décision de faire les fouilles à ciel ouvert fut prise en 1828, celles-ci prenant une ampleur particulière au XXe siècle, qui vit des découvertes importantes dont un grand nombre de squelettes dans les abris à bateaux bordant la plage (permettant de mieux appréhender le destin de la population), et le dégagement de la grande villa des Papyrus.
Ces remarquables vestiges apportèrent une considérable connaissance de terrain sur la civilisation romaine au Ier siècle car ils ont livré un matériel archéologique exceptionnel, en particulier en bois, et également des œuvres littéraires inconnues jusqu'alors dans la bibliothèque de la Villa des Papyrus.
La notoriété d'Herculanum est éclipsée par celle de Pompéi, mais le site offre pourtant sur un périmètre concentré des vestiges très évocateurs, grâce à leur élévation et la restauration de nombreuses couvertures. Elle est moins célèbre, moins vaste, et moins visitée que sa voisine. Pourtant, de toutes les cités ensevelies par l'éruption du Vésuve, c'est la mieux préservée.
Herculanum offre un témoignage inestimable sur l'architecture, les objets du quotidien et sa population avec le groupe de cadavres retrouvés sur la plage antique. Ce site à ciel ouvert subit aujourd'hui les assauts de la pluie, du soleil, du vent. Il souffre en outre des remontées d'humidité : le sol de la cité se trouve tout près de la nappe phréatique, à 25 mètres de profondeur.
Moins d'un quart de la cité antique a été tiré de terre. Les fouilles se sont arrêtées là où commence l'habitat de la commune actuelle d'Ercolano, sur le territoire de laquelle se trouve le site. La majorité des monuments publics et religieux sont toujours recouverts par la ville moderne.
À l'occasion du tricentenaire de la découverte du site, une importante exposition s'est tenue au musée archéologique de Naples d'octobre 2008 à avril 2009, qui a fait sortir des réserves de magnifiques statues trouvées dans la villa des Papyrus.

## Origine et histoire

### Fondation et développement
Comme le révèle son nom, l’origine d’Herculanum est liée à la figure mythique du demi-dieu Hercule. D’après la légende (rapportée par Denys d'Halicarnasse), c’est lui qui  fonda la ville lors de son passage en Italie, de retour d'Espagne avec les bœufs de Géryon.
La région fit l'objet d'une active colonisation grecque, avec la prépondérance régionale de Cumes, fondée en 740 av. J.-C.. La poussée étrusque vers le sud, marquée par la fondation de Capoue en -524, se heurte à la présence grecque. Les Étrusques sont défaits en -474 par la coalition de Cumes et de Hiéron de Syracuse, Herculanum et Pompéi retrouvent l'influence grecque jusqu'en -420 (d'après Diodore de Sicile et Tite-Live), ou des montagnards samnites, sous le nom de Campaniens, s'emparent de Cumes et des cités de la baie de Naples, dont Herculanum et Pompéi, s'y installent à la place des anciens habitants et y exercent une influence durable.
Si les premiers aménagements du decumanus maximus sont datés du IIe siècle av. J.-C., les témoignages archéologiques de l'occupation préromaine sont peu évidents. Ils se discernent essentiellement dans certaines techniques de construction, maçonnerie, décors de sol et de mur visibles dans des habitations comme la maison à la Cloison de bois ou la maison samnite. Sur l'Aire sacrée, le premier temple de Vénus surplombant le rivage est un exemple d'architecture hellenistique similaires aux sanctuaires sur terrasse en Italie centrale.
Après l'annexion romaine de cette région, Herculanum et Pompéi passent dans l'alliance romaine, qui se maintient lors des incursions en Italie de Pyrrhus et d'Hannibal Barca. Mais malgré leur fidélité à Rome, les habitants d'Herculanum et de Pompéi se voient refuser le droit de cité romaine, ce qui les pousse à la révolte en 90 av. J.-C. lors de la guerre sociale. D'après un fragment de l'écrivain Lucius Cornelius Sisenna, Herculanum est une place samnite dotée d'une petite fortification, un oppidum sur un plateau volcanique dominant la mer entre deux vallons. En juin -89, Titus Didius, légat de Sylla, prend d'assaut Herculanum qui reçoit ensuite le peuplement de vétérans. La cité devient un municipe rattaché à la tribu rustique Menenia.
Herculanum et Pompéi connaissent une phase de remarquable développement urbain entre les époques d'Auguste et de Claude, et si à Rome le fonctionnement républicain s'est arrêté, Herculanum continue d'élire chaque année ses magistrats, les duumvirs. L'évergétisme de certains de ces magistrats se manifeste par les installations publiques dont ils dotent la ville à leurs frais, ainsi qu'en témoignent les statues honorifiques et les inscriptions trouvées sur le site : Marcus Nonius Balbus qui fait une belle carrière sénatoriale sous Auguste, fait bâtir une basilique et effectuer des travaux de réparations sur les remparts de la cité. En retour, la cité lui érige des statues, dont une statue équestre à l'entrée de la Basilique, un autel de marbre sur sa sépulture et dédia des jeux gymniques à son nom,. M. Spurius Rufus construit un marché (macellum, non découvert), rénové par L. Mammius Maximus, qui a vécu sous Tibère. Annius Mammianus Rufus construit le théâtre et M. Remmius Rufus équipe la ville d'une balance publique (pondera), et d'un lieu de réunion ou d'un siège public (schola). Les riches affranchis ne sont pas en reste, et les frères Lucii financent un petit sanctuaire (sacellum) en l'honneur d'Auguste. Les deux mille places du théâtre laissent estimer par extrapolation une population d'environ quatre à cinq mille habitants, moitié moindre que celle de Pompéi, chiffre qui doit être considéré avec prudence selon A. Barbet.

### Une cité tranquille
Selon certains ouvrages, Herculanum se développe comme station balnéaire très appréciée par les riches Romains et comme ville résidentielle des grandes familles patriciennes, attirées par la splendide position panoramique du promontoire sur lequel elle est bâtie, par son climat et par les produits typiques de la campagne environnante. Cette interprétation doit être nuancée : toute la baie de Naples était un lieu de villégiature pour l'aristocratie romaine, la nobilitas, et les auteurs antiques consacrent Baïes comme la station balnéaire réputée.
La cité, outre ce visage de lieu de villégiature, possède aussi les caractères d'une cité provinciale de Campanie. Le site archéologique n'offre qu'une vue partielle d'Herculanum, un quartier où se côtoient des modestes habitations d'artisans et de pêcheurs, des petites demeures bourgeoises et des riches maisons luxueusement décorées avec vue panoramique sur la mer.
L'ambiance des quartiers dégagés paraît tranquille : assez peu de boutiques, de petits ateliers, pas d'usure de chaussée qui refléterait un trafic intense des rues menant à la mer, pas de trace dans les graffiti de campagne électorale enfiévrée comme à Pompéi. Herculanum apparaît éloigné des grands échanges commerciaux et des luttes politiques, l'exiguïté de la cité n'a pas aboli la mixité sociale, et les belles demeures sont un agréable refuge pour les riches citoyens de la proche métropole napolitaine.

### Destruction

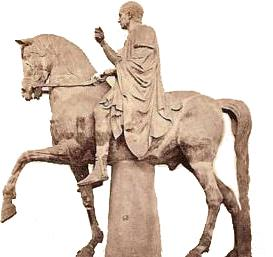
Statue équestre de Marcus Nonius Balbus, désormais au Musée archéologique national de Naples, inv. 6211

Comme Pompéi, Herculanum fut partiellement détruite lors du tremblement de terre de 62 apr. J.-C. ou du 5 février 63. On reconstruisit ou on répara avec des techniques nouvelles comme l’opus reticulatum, ou plus rapides, employant la brique (opus latericium), c'est pourquoi on retrouvera tant de colonnes en briques revêtues de stuc. L'empereur, accaparé par la reconstruction après le grand incendie de Rome, puis par les guerres civiles, n'intervient qu'en 76 : Vespasien contribue à la restauration du temple de la Grande Mère.

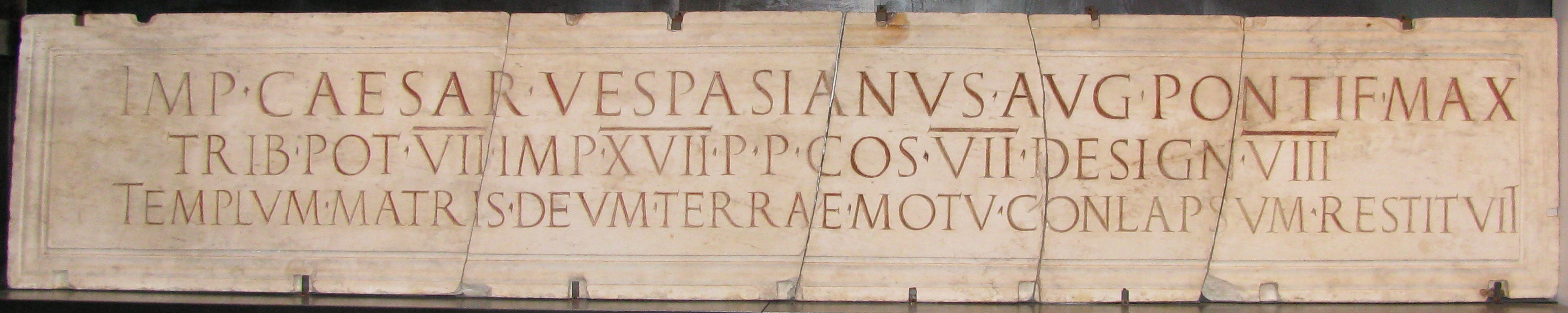
Inscription trouvée dans la Grande palestre, honorant la restauration du temple de la Grande Mère par Vespasien

L’éruption de 79.

Mais en 79 Herculanum est totalement détruite comme Pompéi, Stabies et Oplontis par l’éruption du Vésuve. Herculanum fut ensevelie sous une couche de matériaux volcaniques de plus de quinze mètres d'épaisseur. Pendant longtemps, l'insuffisance des connaissances en volcanologie fit qu'on se ramena à des interprétations classiques, une coulée de lave aurait englouti Herculanum.
Selon l'hypothèse qui fait désormais consensus, l'éruption s'est déroulée en deux phases : une éruption plinienne qui a engendré une pluie de ponces poussée par des vents soufflant vers le sud-est, ce qui a préservé la cité ; puis une éruption péléenne marquée par l'effondrement de l'édifice volcanique et associée à une série de six déferlantes pyroclastiques. Une avalanche de roches et de cendres mêlées à un gaz à très haute température (300 à 500 °C) a dévalé la pente, carbonisé les arbres, les poutres, le mobilier, et enseveli Herculanum sous une couche d'une vingtaine de mètres. L'étude stratigraphique des dépôts volcaniques lors des fouilles des années 1980 sur l'ancien rivage d'Herculanum confirme ces deux étapes : les strates inférieures sont composées de matériaux légers, cendres et éclats de roches avec des inclusions de petits débris, tels que des morceaux de tuiles et des fragments de crépi de mur. Les couches supérieures témoignent d'une force de charriage beaucoup plus puissante, entraînant des tronçons de colonnes et des blocs de maçonnerie issus de murs fracassés. Par ailleurs, lors de l'éruption du mont Saint Helens en 1980, on a pu observer que l'écoulement des nuées ardentes se dissociait en deux flux de vitesses différentes, le surge (terme anglais pour « vague »), coulée pyroclastique fluide et rapide et un flot puissant (en anglais flow). Selon l'observation stratigraphique du rivage d'Herculanum, on reconstitue le scénario suivant : en quelques minutes, une vague pyroclastique atteint Herculanum par le côté est. Son écoulement sur le sol abaisse sa température, qui reste suffisante pour calciner les matériaux organiques, mais plus pour les vaporiser. Charriant des débris légers et très fluides, elle noie Herculanum sous plusieurs mètres, enrobe mobilier et victimes, mais ne les volatilise pas. Le flot pyroclastique principal suit peu après, massif et dévastateur, il achève l'enfouissement de la ville, sous 15 à 30 mètres de cendres. L'étude de la carbonisation des bois permet d'estimer à environ 400 °C la température de la vague pyroclastique.
La dure croûte de tuf volcanique qui recouvrit l’antique Herculanum permit de construire la nouvelle ville de Résina au-dessus de l'ancienne cité.

## Redécouverte

### Premières explorations
Herculanum fait l'objet des toutes premières fouilles avant celles de Pompéi. En 1709, Emmanuel-Maurice de Lorraine, duc d'Elbeuf fait forer un puits dans sa villa à Resina et tombe par hasard sur un mur et des vestiges antiques, qu'il identifie à tort comme un temple d'Hercule, en réalité le théâtre antique. Il profite de cette découverte en pillant, arrachant les marbres, remontant des colonnes et trois statues antiques, qu'il offre au prince de Savoie. Cette dispersion provoque les protestations de la papauté, qui mettent un terme aux extractions.
Des fouilles mieux organisées reprennent de 1738 à 1745 sous l'impulsion de Charles de Bourbon, nouveau roi de Naples. Il en confie l'exclusivité à l'ingénieur arpenteur espagnol Roque Joaquín de Alcubierre, met à sa disposition une équipe de forçats, et soumet toute visite, dessin ou prise de notes à l'autorisation royale. Le théâtre est identifié par une inscription, on découvre des gradins, le secteur de la basilique est sondé, on exhume les restes d'un quadrige de bronze (dont un cheval est exposé au Musée archéologique national de Naples), la statue équestre de Marcus Nonius Balbus, une peinture représentant Thésée et le Minotaure. À l'époque, les méthodes archéologiques n'existent pas, les chercheurs travaillent comme des mineurs : en remplacement du puits d'accès, ils aménagent une galerie d'accès oblique, ils creusent péniblement des tunnels dans un tuf volcanique très dur, avancent au hasard, percent les murs sans précaution pour continuer d'avancer, extraient laborieusement les plus belles œuvres, procèdent à des relevés rapides et parfois rebouchent un tunnel avec les déblais du suivant. En 1746 Ottavio Antonio Bayardi est chargé d'établir le catalogue des découvertes en vue de la publication officielle.

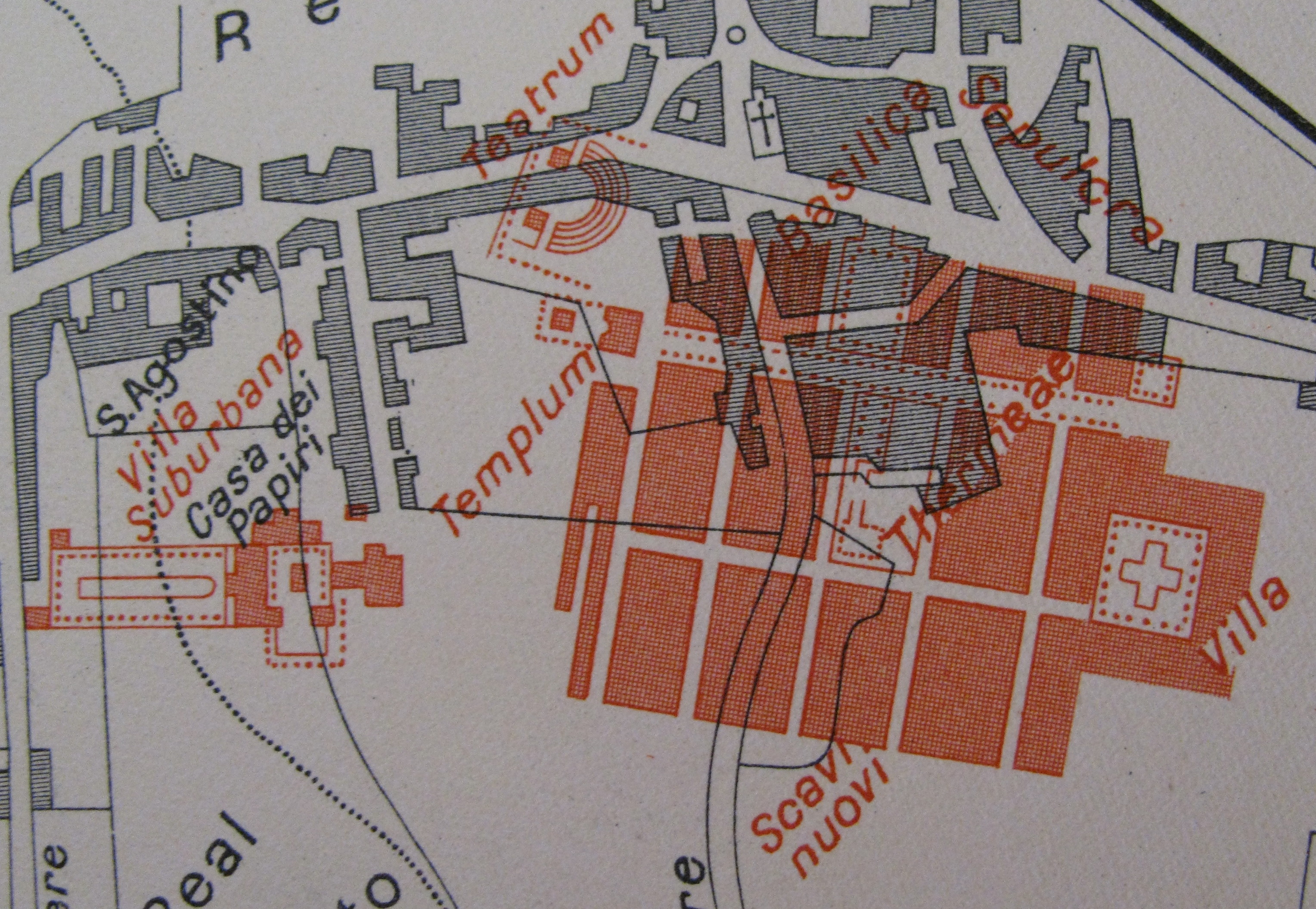
En rouge, plan d'Herculanum établi par La Vega (XVIIIe siècle)

Mais les premières découvertes en 1748 sur le site de Civita (identifié comme Pompéi en 1763), aussi riche en vestiges et beaucoup plus facile à dégager, concurrencent les travaux sur Herculanum, aux conditions de fouilles extrêmement difficiles. Herculanum n'est plus explorée qu'irrégulièrement, malgré la fondation de l'Académie d'Herculanum par Charles III en 1755. Néanmoins, quelques découvertes remarquables ont lieu comme la maison des Papyrus fouillée de 1750 à 1761, ou la Basilique. Des dizaines de statues de bronze et de marbre, et surtout, 1 784 rouleaux de papyrus renfermant des textes grecs sont alors exhumés. La synthèse des explorations souterraines permet à l'ingénieur espagnol Francesco La Vega de dresser un relevé sommaire et partiel d'Herculanum, qui situe quelques temples et huit îlots construits (insulae) dans un quadrillage de cinq rues recoupées par deux autres.
En 1748, l'humaniste toscan Marcello Venuti publie la Descrizione delle prime scoperte della antica città d'Ercolano (Description des premières découvertes de l'antique cité d'Herculanum), que le Français Charles de Brosses présente en 1749 à l'Académie des inscriptions et belles-lettres de Paris. Le Antichità di Ercolano (Les Antiquités d’Herculanum) de Francesco Valletta, publiées en 1757 sous le patronage de Charles III, exposent enfin aux amateurs impatients des copies des peintures, sous forme de gravures, que l'ambassadeur de France à Naples communique au directeur de l'Académie de France à Rome, puis à Paris. Les pensionnaires sont autorisés à aller à Naples pour s'imprégner d'art antique et en rapporter l'inspiration pour leurs futures réalisations. D'autres amateurs passionnés comme l'Allemand Winckelmann visitent aussi les fouilles et les collections du musée des Bourbons. Winckelmann par ses publications et son enthousiasme impulse le mouvement néoclassique. En France même, les premières et rares informations sur les découvertes ne suscitent guère d'écho. L'Académie des inscriptions se concentre sur les monnaies antiques, les gens de lettres ne prennent en considération que les textes anciens, et comme Pline le Jeune n'a pas fait mention d'Herculanum dans son récit de l'éruption du Vésuve, l'indifférence persiste plusieurs années en dépit de l'intérêt manifesté par de Brosse ou par le comte de Caylus. Malgré ce dédain pour les « antiquaires », l'Encyclopédie produit en 1758 un article enthousiaste de quatre pages sur Herculanum. L'inspiration néoclassique se diffuse en Europe, et de façon plus limitée en France dans la mode à l'antique et l'art de la décoration. À la fin du XVIIIe siècle, les motifs propres à Herculanum font leur apparition sur l'ameublement, les tapisseries, les tables et les tasses à thé.
De 1828 à 1835 et de 1869 à 1875, les fouilles, conduites finalement à ciel ouvert et jusqu'au sol antique, donnent des résultats modestes. Elles mettent au jour un tronçon de rue, correspondant au Cardo III, et des portions de maisons dans le secteur des Insulae II et VII d'un côté du Cardo, et de l'autre le bord de l'insula III et la palestre des grands thermes, mais la présence des immeubles de Resina restreint le périmètre dégagé. Plus grave, l'abandon du site sans protection pendant un demi-siècle provoque des destructions irrémédiables, comme l'effondrement de galeries, l'effacement de la fresque d'Argus ou la destruction des charpentes carbonisées qui se contractent et se fragmentent au contact de l'air, entraînant l'effondrement d'étages sur les pièces dégagées.

### Nouvelles fouilles (1927-1958)
Les fouilles d'Herculanum reprennent à partir de 1927, sous la direction d'Amedeo Maiuri et avec un esprit nouveau : à la quête exclusive des œuvres d'art du siècle précédent succède la volonté d'appréhender la vie antique dans chaque maison en la fouillant dans ses moindres recoins, qu'elle soit humble ou luxueuse. Les méthodes mises au point sur Pompéi sont appliquées : dégagement complet à ciel ouvert jusqu'au niveau romain, comptes-rendus de fouilles précis, préservation sur place des peintures et des décorations, restauration de couvertures de protection. Maiuri étend la zone fouillée vers le sud-est en détruisant de vieux immeubles. Dès 1932, le dégagement de l'insula III est achevé, ainsi que celui de l'insula IV. Suivent les insulae V et VI, une partie de la Palestre occidentale et du decumanus. Grâce à une méthode de conservation efficace des bois carbonisés, un mobilier antique varié est pour la première fois récupéré : une grande cloison en bois, des lits, des commodes, un guéridon à trois pieds, un berceau à bascule.
Finalement, au sud-ouest on dégage au pied des remparts des édifices suburbains, dont des thermes, en tout une surface de quatre hectares et demi, pour une agglomération estimée à une vingtaine d'hectares.

### Dégagement de l'ancien bord de mer (à partir de 1980)

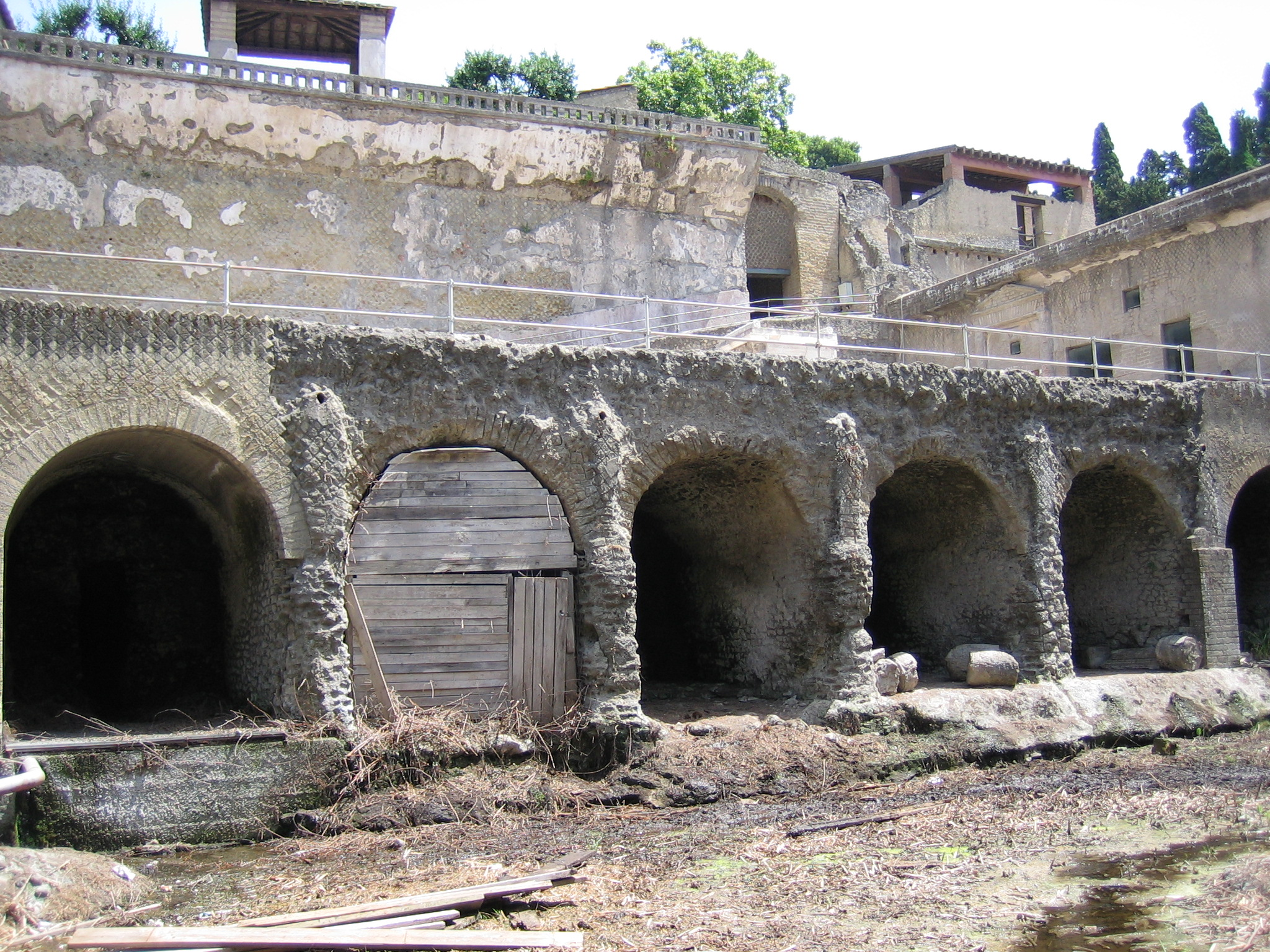
Les abris entreposant les bateaux où de nombreux squelettes furent découverts

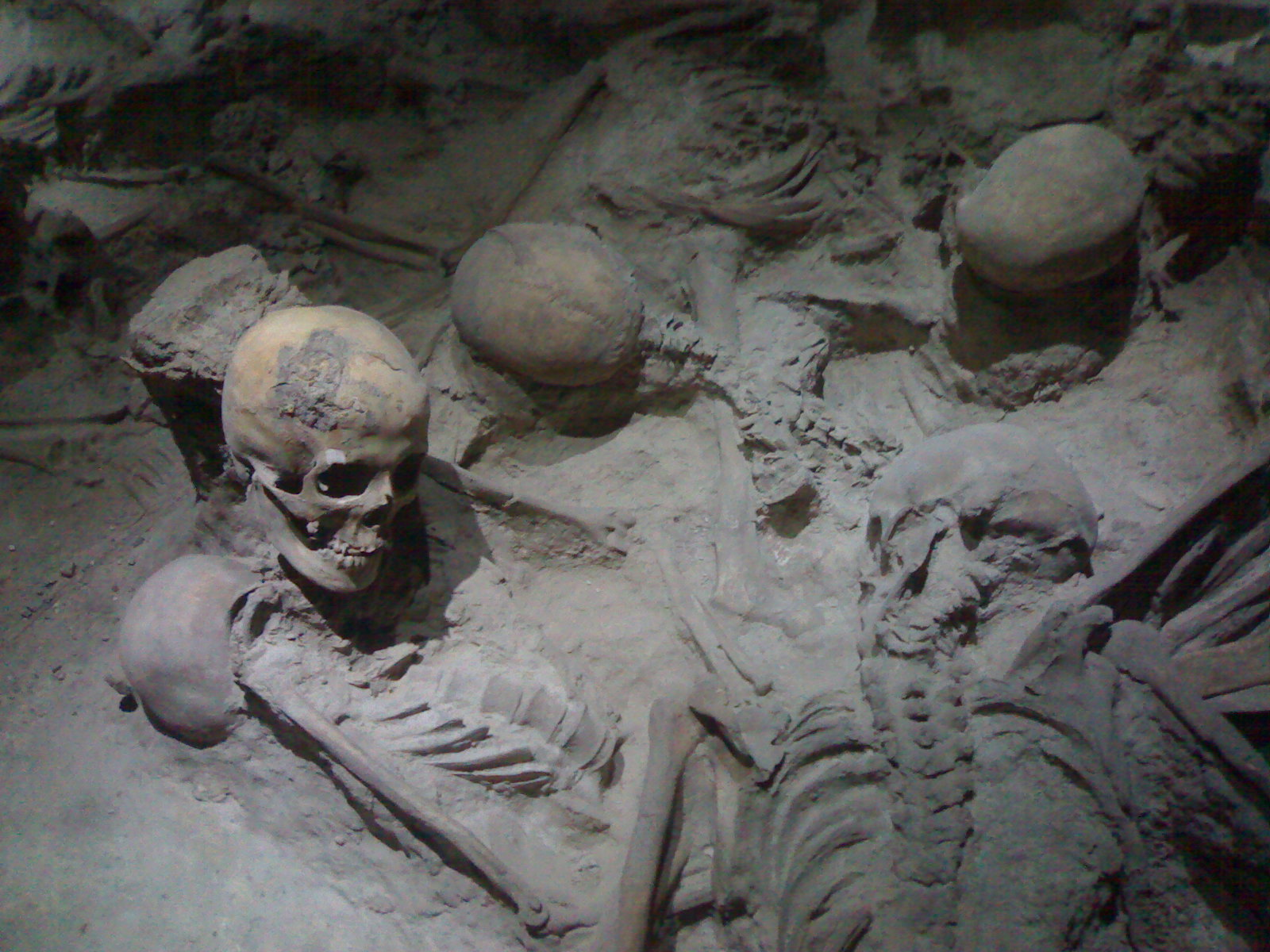
Squelettes de victimes

Les recherches antérieures n'avaient mis au jour qu'une dizaine de restes humains, appuyant l'hypothèse selon laquelle la majeure partie de la population s'était mise en sécurité en quittant la cité.
Les fouilles réalisées depuis 1980 jusqu'en 1992 par Giuseppe Maggi sur l'ancien littoral proche des remparts ont prouvé que la population d'Herculanum n'avait pas fui, mais s'était en partie regroupée dans des locaux proches de la plage, pensant probablement être ainsi protégée contre un tremblement de terre similaire à celui de l'année 62.
En dégageant l'ancienne plage, on découvrit une dizaine d'individus, le squelette d'un cheval et à proximité des thermes suburbains les restes d'une barque de neuf mètres chavirée. Selon une première interprétation, on supposa que des réfugiés avaient été précipités à bas du rempart par la vague de matériaux volcaniques qui submergea la cité. En dégageant ensuite l'intérieur de la douzaine de voûtes (Fornici en italien) qui servaient d'abris à bateaux, on découvrit 270 squelettes humains, un nombre qui en fait une découverte exceptionnelle sur un site antique.
À partir de 1982 le support scientifique de la National Geographic Society fut décisif, particulièrement pour l'étude des squelettes, confiée à la paléopathologue Sara Bisel de la Smithsonian Institution. Le dégagement complet et l'examen de la position des ossements démontrèrent que les victimes n'avaient pas été précipitées en vrac par la vague volcanique, mais avaient trouvé la mort en position allongée, réfugiées à l'abri au fond des salles voûtées ouvertes sur le rivage. De nombreux squelettes étaient dans leur posture d'origine, les os encore connectés les uns aux autres, sans marque de fractures ou de traumatismes. Certains portaient des bijoux en or, bagues ornées de pierres dures, bracelets, boucles d'oreilles et colliers, et l'un d'eux avait une trousse d'instruments chirurgicaux dans son étui. Des moulages en résine des squelettes ont été installés en 2011 sous les arcades 7 à 12, où ils offrent aux visiteurs une image impressionnante de la catastrophe.

### Dernières excavations (1996-1998)

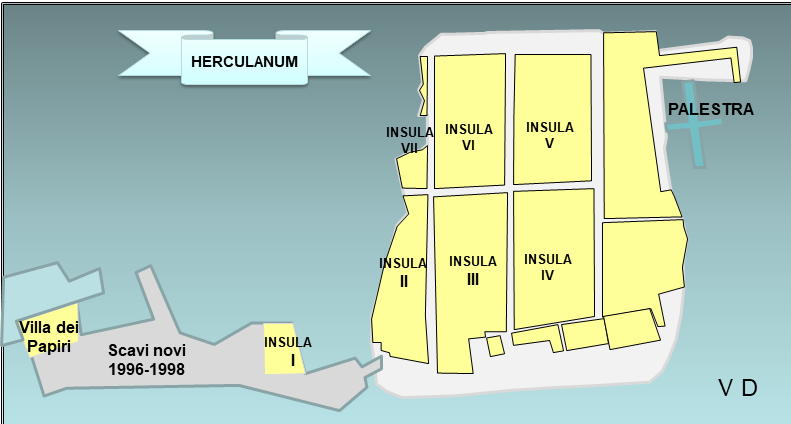
Secteur mis à ciel ouvert par les excavations de 1996-1998.

Après des siècles d'abandon du site de la villa des Papyrus, des fouilles sont menées dans les années 1996-1998, enfin à ciel ouvert (Novi Scavi). Le dégagement du littoral antique est prolongé, dégageant le front de mer de l'Insula I. Le plan de la villa des Papyrus établi au milieu du XVIIIe siècle par Charles Weber permet d'orienter les recherches sur le corps principal de cette villa. Elles dégagent l'atrium et les pièces qui l'entourent, entre le portique de façade et le bord du grand péristyle. Cependant, les restrictions de crédits et la nécessité de privilégier les actions de conservation sur l'ensemble du site d'Herculanum interrompent de 2000 à 2007 les travaux de fouilles.
Des explorations plus modestes se poursuivent néanmoins dans la villa des Papyrus, avec une découverte exceptionnelle, les fragments d'un siège d'apparat en bois, deux pieds et une partie du dossier, uniquement connu jusqu'ici par des représentations sur des fresques. Ces meubles sont recouverts d'un placage d'ivoire sculpté, figurant des motifs religieux, dionysiaques pour la plupart.

## Exploitation du site archéologique

### Gestion du site
La Surintendance archéologique de Pompéi (Soprintendenza archeologica di Pompei) est un organisme public rattaché au ministère italien de la Culture qui est responsable de la protection et la valorisation des quatre sites antiques de Pompéi, Herculanum, Stabies et Oplontis et du musée de Boscoreale. Elle employait en 1997 un millier de personnes dont une douzaine d'archéologues. Elle jouit depuis 1998 de l'autonomie financière, administrative, organisationnelle et scientifique.
Outre les tâches administratives, les actions de préservation des sites représentent une part importante de son activité, face aux menaces que représentent l'érosion et la prolifération naturelle (le désherbage des lieux n'est pas un moindre problème), ainsi que la pollution, voire le vandalisme, induit par une fréquentation touristique massive. Plus spécifiquement, le site d'Herculanum, cuvette de 20 à 25 mètres de fond, subit des contraintes de drainage compliquées par un niveau élevé de la nappe phréatique. Depuis 2001, la Surintendance a établi avec le Packard Humanities Institute et la British School at Rome un projet commun de préservation du site, l'Herculaneum Conservation Project, qui a réalisé des opérations de drainage et de restauration et rendu accessibles aux touristes deux tiers de la zone archéologique, contre seulement un tiers il y a dix ans.
Depuis le 9 avril 2016, la gestion du site d'Herculanum est séparée de celle de Pompéi, à la suite de l'institution du Parco archeologico di Ercolano, autonome.

### Classement au patrimoine mondial
Les sites d'Herculanum et de Pompéi ont été évalués en 1997 par le Conseil international des monuments et des sites (ICOMOS) qui a recommandé leur classement au patrimoine mondial de l'UNESCO. Le périmètre classé inclut le théâtre et la villa des Papyrus, mais ne retient pas les zones encore recouvertes par l'habitat moderne. Dans ses conclusions, l'ICOMOS souligne que ces ruines « n'ont leurs pareilles nulle part au monde en termes d'intégralité et d'étendue. Elles offrent une illustration vivante et complète de la vie romaine de leur époque. Aucun site archéologique ne peut être comparé, fût-ce de loin, à ces deux cités antiques ».

### Ouverture au public

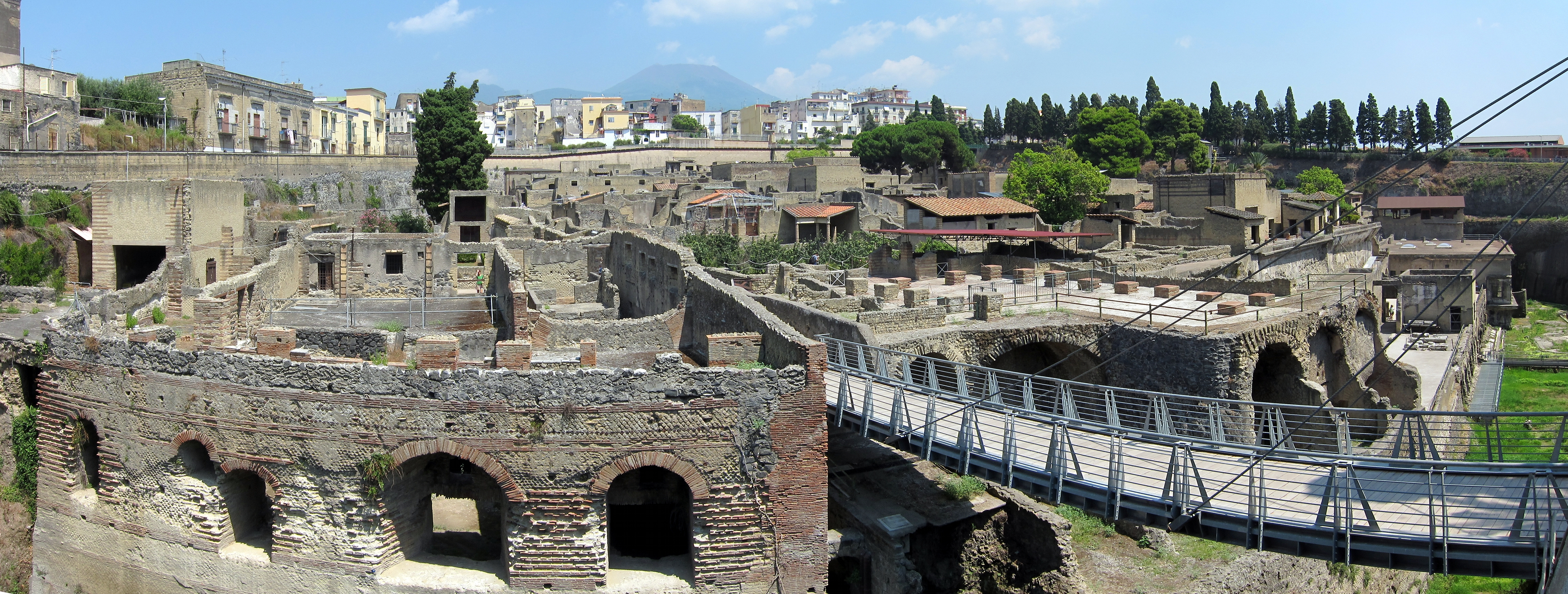
Panorama d'Herculanum et vue sur le Vésuve

La fréquentation touristique à Herculanum est concurrencée par la notoriété de Pompéi : en 1997, Pompéi recevait annuellement environ deux millions de visiteurs, tandis qu'Herculanum en accueillait dix fois moins.
La zone archéologique ouverte au public, les Scavi Ercolano en italien, comprend les quartiers d'habitations. Les vestiges du théâtre, séparé par l'habitat moderne, peuvent être visités par une entrée distincte plus loin sur le corso Ercolano. Enfin la villa des Papyrus, somptueuse villa suburbaine au-delà du rempart antique, reste fermée au public. Néanmoins les nombreuses statues trouvées dans cette villa ont été présentées lors de l'exposition sur le tricentenaire des découvertes à Herculanum, tenue en 2008-2009 au Musée archéologique national de Naples. La statue de l'Amazone fut la figure emblématique de l'exposition.
En complément du site, la commune d'Herculanum et la province de Naples ont financé un musée à Herculanum, qui présente avec les technologies audiovisuelles d'animation interactive un parcours en réalité virtuelle dans les rues et les maisons de la cité antique, en présence de Romains simulés. Ce musée, le MAV (Museo Archeologico Virtuale Ercolano) a été inauguré le 9 juillet 2008.

## Aperçu d'ensemble

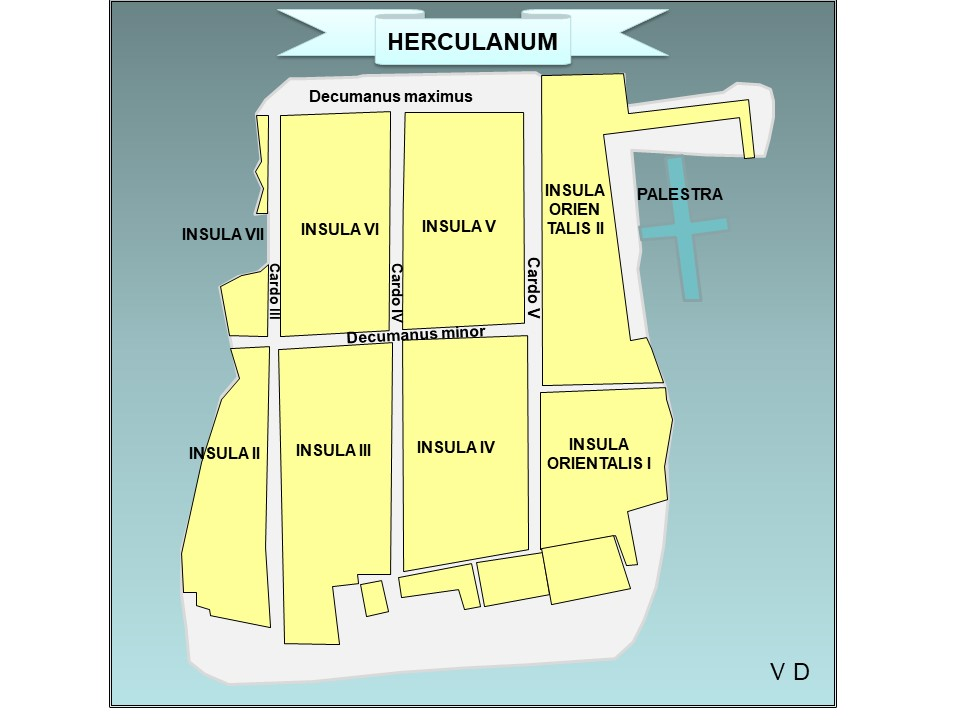
Herculanum, plan schématique de la partie antique fouillée jusqu'en 1980 et visible.

Herculanum n'apparaît aujourd'hui que pour une partie, celle voisine de la mer, tandis que restent encore ensevelis sous l'habitat moderne une partie du forum, les temples, de nombreuses maisons et les nécropoles. Cette connaissance partielle est pour beaucoup sur la relative méconnaissance de la ville par rapport à sa voisine Pompéi.
Les huit îlots d'habitation rectangulaires (insulae) repérés au XVIIIe siècle ont été numérotés en partant de I, au coin nord-ouest et en continuant dans le sens inverse des aiguilles d'une montre. La partie orientale, interprétée lors de premières fouilles comme une grande villa et dégagée ultérieurement, suit une désignation particulière, insula orientalis I et II. La partie visitée est constituée des quatre insulae III, IV, V et VI, d'environ 40 m sur 90 m, complètement dégagées et délimitées par des rues à peu près perpendiculaires, selon la norme du plan hippodamien grec. Chaque insula est divisée en parcelles rectangulaires, occupées chacune par une maison. Malgré l'absence de respect de l'orientation de la voirie selon les axes cardinaux, rituelle chez les Romains, ces axes ont été nommés par les archéologues selon la dénomination romaine : decumanus maximus, decumanus inferior, recoupés par les cardines numérotés de I à V, dont seuls sont dégagés les III, IV et V.
L'ensemble est limité au sud-est par une palestre partiellement dégagée et au sud-ouest par les remparts qui avaient perdu toute fonction défensive à l'époque de l'éruption, et diverses installations au pied de ces murs. Ce quartier est visible en vue panoramique lorsqu'on commence la visite du site. Le trajet d'entrée des visiteurs longe le site du côté de la palestre puis des remparts par un cheminement au niveau moderne, ce qui offre une spectaculaire vue surplombante sur les vestiges. De nombreux intérieurs de maison sont toutefois fermés à la visite.
Les vestiges offrent une vision évocatrice de l'habitat romain, avec sa voirie soignée, ses « fontaines à bouche », ses maisons à étage aux façades ouvertes de portes monumentales et de fenêtres rares et hautes, inaccessibles au regard extérieur. L'intérieur des maisons capte parcimonieusement la lumière du jour tout en évitant l'ensoleillement direct grâce aux puits de lumière constitués par l'atrium et les petites cours intérieures, qui sont parfois luxueusement décorées de fontaines monumentales (nymphées).
Les formes d'habitat sont plus variées qu'à Pompéi. La maison dite patricienne (domus) s'organise selon un axe central, formé par un vestibule d'entrée qui mène à l'atrium et au tablinum, pièces où le maître de maison recevait ses clients. Plusieurs de ces maisons ont évolué et transformé leur étage en pièces de location accessibles par un escalier indépendant. D'autres plans moins classiques apparaissent : maisons modestes où une cour remplace l'atrium, immeuble collectif de l'insula orientalis, vastes villas du front de mer avec leur jardin intérieur et leur belvédère aménagé pour jouir de la vue sur la baie. Des formes d'architecture nouvelles apparaissent avec les premiers cryptoportiques dans la maison de l'Atrium en mosaïque et la maison des Cerfs. Les intérieurs des demeures ont livré un matériel archéologique exceptionnel, en particulier en bois.
La description ci-après suit le plan d'ensemble de droite à gauche, et haut en bas, en partant de l'emplacement supposé du forum et de l'insula VII.

## Centre-ville
Conformément à l'organisation des cités antiques, le centre d'Herculanum est le lieu où se trouvent les bâtiments publics et les espaces de réunion : le forum et son annexe couverte, la basilique, le théâtre. En revanche, le temple qui mettait la cité sous la protection d'un dieu majeur fait défaut en l'état des fouilles. Le seul édifice cultuel découvert est une sorte de chapelle intégrée dans l'insula VI, le Sacellum des Augustales, fort différent du classique temple à colonnes isolé sur son aire sacrée.

### Decumanus et forum

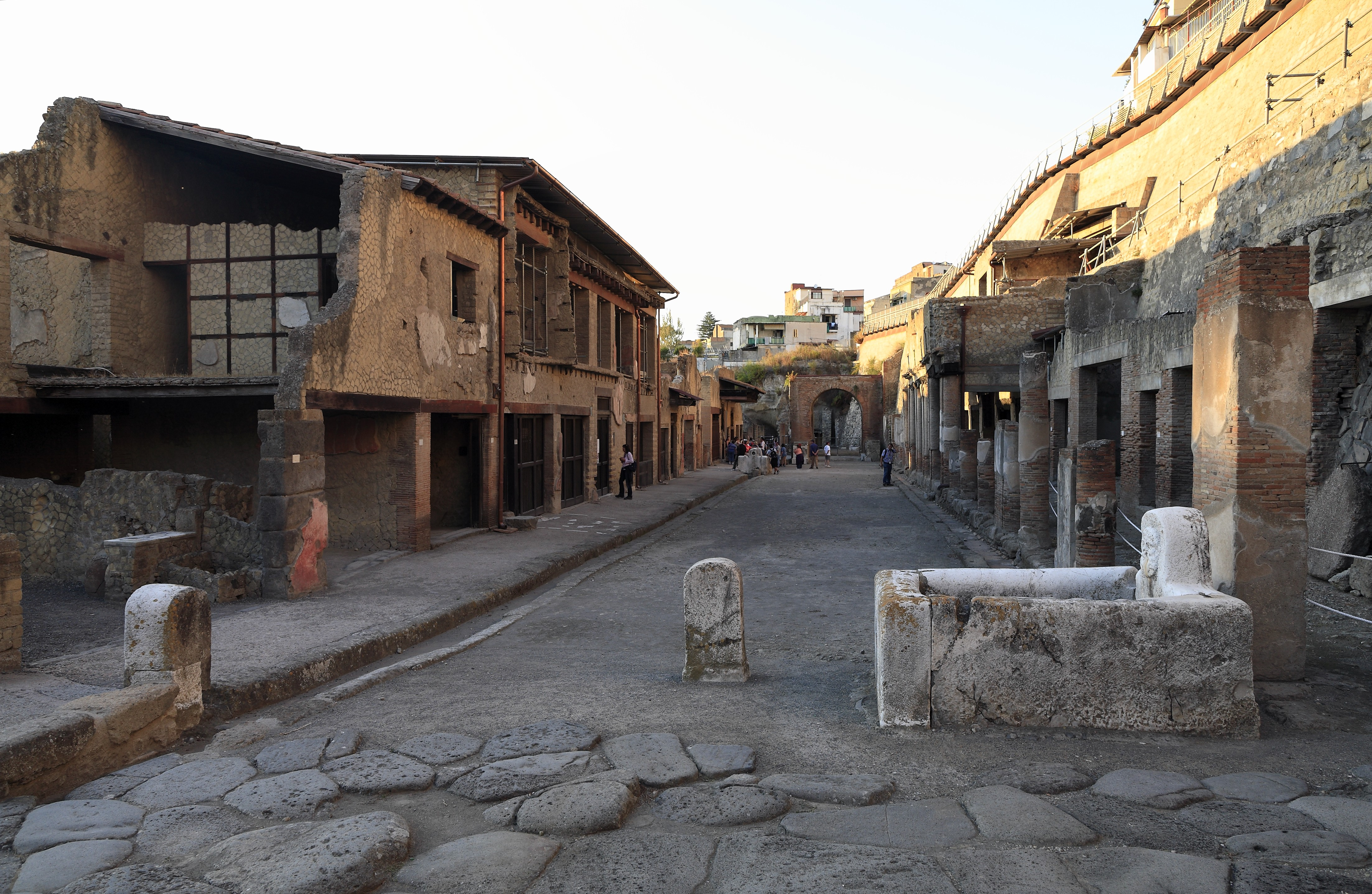
Le Decumanus maximus avec à gauche la maison du Bicentenaire, à l'avant-plan la fontaine au masque d'Hercule. L'eau coulait en permanence, des entailles (appelées surverses) pratiquées dans la partie supérieure des dalles permettent d'évacuer le trop-plein et nettoyer les chaussées. Au fond, l'arc tétrapyle.

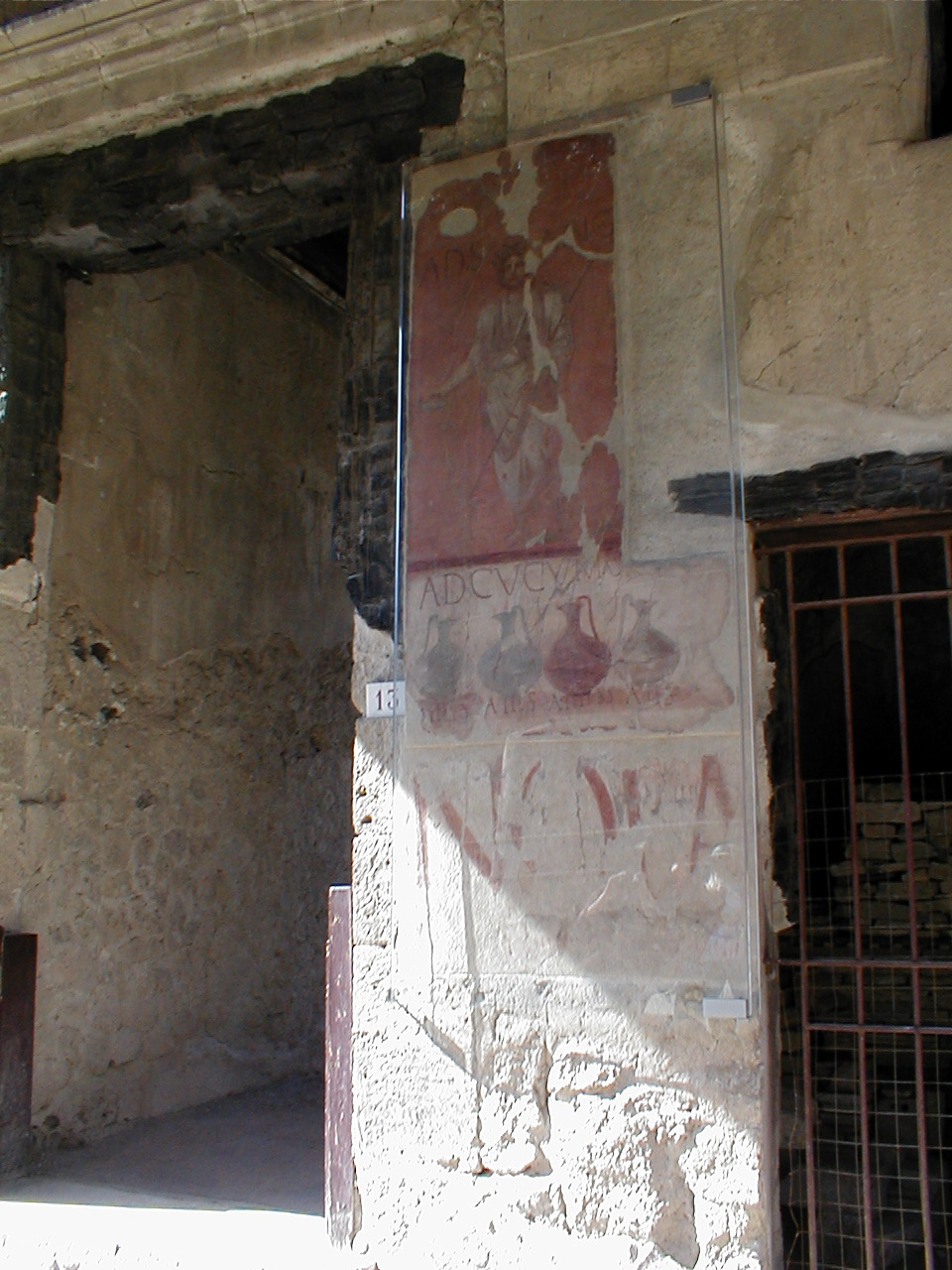
Après l'angle avec le cardo IV, un montant de la façade de la bottega ad cucumas sur lequel est peinte une enseigne, en-dessous NOLA et, au-dessus la divinité Semo Sancus, divinité qui personnifie la bonne foi.

Le Decumanus maximus est la principale voie transversale et commerçante d'Herculanum, dont le cardo V, avec ses nombreuses boutiques et ateliers, est l'extension logique. Située dans la partie la plus élevée de ce qui a été dégagé de la cité, elle dessert le cœur d'Herculanum et mène au théâtre. Contrairement à l'image d'Épinal des voies romaines pavées ou dallées, la chaussée en usage en 79 est rudimentaire, faite de terre battue, d'éclats de tuf et de mortier, par-dessus une couche de graviers liés au mortier. Elle est bordée de hauts trottoirs et de rigoles d'écoulement garnies de tuiles. Des sondages plus profonds ont atteint la chaussée la plus ancienne, reposant sur le sol originel vierge et montrant des ornières creusées par les roues des véhicules. Elle est datée du IIe siècle av. J.-C. d'après le matériel archéologique associé.
Le forum, centre traditionnel de toute ville romaine, ne suit pas à Herculanum le schéma classique d'une place rectangulaire où trône un temple sur podium, comme à Pompéi. À la place, le decumanus s'élargit pour atteindre 12-14 mètres, et il est délimité comme l'espace piétonnier propre à un forum par des bornes en pierre et par des marches au raccordement avec les Cardines, qui interdisent l'accès des véhicules. Ce caractère similaire à la situation qu'on trouve aux abords du forum de Pompéi a permis à Maiuri de supposer la présence du forum dans cette zone.
La partie du forum consacrée aux activités civiques était séparée de la zone marchande par un grand arc tétrapyle recouvert à l'origine de marbre et de stuc, et décoré de statues. Cette partie civique était bordée par des bâtiments généralement identifiés comme la curie, le Sacellum des Augustales, et à l'extrémité qui n'est pas dégagée, la basilique et le théâtre.
La partie occidentale du forum, réservée au secteur commercial, se présente avec une architecture disparate : d'un côté, les entrées de maisons et les boutiques des insulae VI et V s'alignent sans régularité le long d'un trottoir, parfois abritées d'un auvent, de l'autre un portique à colonnes donne son unité à la série de boutiques qu'il abrite. Ces boutiques sont surmontées de deux étages avec des logements en location.

### Théâtre

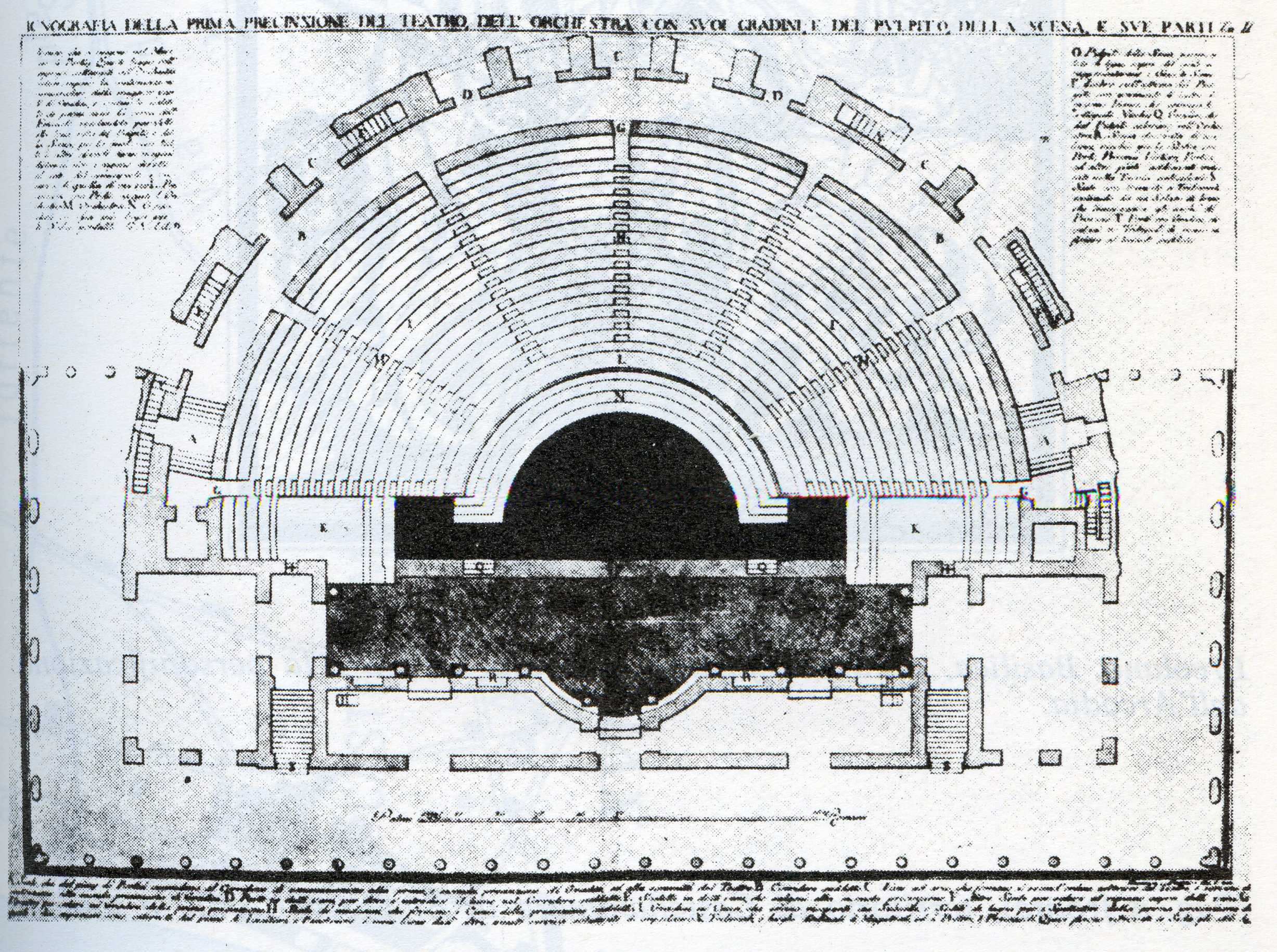
Plan du théâtre dressé par Giovanni Battista Piranesi au XVIII

Le théâtre romain d'Herculanum est le premier vestige d'Herculanum découvert par hasard en 1709 par le comte d'Elbeuf, qui l'exploita pendant des années comme une carrière de marbres précieux, et en extrait des statues dont deux statues féminines qui furent immédiatement vendues et prirent la direction de Dresde à la cour de Saxe, où elles suscitèrent plus tard l'enthousiasme de Winckelmann par leur « noble simplicité et sereine grandeur ». Les fouilles officielles menées de 1738 à 1777 permirent par de nombreuses galeries en tous sens de connaître l'architecture du théâtre et de récupérer une partie des nombreuses statues qui le décoraient.
De nos jours, il n'est que très partiellement dégagé et l'on y accède encore par les tunnels creusés à l'époque des Bourbons. Il n'est pas raccordé au site principal, et comme il se situe dans l'axe du decumanus, on pense qu'il devait être relié au forum. Il demeure l'unique vestige des anciennes fouilles encore visible.
Le théâtre est typique du théâtre romain à l'hémicycle construit et ne profitant pas du relief. Les inscriptions que l'on découvrit permirent d'apprendre que l'édifice a été construit ou restauré à l'époque d'Auguste par L. Annius Mammianus Rufus selon les plans de l'architecte P. Numisius, le décor datant des règnes de Claude et Néron. D'un diamètre de 53 mètres, il est structuré en trois séries de gradins en tuf volcanique, 4 gradins pour la partie proche de l'orchestre, 16 gradins en 6 secteurs pour la partie médiane, et 3 gradins en haut. Sa capacité est évaluée à deux mille places (2500 selon Maiuri).

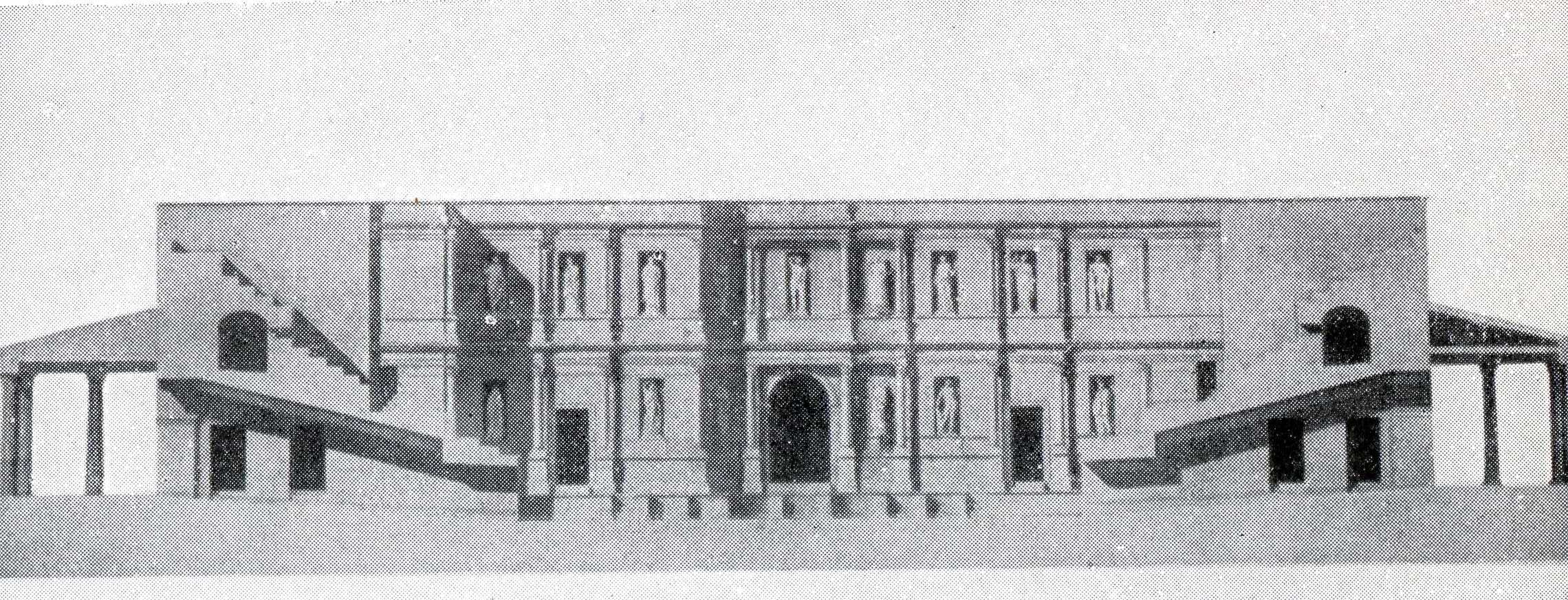
Mur de scène selon François Mazois (1783-1826).

Le mur qui fermait la scène était richement décoré de placages de marbre, tous pillés, et sur deux niveaux, de 9 et 6 niches contenant des statues toutes brisées, dont on n'a récupéré qu'un torse d'Hercule. À chaque extrémité de la scène, un piédestal présentait les statues de deux personnalités marquantes d'Herculanum, identifiées par les dédicaces : Nonius Balbus et Appius Claudius Pulcher, peut-être un des consuls de 38 av. J.-C.. Ces deux statues ont été perdues à cause de l'inorganisation des premières fouilles, probablement à l'époque du Prince d'Elbeuf.
Le pourtour arrondi du mur extérieur du théâtre était également orné de statues en bronze plus grandes que nature comme celles de deux notables en toge, M. Calatorius Quartius et L. Mammius Maximus. S'y ajoutaient les statues impériales d'Agrippine la jeune, de Tibère, de Livie. Toutes ces œuvres furent regroupées au musée royal de Portici, puis à Naples.
Dans le secteur proche du théâtre et dès le début des fouilles, on découvre des fragments de bronze dispersés de ce qui est identifié comme un quadrige grâce au moyeu d'une roue et au timon d'un char. L'envoi de premiers débris découverts à la fonte provoqua une telle indignation que les fouilleurs reconstituèrent un cheval à partir de quelques éléments disponibles, ce que Maiuri qualifie ironiquement d'habile union entre fonderie antique et sculpture contemporaine. Une autre tête de cheval et plusieurs morceaux du conducteur furent également sauvés. Ce matériel ayant été visiblement démantelé et charrié par la vague volcanique, on ignore quel bâtiment ornait cette statue d'apparat, peut-être le mur du théâtre ou un autre monument.

Statues décorant le théâtre, transférées au Musée de Naples
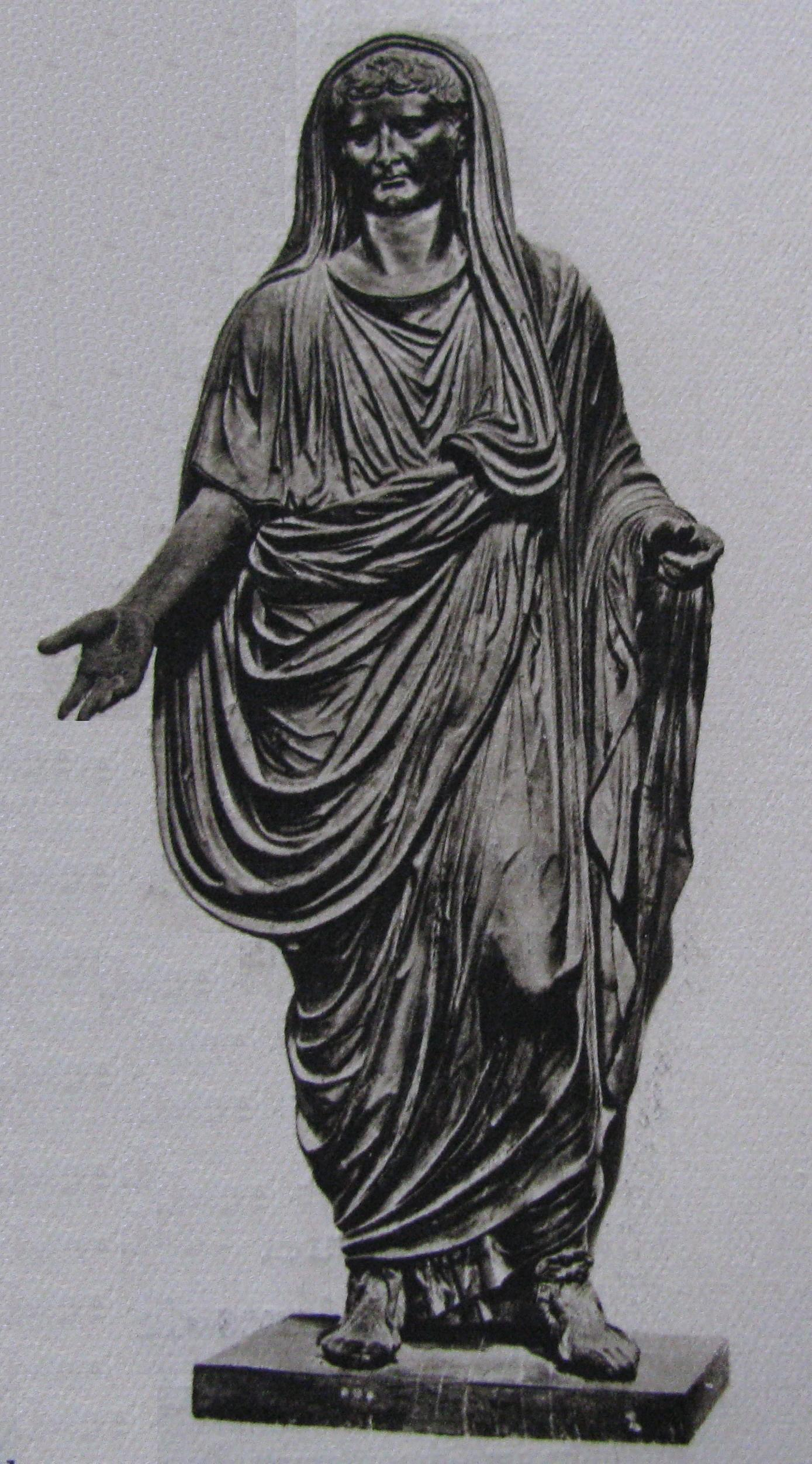
L'empereur Tibère
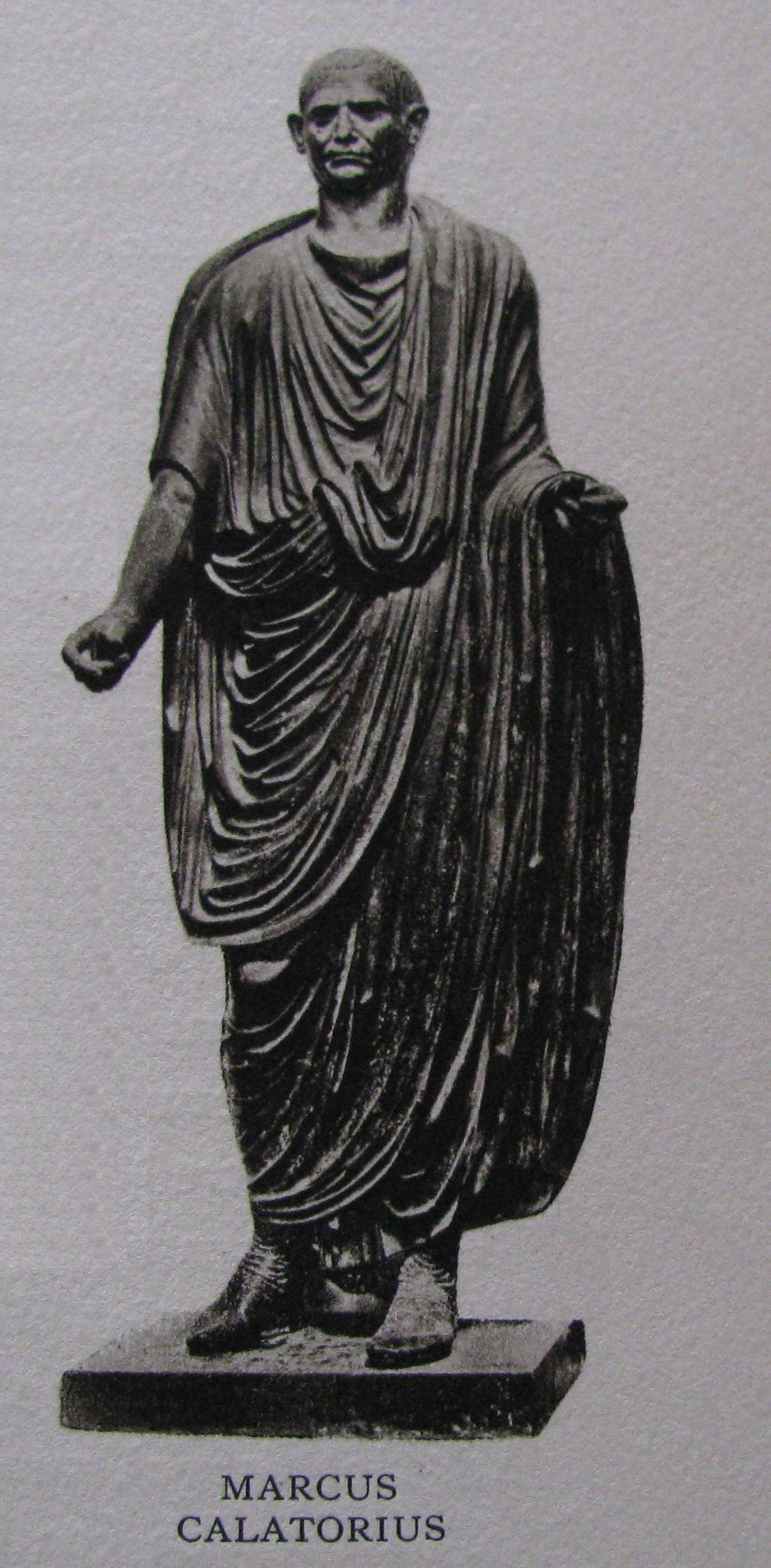
Marcus Calatorius Quartius
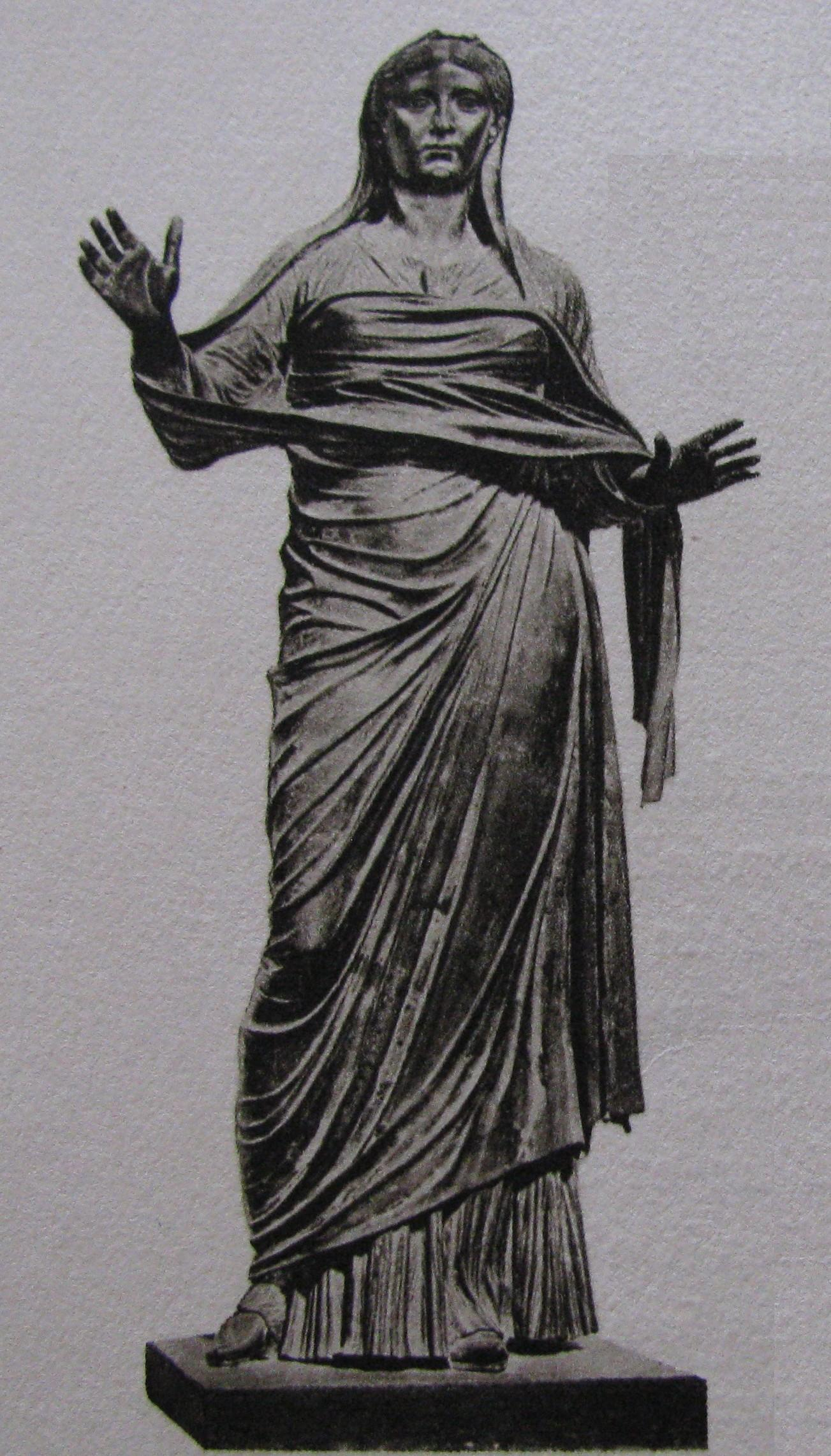
Dame d'Herculanum
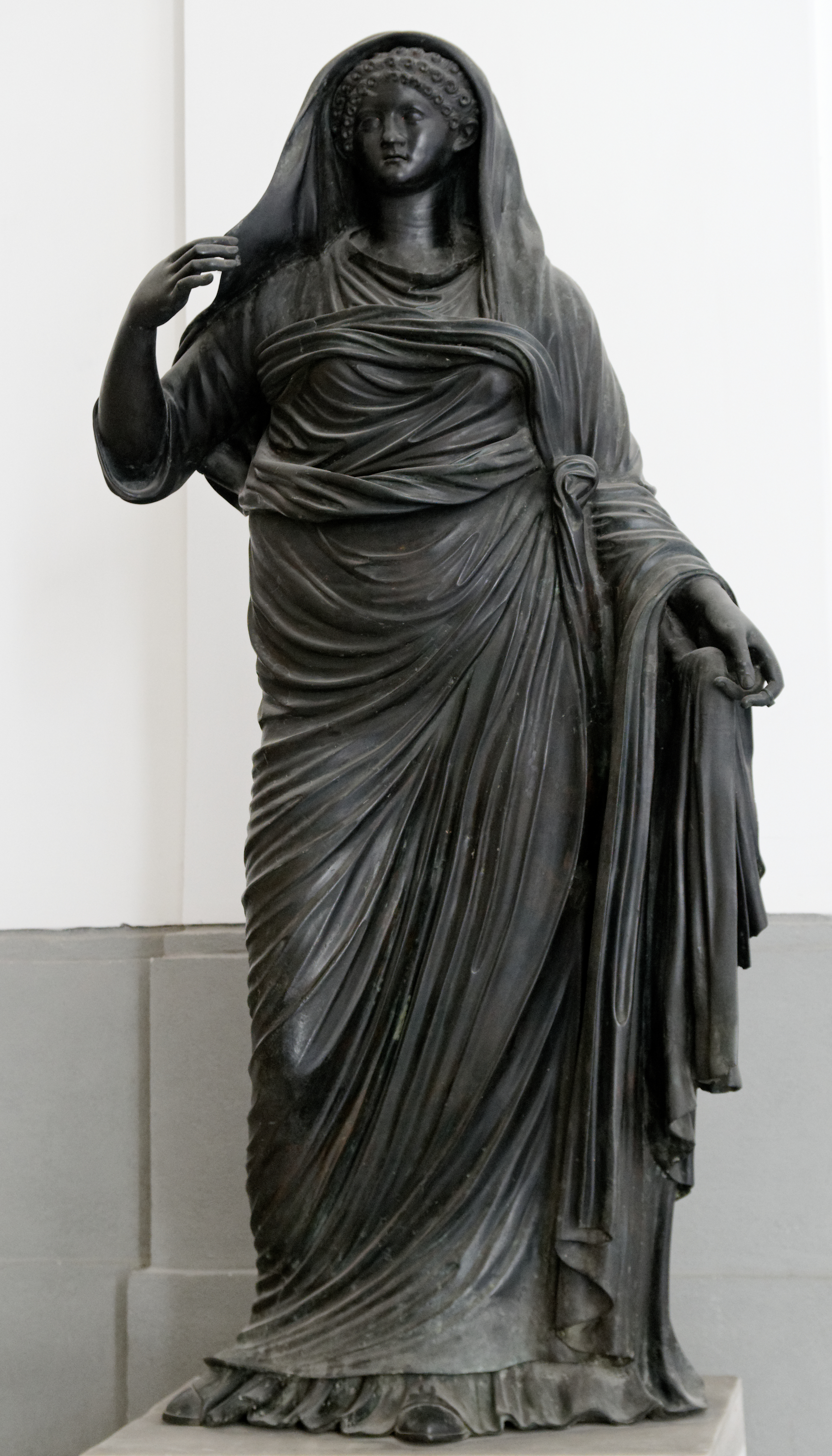
Agrippine la Jeune

## Insulae du centre
À partir de 1985, des chercheurs du département d'Archéologie classique de l'université de Nimègue ont mené des études métrologiques des maisons des Insulae VI et V, puis des Insulae III et IV. Outre l'établissement de plans plus précis que ceux disponibles à l'époque, l'étude cherchait à établir des métriques en unités antiques exprimées soit en pied osque, employé pendant la période pré-romaine, soit en pied romain, dont l'usage se généralise en Campanie à partir du Ier siècle. Ces unités n'ont jamais été une mesure fixée, et pouvaient varier en même lieu et une même période, mais leurs fourchettes d'évaluation diffèrent suffisamment pour être distinguées : un pied osque observé à Herculanum mesure en moyenne 27,5 cm, contre 29,5 cm en moyenne pour le pied romain. Les chercheurs convertirent leurs mesures métriques en valeurs antiques en choisissant entre le pied osque ou romain celui qui donnait des longueurs en chiffres ronds, par exemple des multiples de 10. Comme l'emploi du pied osque était plus ancien, les chercheurs disposaient d'une approche chronologique des diverses constructions, qui peut recouper et compléter celles déduites des styles picturaux ou des méthodes d'édification. Ainsi, sur les parcelles d'époque préromaine, furent observés deux plans type de maison, un large de 30 pieds osques pour la maison de l'édicule de bois, l'autre de 40 pieds osques, pour la maison au salon noir, la maison de l'atrium corinthien, la maison de la colonnade toscane, la maison de Neptune et d'Amphitrite et la maison du mobilier carbonisé. La profondeur de ces maisons mesure dans tous les cas 75 pieds osques, soit exactement la moitié de la largeur de l'insula.

### Insula VII, basilique Noniana

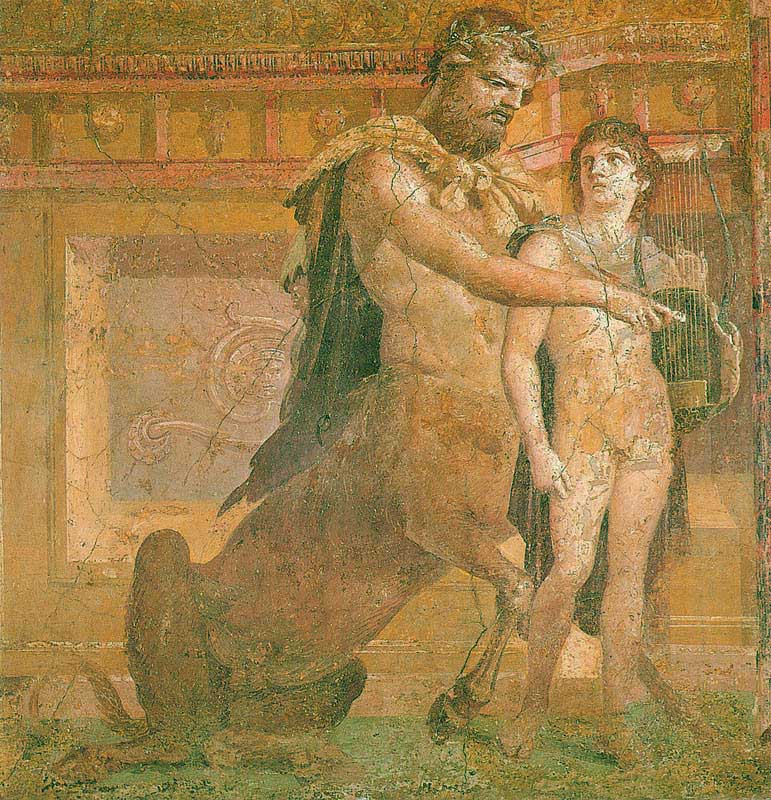
Le centaure Chiron et le jeune Achille, au fond de la basilique

Un grand édifice public occupe l'angle nord-est de l'insula VII non dégagée, desservi par le Cardo III. Quoiqu'elle soit encore ensevelie, elle a été intensivement explorée par des tunnels sous les Bourbons, de 1739 à 1761. À partir des explorations souterraines, des plans contradictoires ont été tracé au XVIIIe siècle par Jérôme Charles Bellicard et Charles-Nicolas Cochin d'une part P. Bardet d'autre part. Une fouille à ciel ouvert au début des années 1960 a dégagé le mur est de l'édifice et une petite salle y donnant accès. Des travaux de sécurisation en 2006 ont permis de préciser le plan de l'édifice.
Le centre du bâtiment reste toutefois inconnu, car non exploré en raison des risques d'effondrement du terrain. Ce qui est repéré est un grand espace rectangulaire (15,5 × 29 m) avec au fond une abside et une petite salle ouverte sur le cardo III. Les murs latéraux étaient rythmés par dix demi-colonnes sur deux ordres, ionique et corinthien, encadrant des niches exposant des statues, dont un certain nombre ont été retrouvées intactes et ont été identifiées par les inscriptions sur leur piédestal. Elles représentaient Marcus Nonius Balbus et des membres de sa famille, son père, sa mère et ses filles et quelques statues impériales, Néron et Germanicus. Sous le portique de l'entrée, on récupéra deux autres statues de Nonius Balbus et de son fils.
Le mur du fond avait une exèdre encadrée de deux niches plus petites, où étaient représentés Thésée et le Minotaure, Hercule retrouvant son fils Télèphe, le centaure Chiron initiant Achille au jeu de la lyre, Pan enseignant la flûte à Olympos. A. Maiuri qualifie ces peintures de « quelques-unes des plus belles œuvres de l'antiquité ». Quelques-unes, dont celles précitées, ont été détachées et se trouvent au Musée archéologique de Naples, tandis que les autres se sont irrémédiablement perdues au fil du temps.
L'identification de ce monument a été débattue : on pouvait y voir une palestre, espace ouvert consacré à l'exercice entouré d'une colonnade, ou au contraire une basilique à trois nefs, lieu de réunion couvert, voire un temple du culte impérial. Une inscription dans un autre endroit de la ville honore Balbus pour avoir restauré la basilique d'Herculanum à ses frais. Les fragments d'une tablette de cire calcinée mentionnent une basilica noniana. Maiuri en déduisit que la Basilique Noniana était ce monument que décoraient autant de statues de Balbus et de sa famille. Cette interprétation fut un temps contestée par certains archéologues : Guadagno publia en 1977 la lecture de plusieurs fragments gravés provenant du lieu et constituant une liste de plus de 450 noms, qu'il présenta comme l'album des Augustales, exposé dans un Augusteum dédié au culte impérial. L'identification comme Basilique Noniana est définitivement admise.

### Insula VIl, maison dite de Galba
Située le long du Cardo III, l'Insula VII reste dans sa majeure partie ensevelie sous l'habitat moderne. La maison dite de Galba— nommée du fait de la découverte d'un buste de cet empereur dans la route lui faisant face — est un des deux seuls bâtiments dégagés. Son vestibule, son atrium et les pièces attenantes ne sont pas dégagés. Une entrée secondaire sur le Cardo à côté d'une taverne donne sur un couloir qui dessert à sa gauche une cuisine et sa latrine, puis plusieurs pièces, et accède dans l'angle d'un remarquable péristyle carré. Au milieu de cet espace ouvert se trouve un bassin ornemental en forme de croix grecque. Un grand salon ou exèdre s'ouvre largement face à ce péristyle, décoré en partie de fresques du IVe style. Le péristyle est considéré comme une construction préromaine, car il fut construit à l'origine en tuf. Ses colonnes doriques en tuf furent par la suite stuquées, tandis que les espaces entre les colonnes étaient fermés par un podium.

### Insula VI

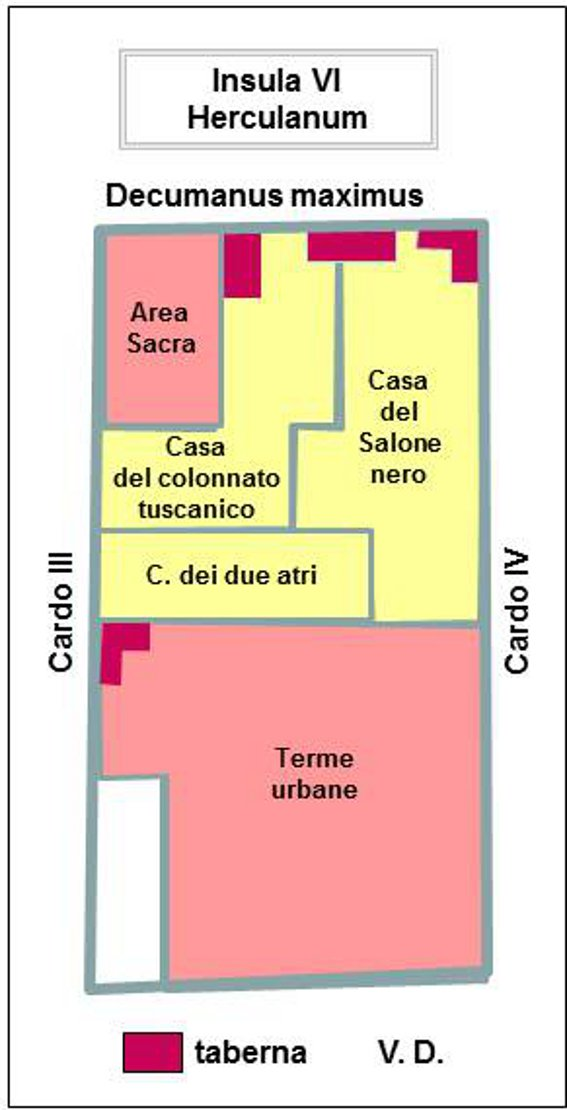
Herculanum Plan sommaire de l'insula VI

Le tiers de la superficie de cette insula est occupé par des thermes, le reste se répartit entre plusieurs grandes habitations, la maison à la colonnade toscane, la maison aux deux atria et la maison au salon noir, quelques boutiques dont un thermopolium qui donnent sur le decumanus maximus et le sanctuaire des Augustales, dernière partie de l'insula dégagée dans les années 1970.

#### Thermes urbains

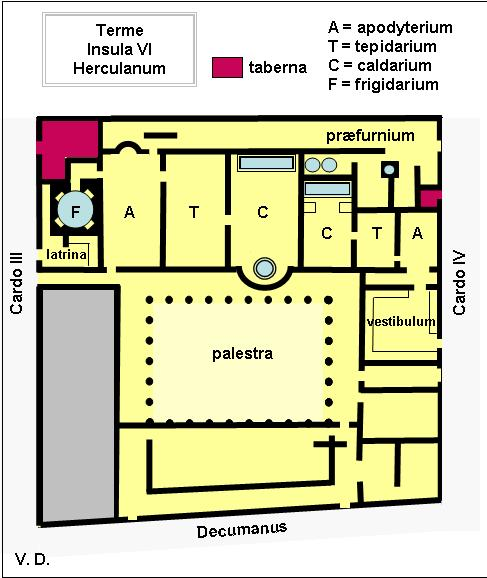
Plan des Thermes urbains

Repérés par les tunnels des premières explorations qui laissèrent penser à un vaste établissement, ils furent partiellement dégagés dans la période 1869 à 1875, durant laquelle on excava la palestre, flanquée le long du Cardo III d'un bâtiment de plusieurs pièces à la destination indéterminée. Le dégagement complet de l'insula par Amedeo Maiuri amena à constater que ces thermes étaient plus petits que ce que l'on avait supposé. Occupant toute la largeur de l'insula VI, les thermes se situent à 100 mètres seulement de l'autre établissement thermal connu, les thermes suburbains. Ils comportent deux sections. Construits à l'époque augustéenne selon Maiuri, la construction a vu sa décoration refaite sous les règnes des deux derniers Julio-Claudiens.

##### Section masculine
Sur le Cardo III, l'entrée s'ouvre dans la façade en opus reticulatum et donne sur un couloir flanqué de latrines publiques, prévues selon la coutume romaine pour un usage collectif. Sur le conduit de vidange, que l’on peut encore voir, était placée une file de sièges en marbre troués, emportée lors des premières fouilles (XVIIIe siècle). Le couloir conduit à la cour intérieure de la palestre, bordée d'un portique sur trois côtés. Au fond, on pénètre dans l’apodyterium ou vestiaire, avec des étagères pour poser les vêtements et une niche destinée à abriter une petite fontaine. La succession régulière des salles thermales est en partie modifiée : le frigidarium est isolé, à gauche du vestiaire. Il est rond, vivement coloré de bleu au niveau de la vasque et de la voûte ; cette dernière étant décorée d’animaux marins, et de rouge sur les murs où quatre niches sont décorées de jaune aux angles. À droite du vestiaire, on trouve le tepidarium, avec le sol à double épaisseur assez vallonné, orné d’une mosaïque blanche et noire analogue à celle des thermes féminins, représentant Triton entouré de dauphins, d'un poulpe, d'une seiche et d'un petit amour muni d'un fouet. Suit le caldarium avec son grand bassin d'eau chaude.

##### Section féminine

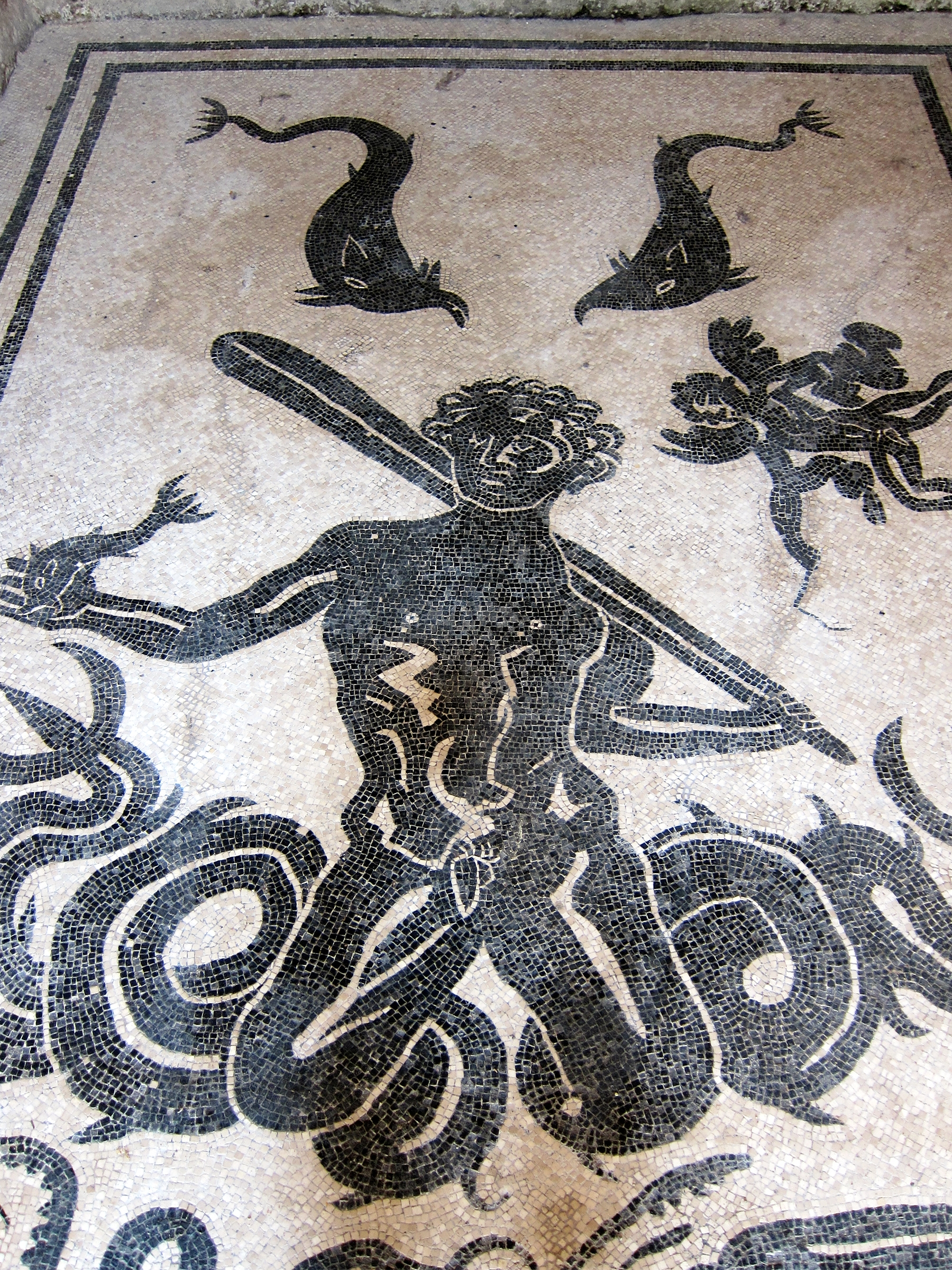
Mosaïque de Triton du vestiaire de la section féminine.

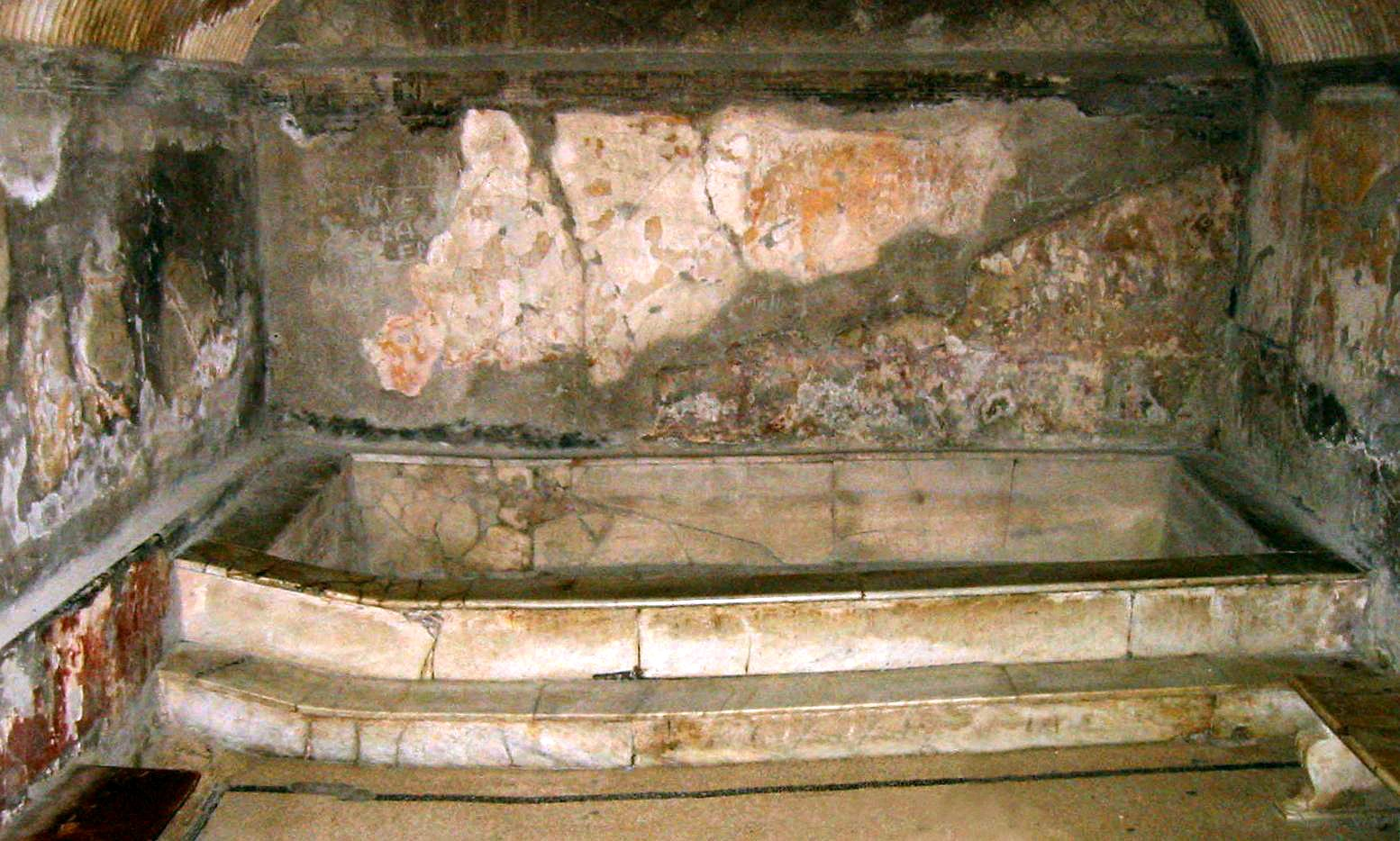
Bassin du caldarium.

Comme souvent, la partie des thermes destinée aux femmes est de moindre dimension et moins soignée que la section masculine, mais elle présente l'avantage d’un meilleur état de conservation. L’entrée actuelle n’est pas celle de l’époque, elle se faisait depuis le Cardo IV, à l'opposé de l'entrée des hommes. Elle ne donnait pas accès à la palestre, car l'exercice physique était une activité uniquement masculine. On pénétrait dans un vestibule qui servait de salle d'attente avec son pourtour muni de sièges de maçonnerie. De là on gagnait les vestiaires ou apodyterium, bien conservés, possédant une voûte en berceau avec des strigiles (rainures ondulées parallèles) en stuc, un sol en mosaïque blanche et noire représentant Triton avec des dauphins, et de grandes étagères pour y déposer les vêtements.
Le tepidarium présente des caractères analogues ; son sol est décoré d’une bande à motifs géométriques, tandis que le caldarium est reconnaissable à son sol à double épaisseur (suspensura), visible grâce à une ouverture protégée par une grille, à l’intérieur duquel circulait l’air chaud. En plus du grand bassin pour les immersions, la pièce est munie d’un soubassement circulaire destiné à soutenir le labrum pour les ablutions et deux beaux sièges en marbre, l’un en marbre blanc, l’autre en marbre rouge antique.

##### Locaux techniques
Derrière les salles thermales se trouvent les locaux de service, les réservoirs d'eau et les chaufferies (praefurnium), repérées par l'épaisse trace de suie. Un escalier permettait de monter sur les terrasses de l'établissement. Le chauffage des deux caldaria se faisait par une circulation d'air chaud sous le sol, qui remontait ensuite par quelques tubulures noyées dans le gros œuvre du mur, système moins perfectionné que les murs à double paroi observés dans les derniers thermes de Pompéi.

#### Sacellum des Augustales

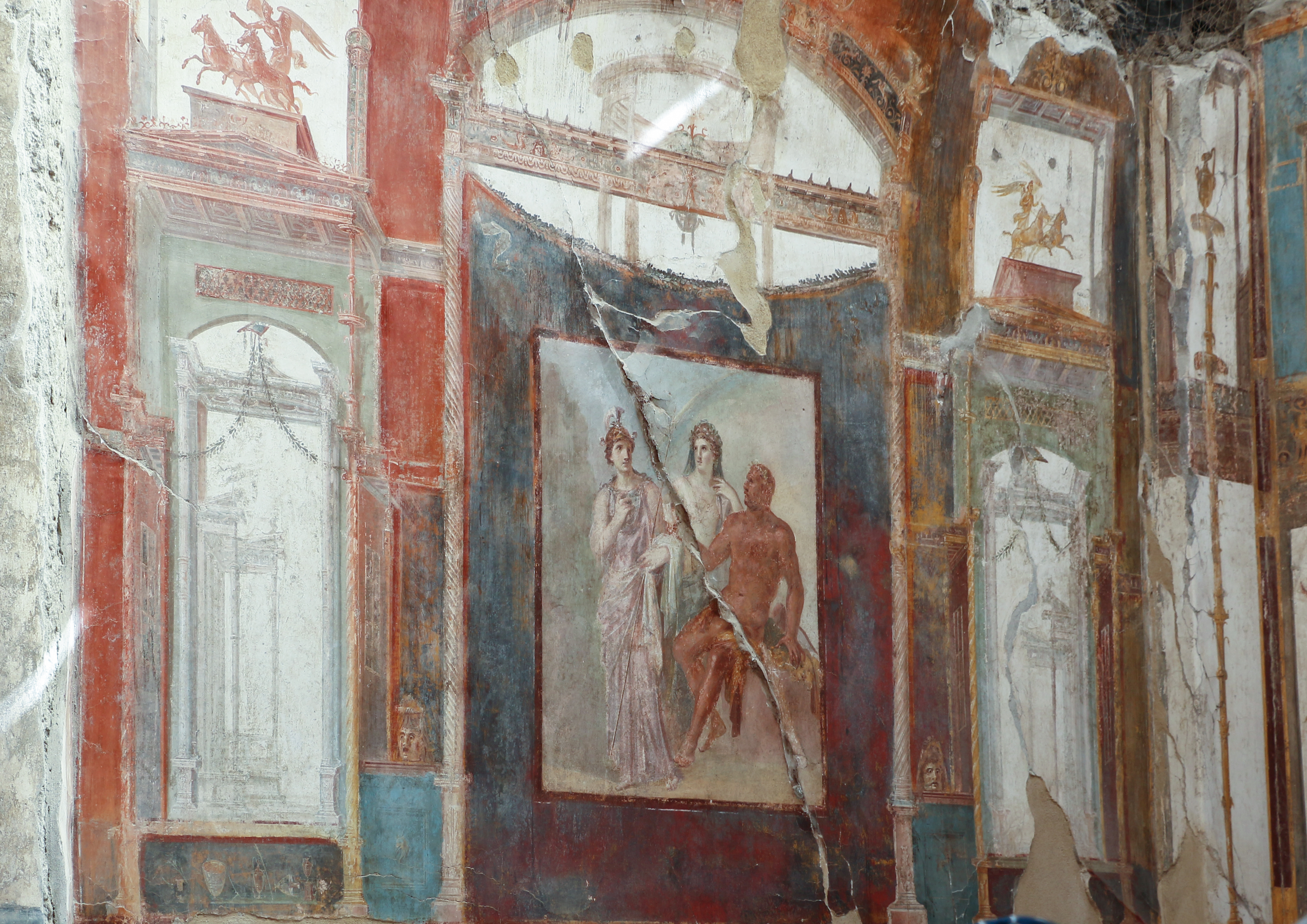
Mur gauche du Sacellum. Tableau d'Hercule, Minerve et Junon

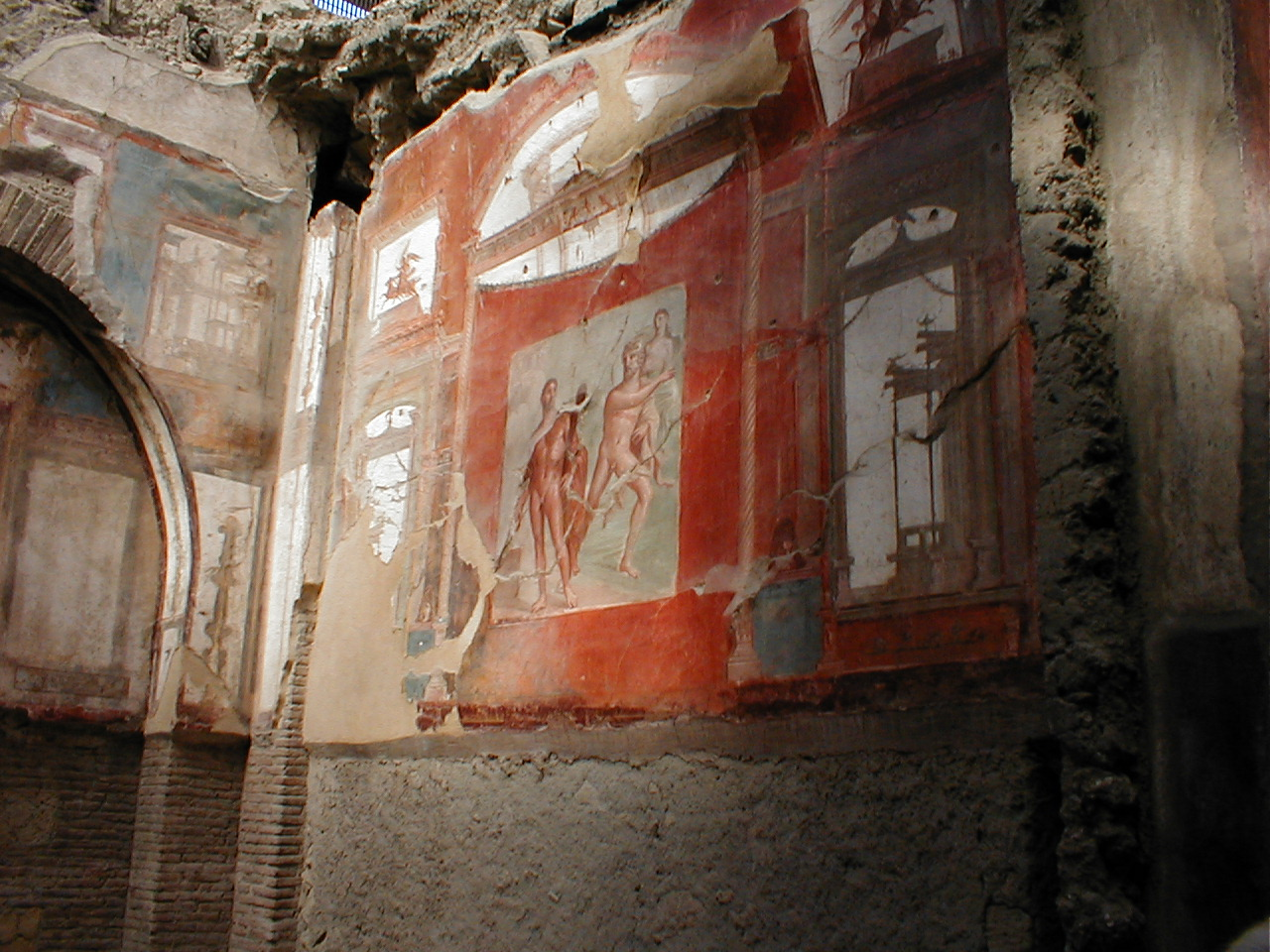
Mur droit du Sacellum. Tableau d'Hercule face à Achéloos

Également dénommé Aedes Augustalium, c'est le sanctuaire des prêtres du culte impérial, des affranchis regroupés dans le collège des seviri augustales, et le seul édifice dédié à un culte public que l'on connaisse de nos jours à Herculanum. D'après les inscriptions qu'on y a trouvées, sa construction est datée de la fin du règne d'Auguste, au plus tard en 11. Elle est faite en partie en brique (opus testaceum), d'usage encore exceptionnel à cette date. Il possède de magnifiques peintures. Cet édifice est remarquable par l'inscription en marbre où figurent les noms des deux frères, A. Lucius Proculus et A. Lucius Iulianus, ayant financé la construction du lieu et offert le repas le jour de l'ouverture de la salle :
L’intérieur se présente comme une grande salle rectangulaire, au centre de laquelle se dressent quatre colonnes, situées aux angles d’une ouverture quadrangulaire soutenue par un entablement constitué de grandes travées en bois, évidemment carbonisées. Les deux colonnes postérieures ont été englobées dans deux cloisons qui, s’appuyant sur le fond de la salle, ont constitué une petite pièce carrée formant une sorte de chapelle ; au fond de cette pièce, une base était destinée à accueillir la statue d’Auguste, comme l’indique clairement la colonne de laurier peinte sur le mur, ornement typiquement impérial. Les deux colonnes qui bordaient l’entrée étaient flanquées de socles qui portaient des statues de César et d’Auguste, aujourd’hui perdues. Le sol est richement revêtu d'une marqueterie en marbre coloré (opus sectile). Les murs latéraux sont décorés de fresques du IVe style, avec deux scènes centrales dédiées au héros mythologique qui donna son nom à Herculanum et représentant d'une part Hercule dans l'Olympe en compagnie de Minerve, de Junon et de Jupiter symbolisé par un arc-en-ciel, et d'autre part l'affrontement entre Hercule et le dieu fleuve Achéloos pour la main de Déjanire. Le décor du sacellum combine ainsi le culte impérial avec le buste de l'empereur et le culte du fondateur Hercule, divinisé et bienfaiteur de l'humanité.

#### Maison à la colonnade toscane
Cette maison est antique et aristocratique : elle fut érigée à l'époque samnite en grands blocs de tuf volcanique (opus quadratum), et restaurée par la suite. Après le tremblement de terre de 62, elle dut néanmoins perdre un peu de son caractère aristocratique, car deux pièces contiguës à la rue furent transformées en boutiques. La maison se distingue par la colonnade toscane de son splendide péristyle, sur laquelle s'ouvrent le triclinium, quelques pièces de réception et les appartements. La décoration des pièces date de deux périodes différentes, du IIIe et du IVe style. On a trouvé dans cette maison une grosse somme en monnaie d'or (équivalent à 1400 sesterces) cachée par le propriétaire, vraisemblablement avant d'évacuer la maison.

#### Maison aux deuxatria

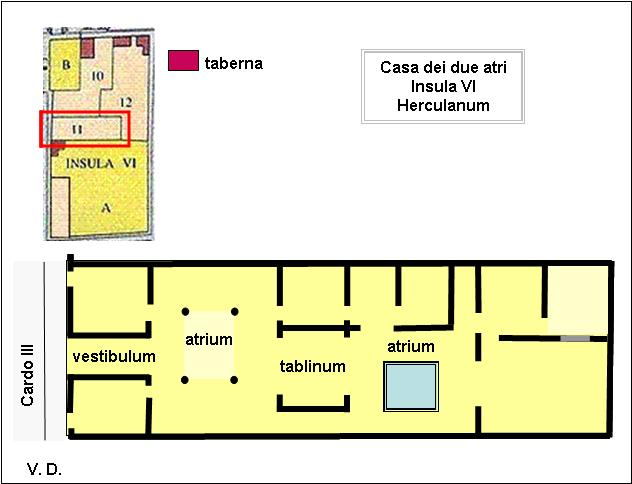
Un plan adapté à une parcelle étroite

Après les thermes sur le Cardo III, on rejoint la maison aux deux atria au plan original, probablement choisi pour tirer le meilleur parti d'un espace disponible rectangulaire, mais resserré. La construction est contemporaine de celle des thermes et la maison mesure 30 pieds romains de large, pour une profondeur inhabituelle, qui empiète au-delà de la moitié de la largeur de l'insula, standard de toutes les autres maisons. La façade de la maison, assez simple, présente une porte avec une architrave en tuf et une corniche en tuiles qui marque extérieurement la séparation en deux étages. Cette porte est ornée d'un masque en terre cuite à fonction apotropaïque figurant la Gorgone. Le premier atrium au toit soutenu par quatre colonnes est suivi du tablinum, puis d'un autre atrium et enfin d'une vaste salle, les logements sont disposés le long du côté gauche.

#### Maison au salon noir

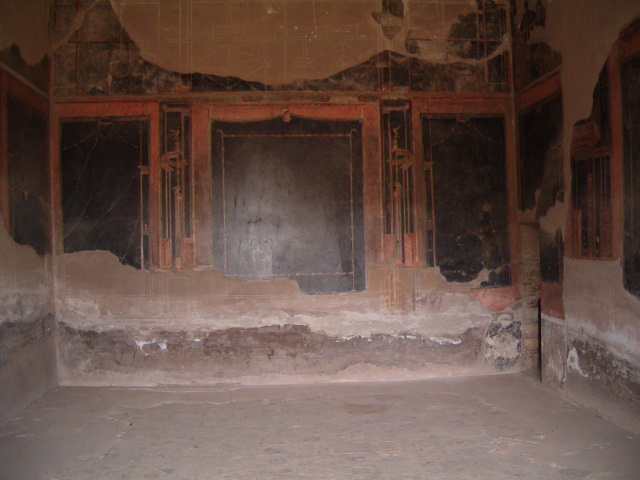
Le salon noir

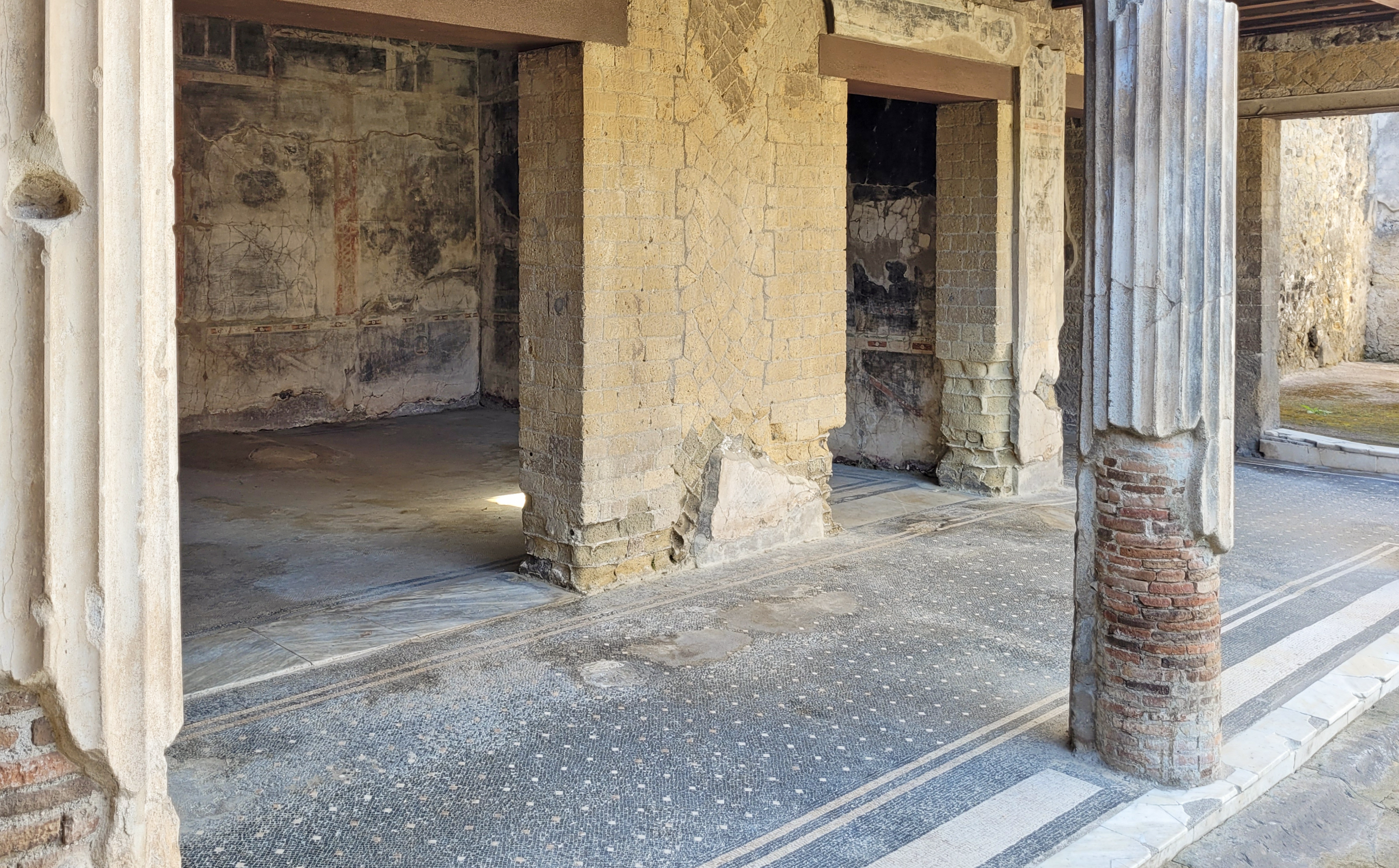
Partie du péristyle de la maison au salon noir

De l'autre côté du decumanus maximus, entre des boutiques et des ateliers, dont un atelier de métallurgie du plomb, on pénètre dans une demeure, la maison au salon noir  qui conserve encore un des battants en bois de sa porte. Elle doit son nom à une grande pièce décorée de pilastres et de candélabres peints en rouge sur fond noir et qui s'ouvre sur le péristyle.
La forme architecturale canonique est respectée, on pénètre dans la maison à travers le vestibule, puis l'atrium, le tablinum et enfin le péristyle. La disposition de la maison donne à voir le jardin à partir de toutes les pièces. Ouverte sur deux rues, elle laisse également entrer une abondance de lumière et une aération constante. À l'étage, un laraire en bois, bien conservé, en forme de temple miniature, avec des colonnettes surmontées de petits chapiteaux en marbre a été découvert.

### Insula V

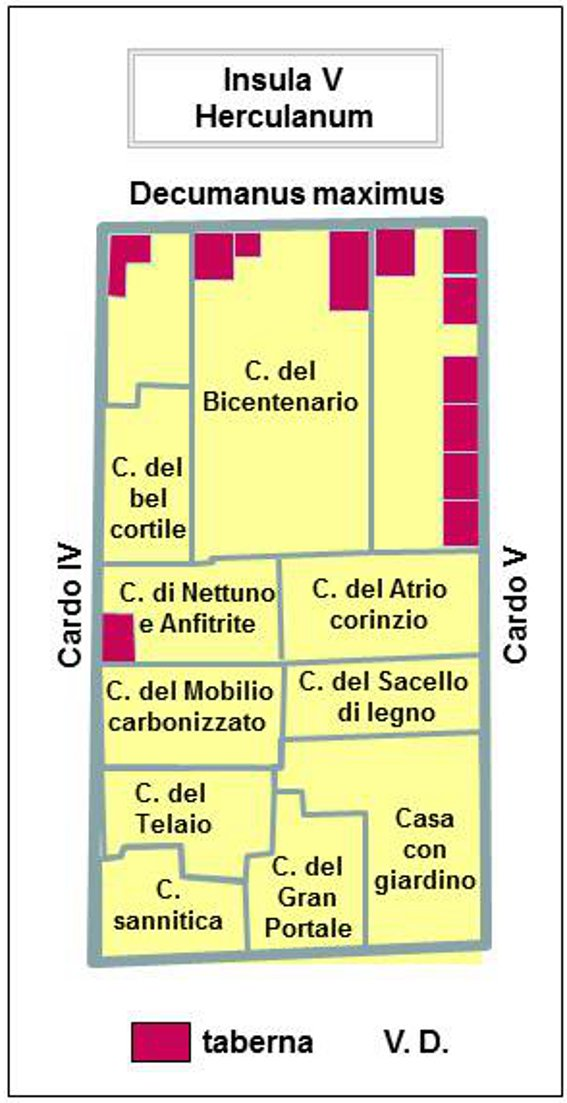
Herculanum Plan sommaire de l'insula V

L'insula V est divisée en parcelles plus régulières et plus homogènes que les insulae voisines, dans un découpage qui rassemble les statuts sociaux les plus divers : l'opulente maison du Bicentenaire, ouverte sur le forum, voisine avec des habitations modestes et des boutiques, le raffinement de la luxueuse maison de Neptune et d’Amphitrite et de la maison samnite contraste avec la modestie de la maison du Métier à tisser qu'elles encadrent. Un peu partout, on constate le développement d'un habitat populaire, par l'ajout aux demeures bourgeoises de pièces et d'étages en location.

#### Maison du bicentenaire

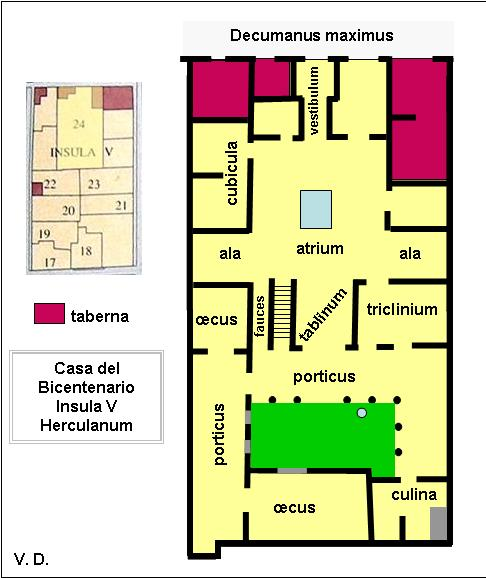
Maison du Bicentenaire : le plan d'une riche domus

Découverte en 1938, soit deux siècles après le début des fouilles archéologiques à Herculanum, cette maison est l'une des plus somptueuses et des plus grandes maisons du quartier. Elle s'ouvre sur le decumanus maximus entre plusieurs boutiques et, longue d'une quarantaine de mètres, elle s'enfonce au cœur de l'insula entre des maisons modestes, comme la maison de la Belle Cour.
Son plan suit le modèle de la domus classique : le couloir d'entrée matérialise l'axe central, l'atrium est vaste et carré avec son toit en compluvium et un impluvium de marbre entouré d'un sol en mosaïque noire et blanche ; les pièces (cubiculae) et les ailes (alae) sont réparties à gauche et à droite de l'atrium ; au fond le tablinium est richement décoré avec un sol en mosaïque blanche et noire entourant un rectangle central en opus sectile et des peintures du IVe style. Au-dessus d'une plinthe noire aux motifs végétaux, la paroi à fond rouge montre des tableaux de Dédale et Pasiphaé d'une part, Vénus et Mars de l'autre, et des médaillons de Satyres, de Bacchantes et de Silènes ; la frise supérieure combine des Amours chasseurs sur fond noir et des éléments d'architecture en trompe-l'œil. Au fond de l'atrium, un couloir mène à des salons (oecus) et à un petit jardin intérieur entouré d'une colonnade sur deux côtés. Un escalier dessert un étage supérieur plus modeste, divisé en plusieurs appartements devant servir à la location. L'un d'eux est visible depuis la rue, à la suite de la disparition de sa façade.
Dans une des pièces de l'étage a été retrouvée une marque particulière sur un mur, empreinte d'un objet disparu : dans le centre d'un rectangle plus clair de l'enduit du mur, on distingue la gravure d'un tracé cruciforme de plusieurs centimètres de large, entouré de marques de trous de fixation sensiblement alignés en deux colonnes verticales. Une petite armoire en bois a été trouvée dans la même pièce. Leur interprétation comme support d'une croix chrétienne de bois incrustée dans le mur, dissimulable par deux volets latéraux, et comme petit autel ou prie-Dieu, qui en feraient les indices les plus précoces de présence du christianisme en Campanie, a été l'objet de nombreuses polémiques. Maria-Paola Guidobaldi considère qu'il s'agit plutôt d'éléments d'accrochage d'une armoire ou d'une étagère murale. Toujours à l'étage, un coffre en bois carbonisé contenait les archives de Calatoria Themis, constituée d'environ 150 tablettes relatives au procès contestant la naissance libre de Petronia Iusta, affranchie de Petronius Stephanus, époux de Calatoria.

#### Maison de la Belle Cour

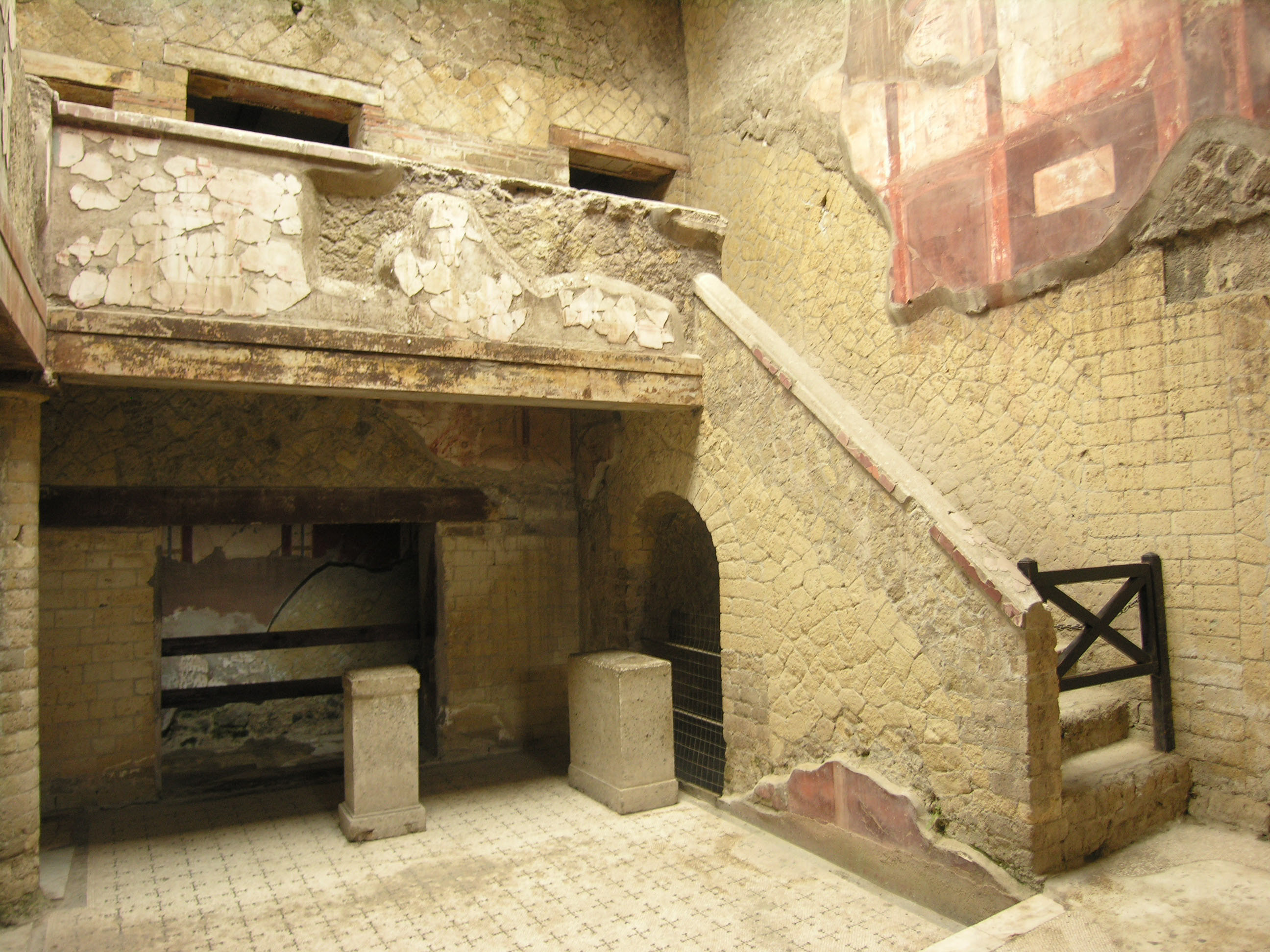
La cour, l'escalier et la galerie

La maison de la Belle Cour, articulée sur deux niveaux et avec une disposition des pièces insolite : on entre par une grande pièce basse de plafond qui joue le rôle de vestibule. À sa droite, trois petites pièces rustiques, tandis qu'au fond on accède à la cour intérieure qui remplace l'atrium et éclaire les pièces du rez-de-chaussée et de l'étage. Là un escalier extérieur en maçonnerie avec un garde-corps et une galerie, qui rappelle l'architecture italienne du Moyen Âge, mène à l'étage supérieur et aux logements, mis en communication l'un avec l'autre par la galerie et un balcon de bois en saillie sur la façade. Cette disposition qui rompt avec le plan de la domus classique permettait de loger plusieurs familles.

#### Maison de Neptune et d'Amphitrite et sa boutique

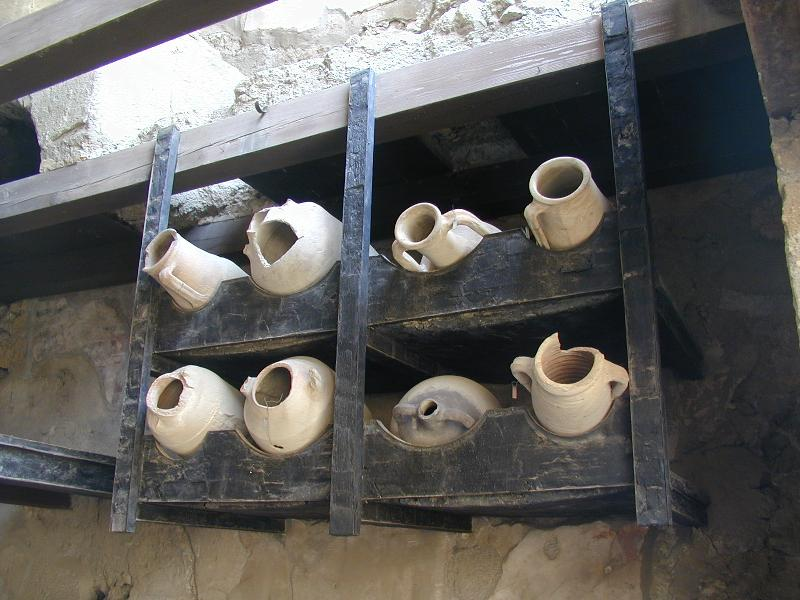
Vestiges des étagères en bois carbonisé de la taverne.

La maison de Neptune et d’Amphitrite (Casa di Nettuno e Anfitrite) communique avec une vaste boutique de denrées alimentaires qui s'ouvre sur le Cardo, et qui se situe sur la même parcelle de terrain. On suppose donc que le propriétaire de la maison était un commerçant qui possédait aussi cette taverne. Cet établissement n'est pas le seul de ce type que l'on ait découvert à Herculanum, mais c'est le plus spectaculaire : le comptoir et le mobilier en bois sont exceptionnellement bien conservés, avec des amphores alignées sur leurs étagères (elles ne proviennent toutefois pas de cet espace commercial). Cette boutique exerçait comme traiteur vendant des plats cuisinés et comme restaurant où l'on mangeait sur le pouce des mets préparés sur l'une des deux tables de cuisson.
La répartition des pièces de la maison proprement dite est simple. De l'atrium central on accède au tablinum, et par un couloir qui longe le tablinum, au triclinium d'été. Au-dessus du laraire situé dans l’angle de l’atrium furent retrouvés deux tableaux monochromes sur marbre, exposés au musée archéologique de Naples. Une statuette de Jupiter également trouvée dans l'atrium confirme l'intérêt artistique du propriétaire et son raffinement.

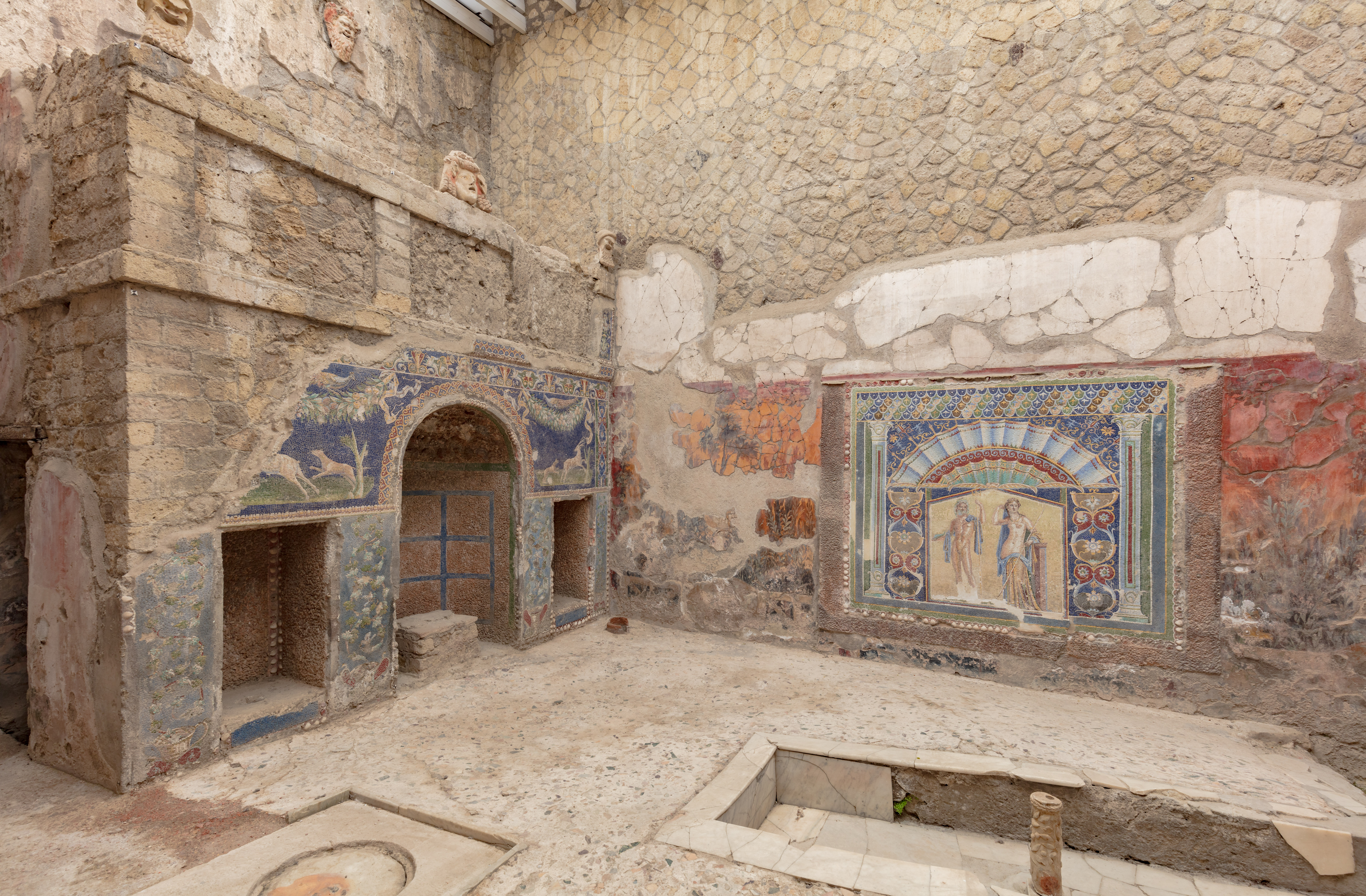
Triclinium d'été décoré d'un nymphée et de mosaïques

La pièce la plus remarquable est le triclinium d'été, installé dans une petite cour au fond de la maison. La banquette destinée aux convives est en maçonnerie en forme de U, revêtue de marbre, et s'appuie sur deux murs dotés de magnifiques mosaïques murales, décoration mise à la mode sous les Julio-Claudiens et plus particulièrement Néron, et qui est ici un très bel exemple. Au fond du triclinium se trouve un nymphée (fontaine décorative), avec une grande niche centrale en abside, encadrée de deux niches rectangulaires plus petites, toutes revêtues de mosaïques en pâte de verre coloré et encadrées de coquilles et de mousse de lave. Des rinceaux de vigne issus de vases ronds dessinent leurs volutes sur les panneaux bleus qui entourent les niches. Au-dessus des petites niches, deux scènes de chasses sur fond bleu outremer montrent des chiens qui poursuivent des cerfs. Festons, fruits et guirlandes de feuillage surmontent ces tableaux. L'architrave qui couronne l'ensemble a perdu sa mosaïque, mais est encore couronnée de trois masques de théâtre. Le mur perpendiculaire au nymphée est décoré d’un beau panneau en mosaïque, représentant les noces de Neptune et d'Amphitrite, qui a donné son nom à la maison. Ce panneau est entouré d'une décoration foisonnante et colorée, figurant une voûte en trompe-l'œil et des pilastres soutenant une frise.
Une étude des décors peints dans l'optique de les restituer a été réalisée dans le cadre du programme ANR Vesuvia. À la suite d'une campagne de mesures, qui a eu lieu en 2017, les couleurs ont été étudiées à l'aide de deux méthodes : la spectrophotométrie et le calibrage photographique. Le résultat de cette étude a mené à la restitution des décors dans une reconstitution 3D de la maison, réalisée par Archeovision.
Les chambres de l'étage supérieur dont l'intérieur est visible de la rue par suite de l'écroulement partiel de la façade, conservent une partie de leurs peintures murales et de leur mobilier.

#### Maison du mobilier carbonisé
Cette demeure élégante quoique de dimension modeste, dite Casa del Mobilio Carbonizzato fut bâtie à l'époque pré-romaine, comme en témoigne un atrium haut et ouvert d'un côté par une galerie en dessous du toit comme dans la maison samnite un peu plus loin. Elle fut entièrement décorée de peintures du IIIe et IVe style à l'époque de Claude. L'imposante entrée mène à un couloir et sur sa droite au triclinium, dont tous les murs sont peints en IVe style : de fines architectures où s'insèrent des tableaux réalistes d'un coq et d'une nature morte. Au fond de l'atrium s'ouvrent deux pièces : le tablinium et une chambre dont la fenêtre donne sur la cour. De cette cour centrale, une petite salle prend la lumière par trois fenêtres ; on peut y voir un mobilier que la gangue volcanique a carbonisé, mais aussi conservé : un canapé ou un lit de triclinium et un guéridon en bois à trois pieds galbés, ainsi que de la vaisselle en terre cuite et en verre. La cour qui pouvait aussi faire fonction de petit jardin, avec une plate-bande centrale et quelques plantes, servait à recueillir les eaux de pluie, conservées dans une citerne. Au fond, un laraire orné de stuc et de peintures, en forme de temple avec un gracieux tympan entre deux petites colonnes.

#### Maison du métier à tisser
Également dénommée la maison du Tailleur (Casa del Telaio), la maison suivante sur le Cardo IV est une demeure modeste d'artisans qui y vivaient et y travaillaient : on a retrouvé dans une des pièces des morceaux de bois et des poids appartenant à un métier à tisser. Sur la façade, une avancée de toit surplombe le trottoir et protégeait les passants des intempéries. À l'intérieur, les pièces sont rustiques, l'atrium, sombre pièce de réception des maisons patriciennes, est remplacé par une cour intérieure entourée d'un portique aux colonnes de briques, forme plus ouverte qui offre une lumière propice au travail.

#### Maison samnite
La maison samnite (Casa Sannitica) fait l'angle de l'insula V. Elle évoque l'architecture pré-romaine de la ville. La dénomination de Samnite vient de son mode de construction en gros blocs rectangulaires de tuf volcanique (opus quadratum), appareil correspondant à la période de présence samnite. Celui-ci est notamment visible dans les blocs d'encadrement de l'entrée de la maison sur le Cardo IV. Le couloir d'entrée témoigne également de l'ancienneté de la maison : c'est un des derniers exemples de décoration du Ier style, avec ses imitations de plaques de marbre en stuc peint et un graffiti en langue osque. L'atrium, très haut, montre des formes remarquables : son impluvium revêtu de marbre clair, son sol revêtu de noir moucheté de blanc, ses murs peints en noir, et, dans la partie au niveau de l'étage, une galerie aux colonnes ioniques reliées par des balustrades en croisillon. Le côté de cette galerie qui fait face à l'entrée est entièrement ouvert sur l'extérieur et procure une large source de lumière indirecte pour l'intérieur. La fine décoration des pièces du rez-de-chaussée témoigne du caractère aisé de la maison, comme une petite pièce décorée d'un petit tableau de l'Enlèvement d'Europe sur une paroi au fond vert.
Comme d'autres maisons de l'insula, la maison samnite subit des transformations qui réduisirent l'espace autrefois réservé à une seule famille : le jardin fut rattaché à la maison voisine, dite maison du Grand Portail. Les entrecolonnements de la galerie de l'atrium furent murés, pour transformer l'étage supérieur en petits logements indépendants en surplomb, accessibles depuis la rue par un raide escalier de bois.

Maison Samnite
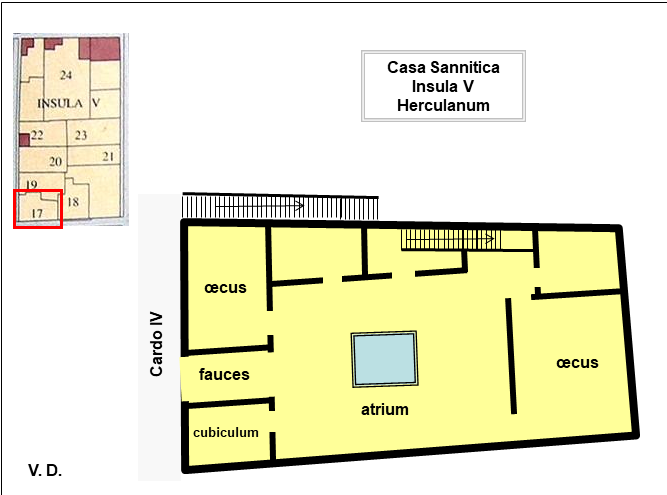
Plan de la maison samnite.
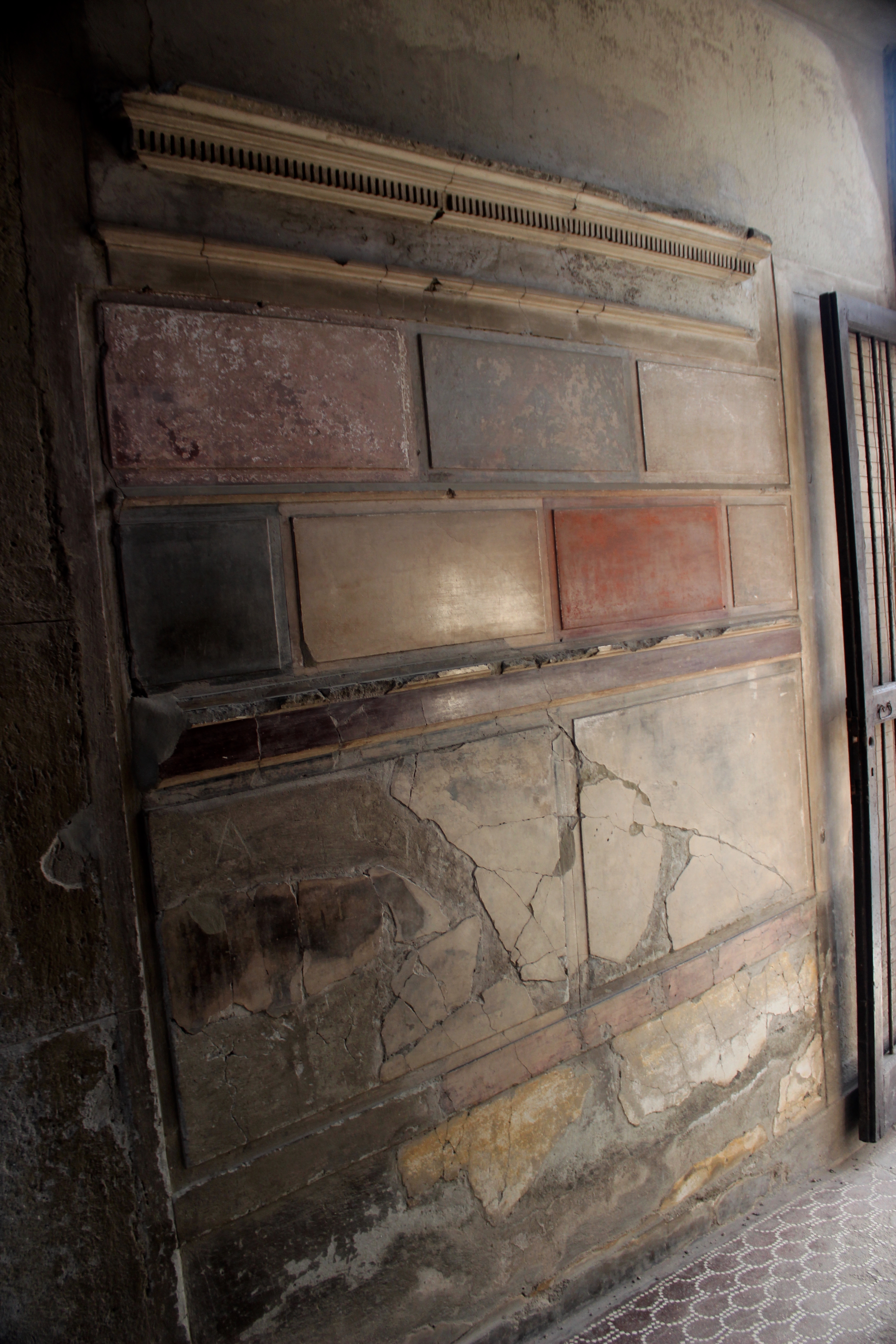
Couloir d'entrée, décor premier style pompéien.
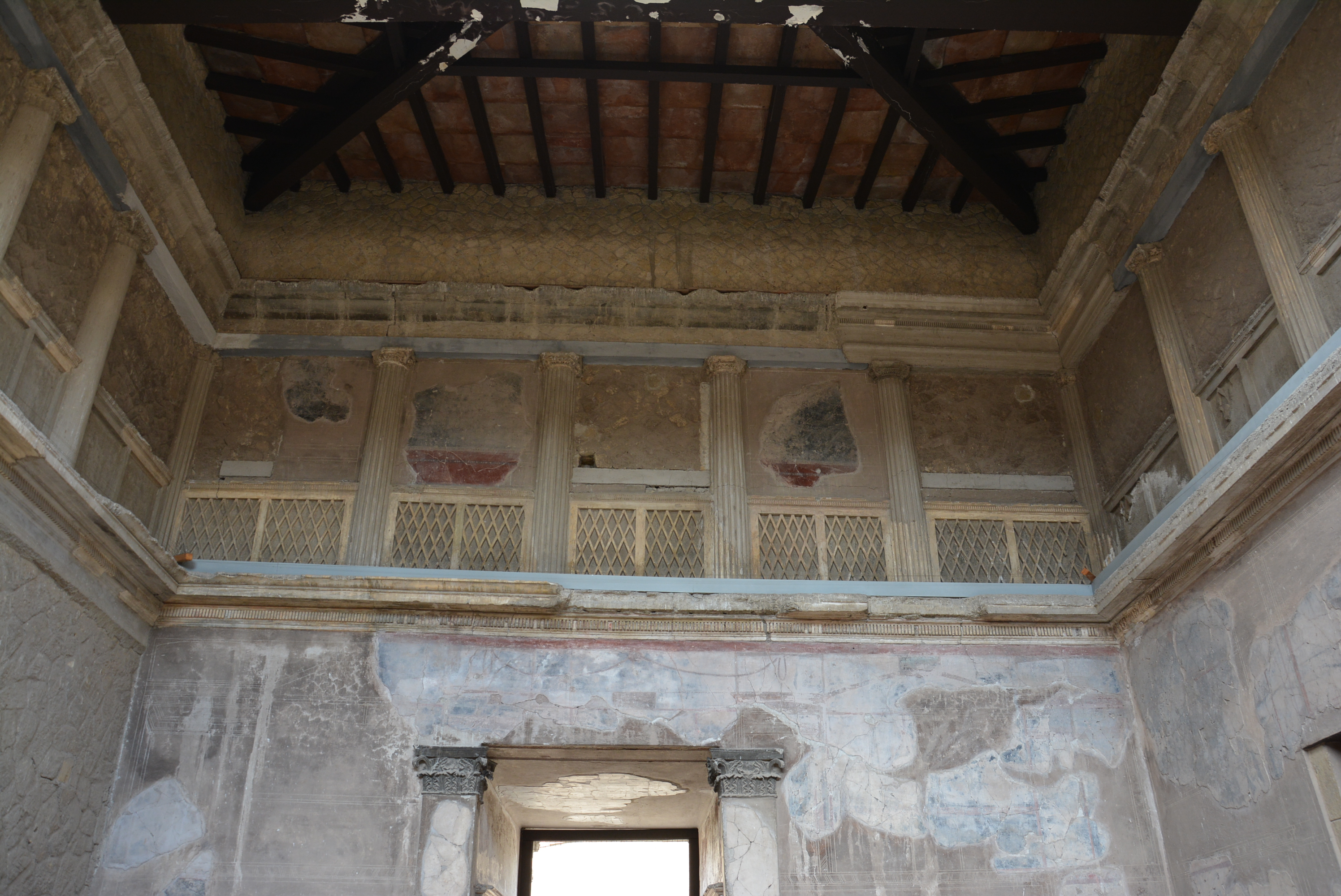
Atrium, partie haute, galerie supérieure murée.
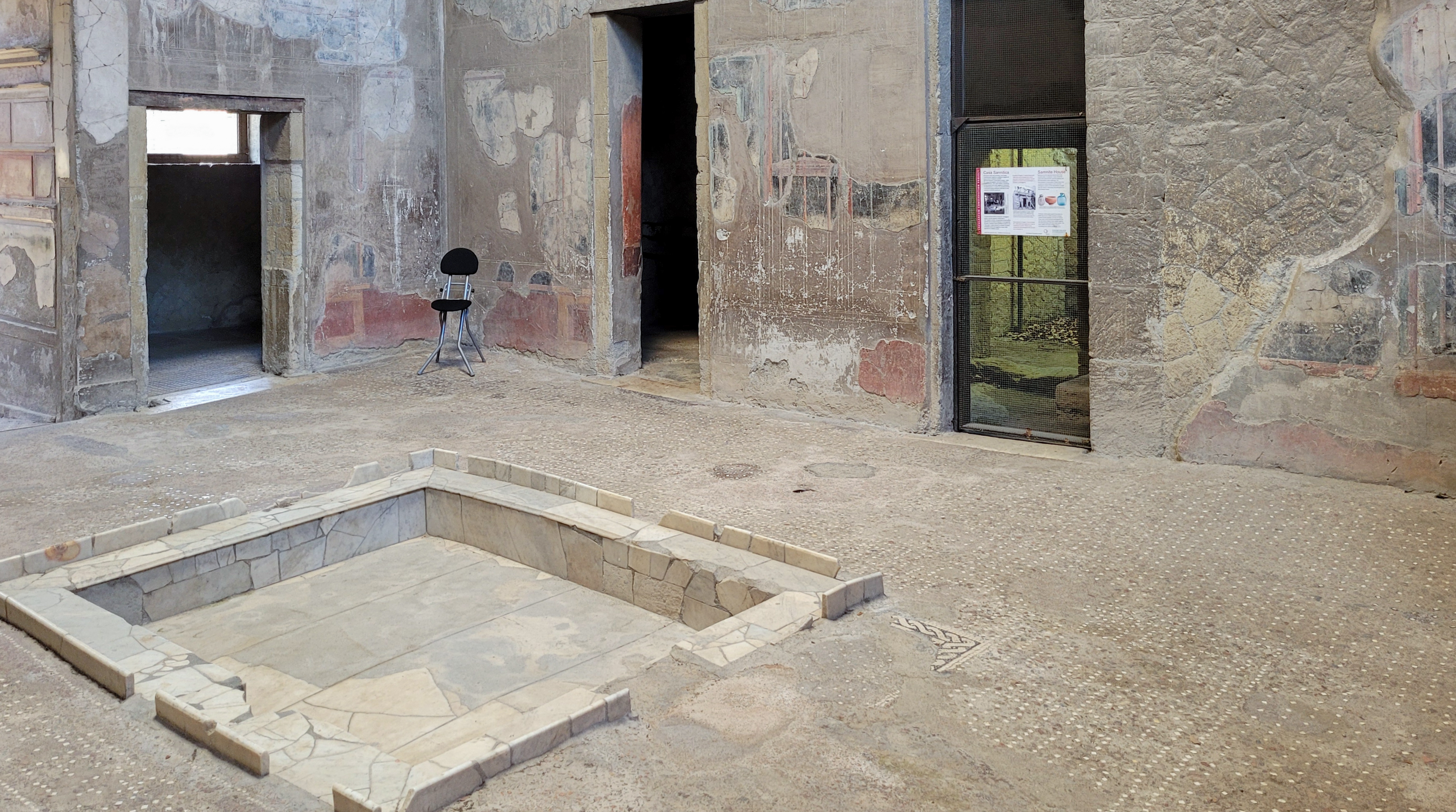
Atrium, partie basse, galerie ouverte et impluvium.
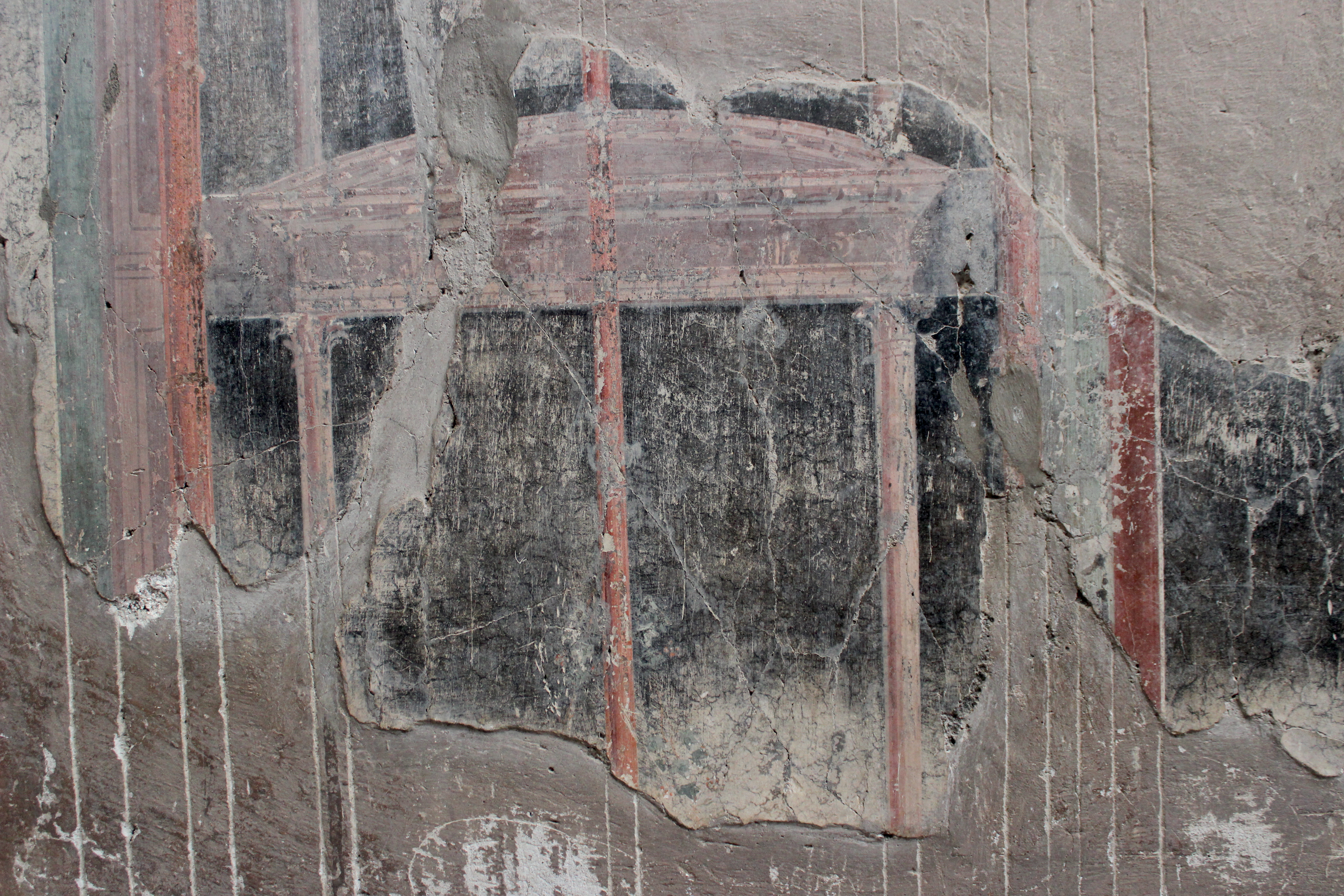
Salon noir.

#### Maison du Grand Portail

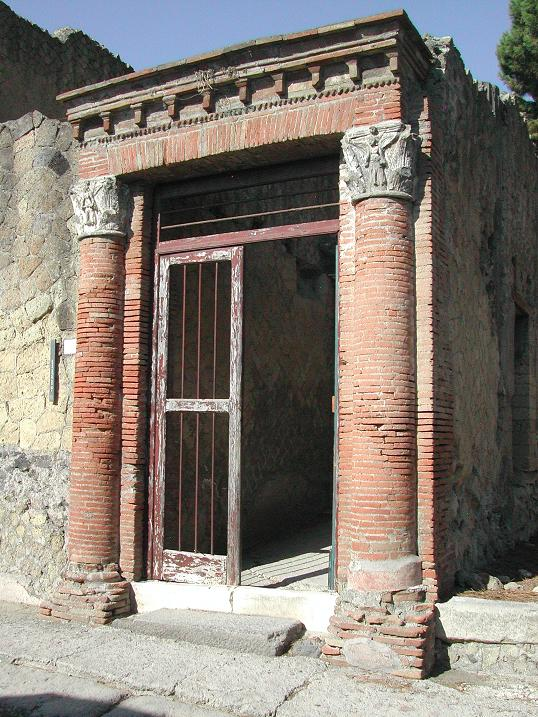
Le grand portail

Depuis le decumanus minor, on pénètre dans la maison du Grand Portail (Casa del Gran Portale) par son élégante entrée flanquée de deux demi-colonnes de briques autrefois stuquées et peintes en rouge, surmontées de chapiteaux corinthiens en pierre, avec des figures de Victoires ailées. Au-dessus des chapiteaux, l'architrave en briques est surmontée d'une corniche dentelée. À l'intérieur, la disposition des pièces est inhabituelle : l'atrium manque, et les diverses chambres s'ouvrent sur un vestibule étiré en longueur, et communiquent avec une courette dont elles tirent leur éclairage.
Les murs des chambres sont couverts de peintures du IVe style, parmi lesquelles un tableau dionysiaque sur la paroi au fond du triclinium. Au fond du vestibule, on remarque une paroi aux élégantes architectures peintes sur fond noir, encadrant un tableautin gracieux avec des papillons et des oiseaux qui picorent des cerises. Dans le même édifice, une boutique ouverte sur le decumanus minor et entièrement indépendante du reste de la maison, était probablement concédée en location.

#### Maison de l'Édicule de bois
Sur le Cardo V, la maison de l'Édicule de bois (Casa del Sacello di Legno), est une demeure ancienne et bourgeoise, malgré ses dimensions réduites. Elle conserve des fragments de décoration du Ier et du IIIe style, et doit son nom à un autel domestique (sacellum) en bois en forme de temple miniature in antis sous une armoire, trouvé dans une pièce à droite de l'entrée. En outre, à l'étage supérieur, ont été trouvées des tablettes destinées à l'écriture, dont certaines étaient utilisées.

#### Maison de l'Atrium corinthien

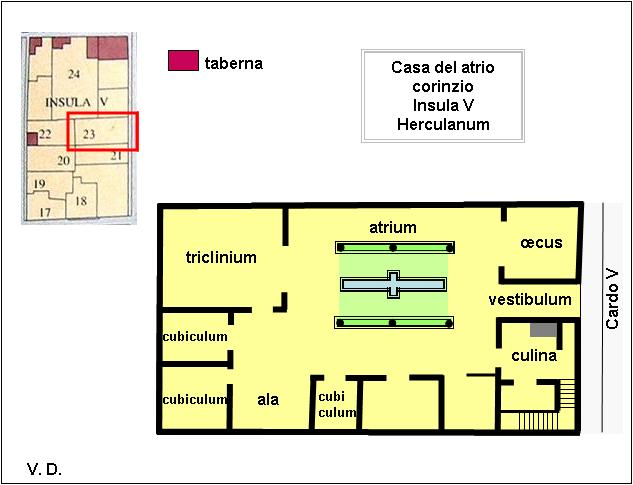
Maison de l'atrium corinthien, un plan original

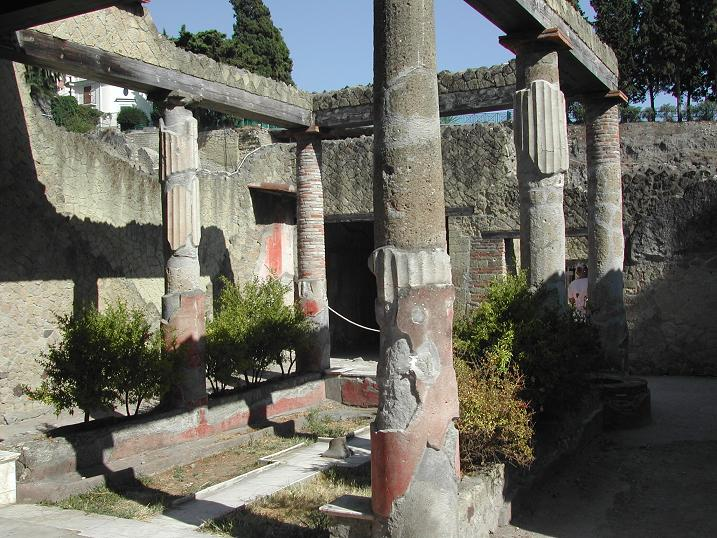
L'atrium corinthien et son bassin

La maison de l'Atrium corinthien (Casa dell'Atrio Corinzio) occupe une parcelle de 40 pieds osques sur 75. L'architecture de la maison de l'Atrium corinthien  offre des aspects originaux : sa façade sur la rue est agrémentée d'un portique, ainsi que les maisons voisines. Cas unique à Herculanum, son atrium à la romaine est remplacé par une cour-jardin à péristyle plus typique des maisons grecques : l'ouverture du toit est rectangulaire, beaucoup plus ample que celles des atriums des autres maisons, et repose sur six colonnes revêtues de stuc. L'impluvium destiné habituellement à recueillir les eaux de pluie est remplacé par un bassin d'agrément, long et étroit, élargi en son milieu par un carré où se dressait une fontaine. L'atrium n'est pas dans l'axe de l'entrée et ne donne pas sur un tablinium, ce qui rompt avec l'architecture traditionnelle destinée à la réception d'une clientèle. Les diverses pièces ont été identifiées d'après leur emplacement et leur décoration, quand il y en a. Leurs fresques sont homogènes, partout du IVe style. À gauche du couloir d'entrée, une cuisine est équipée d'un foyer, d'un recoin latrines et d'une annexe de stockage. Voisine de la cuisine, une pièce dépourvue de porte et de décoration, séparée de l'atrium par une cloison légère en opus craticium, paraît être un local de service. À droite de l'entrée, une vaste pièce décorée de fresques et dotée d'un sol en mosaïque noire et blanche avec un motif central doit être un salon (oecus), mais son emplacement près de l'entrée est inusité. Un grand triclinium ouvert sur l'atrium est clairement identifié par les divisions de l'espace au sol réservant l'emplacement des lits de banquet, il est richement décoré de panneaux peints en dominante noire, et d'un plafond à caissons en stuc. Les trois chambres à coucher sont plus petites et sobrement décorées. Une dernière pièce assez grande pouvait être un séjour, avec un sol en mosaïque blanche et un plafond en voûte finement stuqué. Un escalier dans la cuisine menait à l'étage, dont l'agencement reste inconnu.

### Insula orientalis II– La Grande Palestre

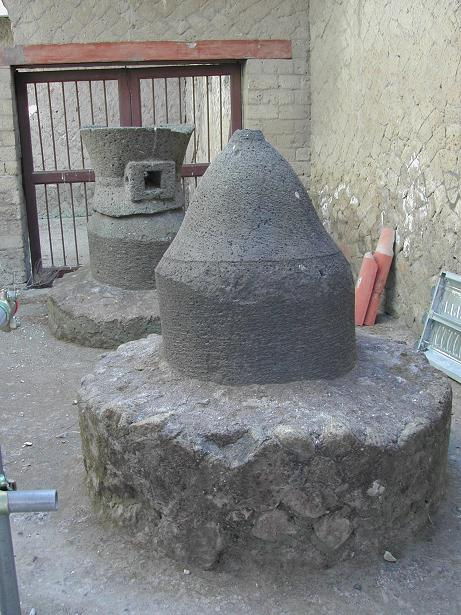
Meules de la boulangerie.

#### Un témoin d'une innovation architecturale urbaine
Depuis le decumanus maximus et le long du Cardo V se trouve l'Insula Orientalis II, remarquable témoin de l'innovation architecturale entamée au Ier siècle à Herculanum, que l'on retrouvera plus tard à Ostie, et qui marque l'abandon de la forme traditionnelle de la maison à atrium. Toute l'insula est constituée par un corps de bâtiment unique de plus de 80 mètres de long édifié sur une même période en opus reticulatum, avec des boutiques et des maisons de rapport à plusieurs étages, qui s'ouvrent sur le Cardo V.

#### Boulangerie et boutiques
La plus remarquable des boutiques est une boulangerie (pistrinum) avec son four et dans une courette deux meules en pierre, qui étaient actionnées par un âne dont on a retrouvé les ossements ainsi que l'étable. Les affaires devaient être relativement prospères, comme en témoigne l'annexion de pièces d'une ancienne maison patricienne voisine. À la série de boutiques, s'ajoutent une étable, deux latrines et en étage des logements élégamment décorés.
À l'étage de la boutique 5, on a retrouvé en 1936 la trace d'une dévotion populaire à la déesse égyptienne Isis : une statuette de 29 cm de haut en terre cuite rouge figurant Isis allaitant Harpocrate. D'après son style, elle est datée de la fin du Ier siècle av. J.-C., ou du début du Ier siècle. Elle est exposée à l'Antiquarium d'Herculanum sous le numéro d'inventaire 1446.

#### Palestre

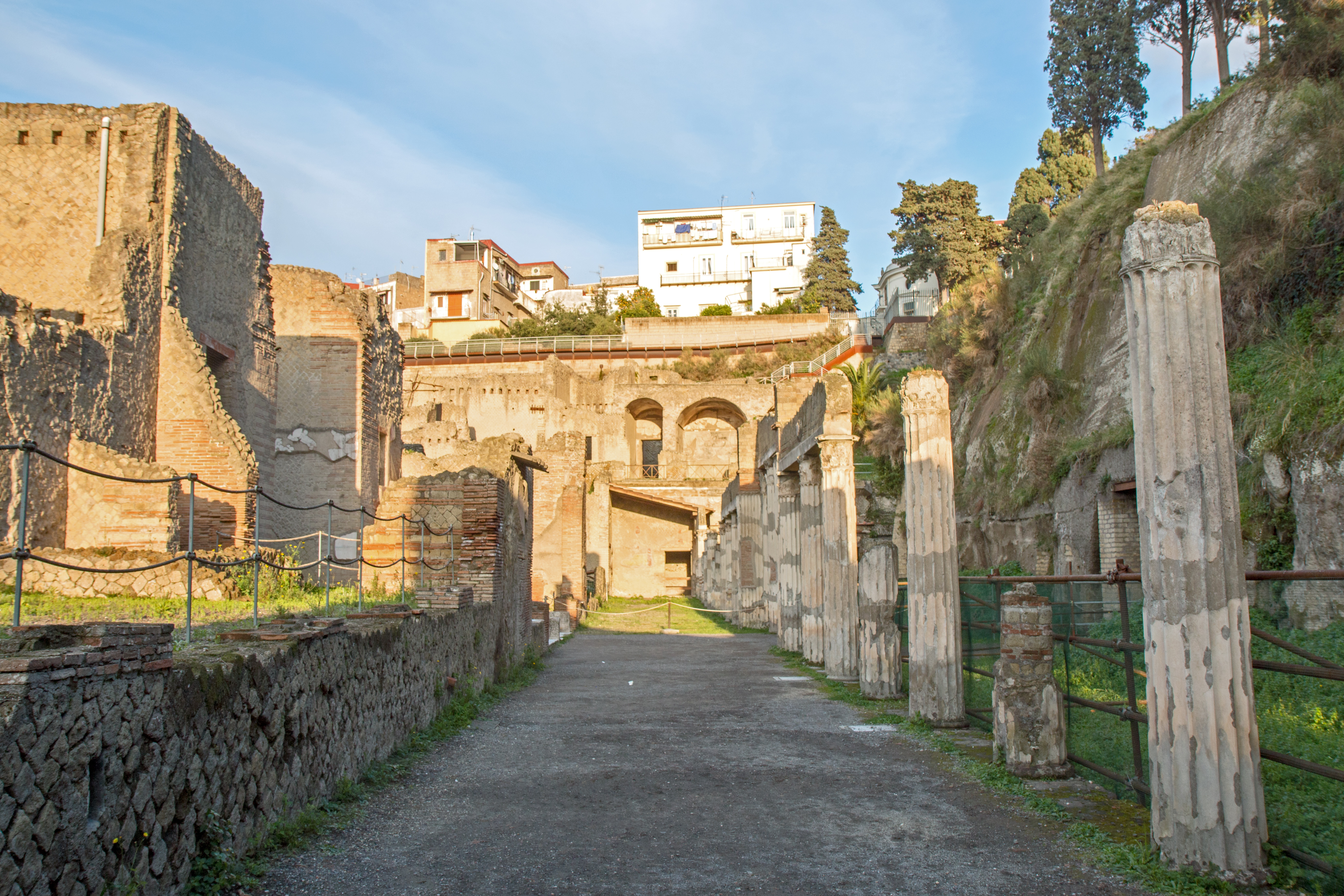
La Palestre, à gauche entrée monumentale traversant l'insula, portique du côté ouest de la palestre. Au fond, la galerie en étage accessible depuis le decumanus.

Toute la partie orientale de l'insula est occupée par une grande palestre, partiellement dégagée. La création de cette palestre est le fruit d'une grande intervention publique pour doter la jeunesse d'Herculanum d'une institution sportive et paramilitaire, sur le principe des collegia juvenum instaurés par Auguste. Elle avait une entrée monumentale dans l'axe du decumanus inférieur dont elle interrompt le tracé, reporté plus bas par une ruelle. En son centre un grand espace ouvert, doté d'une piscine cruciforme de 35 mètres de long avec des bras plus courts, alimentée par une magnifique fontaine en bronze en forme de tronc d'arbre entouré d'un serpent à cinq têtes. Cette statue évoque l'hydre de Lerne, monstre neutralisé par Hercule au prix d'efforts répétés, et constitue un exemple stimulant pour la jeunesse. L'espace découvert est entouré par un quadriportique à colonnes où s'ouvrent diverses pièces d'usage indéterminé dont une grande salle en abside. Sur le dernier côté, un cryptoportique supporte une galerie couverte accessible depuis le decumanus maximus. Cette galerie pouvait donc accueillir des spectateurs lors des exercices ou des jeux qui se déroulaient sur la palestre en contrebas.

## Insulae du front de mer

### Insula I
Le sud de l'insula I a été dégagé lors des fouilles à ciel ouvert des années 1996-1998. Elles ont révélé un grand complexe résidentiel au bord de l'antique rivage, étagé sur plusieurs terrasses, nommé la Maison des reliefs dionysiaques d'après la décoration des murs d'un grand salon.

### Insula II

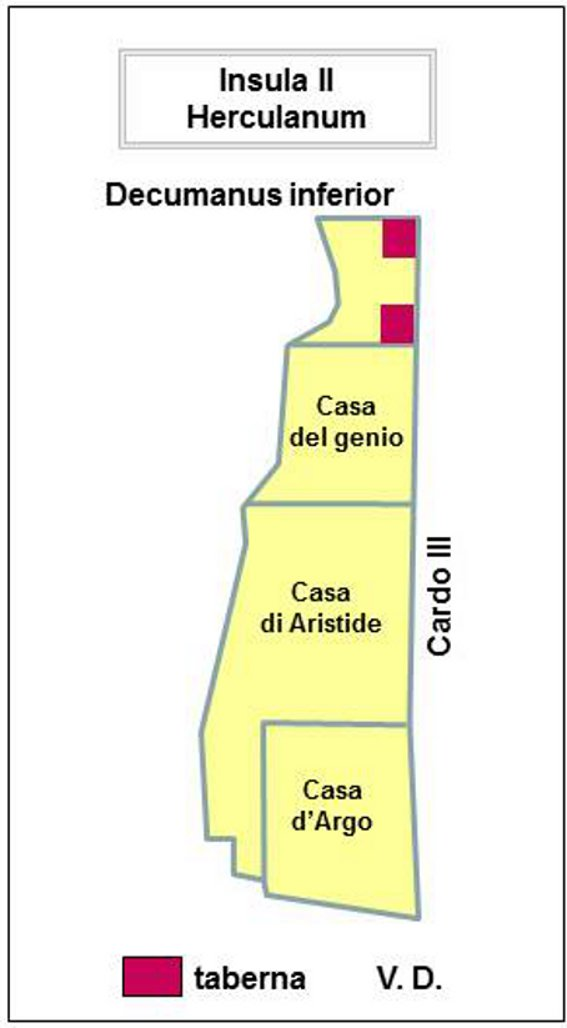
Herculanum Plan sommaire de l'insula II.

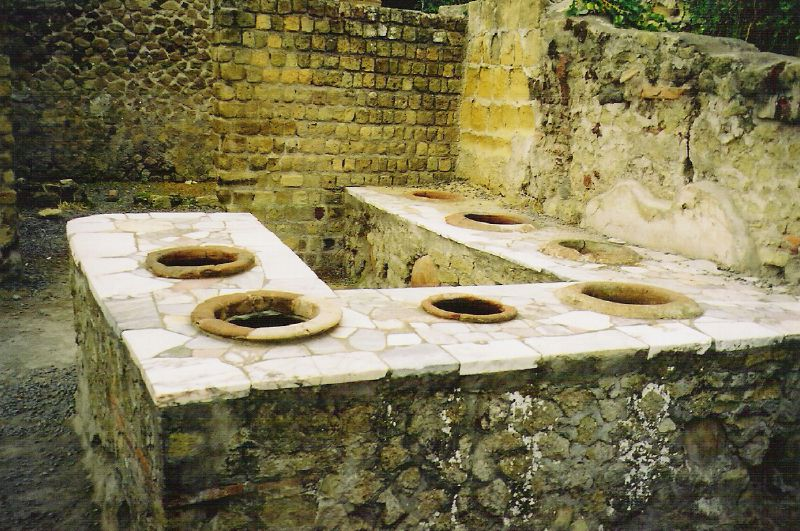
Thermopolium de l'Insula II, face au decumanus.

Cette insula n'est qu'en partie dégagée, jusqu'à la limite de la moderne via Mare qui la surplombe. Bornée par le decumanus mineur et le Cardo III, et proche de l'ancien rivage, elle comporte plusieurs belles demeures. La plus proche du rivage est la maison d'Aristide, bâtie sur la crête du promontoire antique. En remontant le Cardo III, on trouve ensuite la maison d'Argus, puis la maison du Génie, et enfin un thermopolium au carrefour, avec un comptoir en forme de U.

#### Maison d'Aristide
La maison d'Aristide (Casa di Aristide) a reçu son nom par un concours de circonstances hasardeuses : lors des premières explorations, elle était le point de départ d'un tunnel menant à la grande villa suburbaine. Celle-ci avait été nommée maison d'Aristide, après l'identification d'une statue comme représentant Aristide, identification erronée par ailleurs. Lorsque cette villa fut renommée villa des Papyrus, l'appellation maison d'Aristide se reporta à la maison au départ du tunnel de liaison.

#### Maison d'Argus

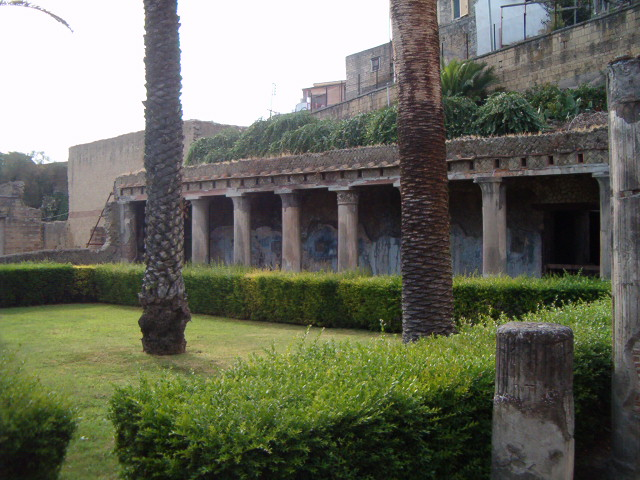
Maison d'Argus, le jardin et son péristyle.

La maison d'Argus (Casa d'Argo), découverte en 1828-1835, doit son nom à un tableau mythologique, Io gardée par Argus, peint sur un des murs de la grande salle qui s'ouvre sur le péristyle, mais totalement effacé de nos jours. Ce devait être une belle et riche demeure, qui abandonne le plan traditionnel (elle n'a pas d'atrium), pour privilégier un grand jardin entouré sur trois côtés d'un péristyle à colonnes et à pilastres. Autour du portique, en hauteur, ont été trouvés des locaux d'habitation et de stockage qui reposaient sur une charpente de bois hélas perdue.

#### Maison du Génie
La maison du Génie (Casa del Genio ), dégagée en 1828, reste en partie enfouie, mais la partie visible limitée à une entrée secondaire sur le Cardo III, quelques pièces et une partie du péristyle témoignent de sa richesse. L'appellation de la maison vient d'une statuette en marbre d'un Amour ou d'un Génie, qui décorait un candélabre. Au centre d'un jardin soigné on voit encore la vasque d'une fontaine, en forme de rectangle allongé avec deux absides sur les petits côtés.

### Insula III

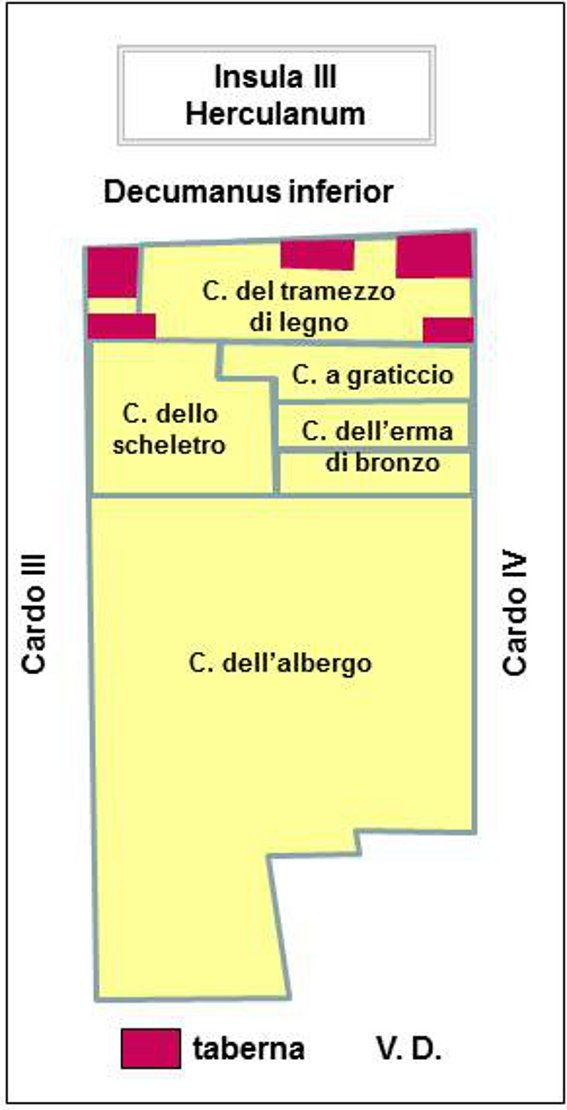
Herculanum Plan sommaire de l'insula III.

L'insula III fut dégagée en deux temps : les travaux de la période 1828-1835 dégagèrent le Cardo III et partiellement les bâtiments adjacents sur une profondeur de six à huit mètres. Suivit une longue période d'abandon du site et il fallut attendre la reprise des travaux archéologiques en 1927 pour que l'insula soit mise au jour dans son intégralité.

#### Maison du Squelette

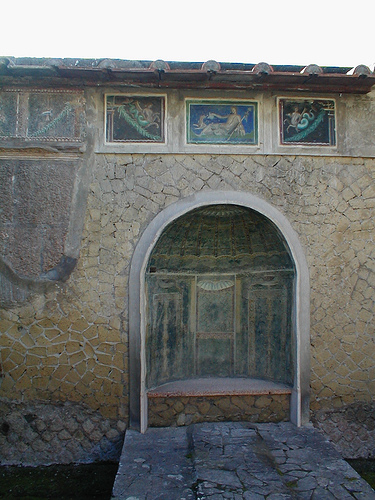
Maison du Squelette.

Sur le Cardo III, cette habitation où les premiers chercheurs de 1831 trouvèrent à l'étage des restes humains reçut de ce fait le nom de maison du Squelette (Casa dello Scheletro). Cette maison présentait un atrium à la forme très particulière dit en tortue (atrium testudinatum) au toit entièrement fermé et dépourvu de bassin d'impluvium au sol, tandis que des fenêtres murales en dessous du toit procuraient lumière et aération. Au grand regret de Maiuri, les fouilleurs du XVIIIe siècle ne prirent aucune mesure de consolidation, laissant s'écrouler cet atrium unique : il ne reste de cette construction à l'origine à deux étages que le rez-de-chaussée.
La maison est exiguë, dépourvue de jardin ou de péristyle, mais décorée avec soin et luxe. Son triclinium est pourvu d'un élégant nymphée. Dans une courette qui donne air et lumière à une grande pièce avec abside se trouve un autre nymphée avec un sacellum finement décoré de mosaïques en perles de verre.

#### Maison à la cloison de bois

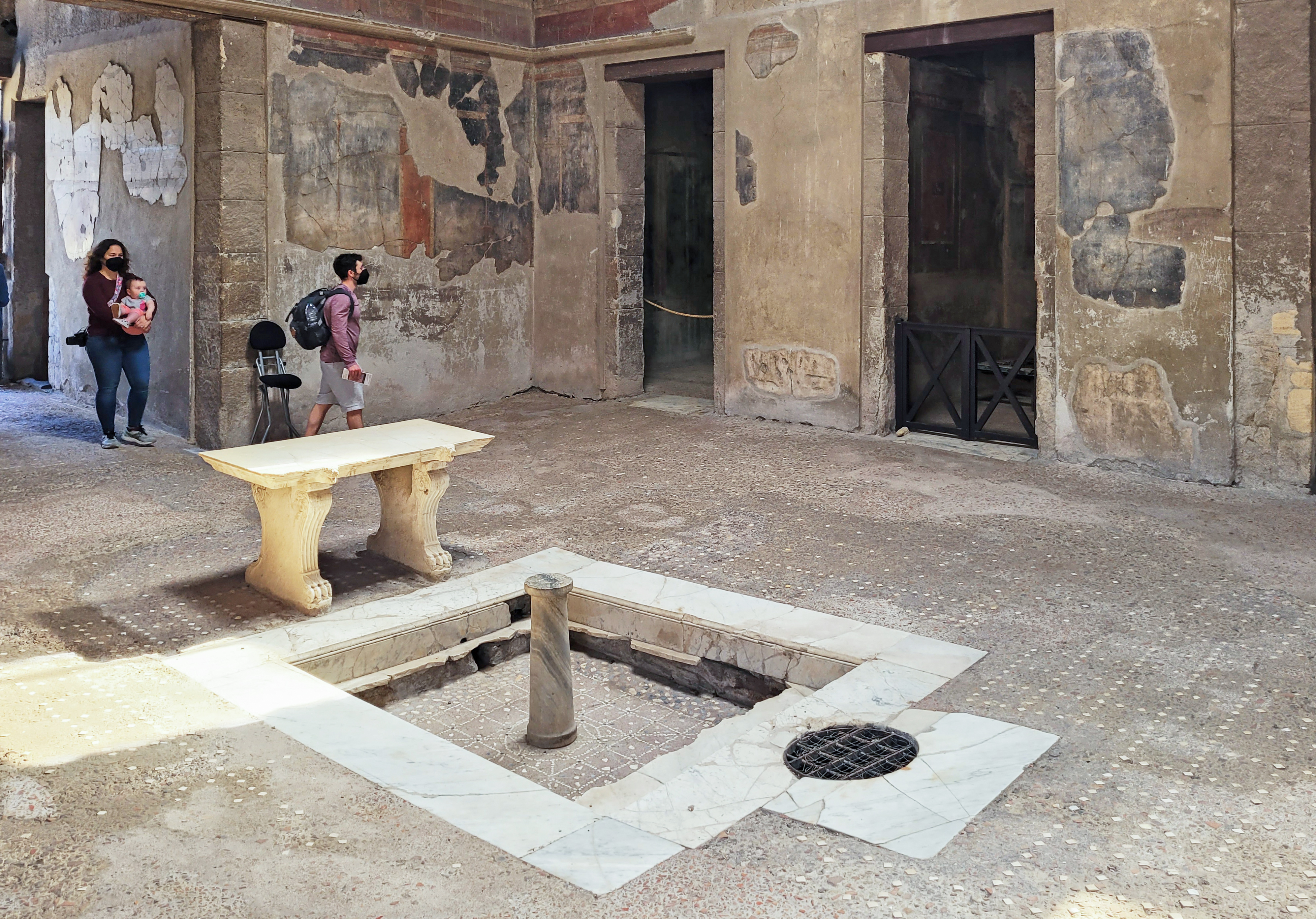
L'impluvium de la maison à la cloison de bois.

La maison à la cloison de bois (Casa del Tramezzo di Legno), remonte à l'époque samnite, mais a été quelque peu transformée à l'époque d'Auguste. La façade blanche est particulièrement intéressante, elle présente deux étages dans un excellent état de conservation, et un grand portail entouré de blocs de tuf, entre des petites fenêtres qui rappellent que dans les maisons romaines, lumière et air provenaient surtout des cours intérieures. Cette maison était à l'origine et selon A. Maiuri une élégante demeure aristocratique, qui occupait toute la largeur de l'insula, d'un cardo à l'autre. Elle fut divisée sur les côtés nord et ouest au milieu du Ier siècle en appartements de location pour plusieurs familles, qui pouvaient aussi profiter des espaces communs. Pour réaliser cette transformation, il fallut construire un étage au-dessus de l'atrium, tandis que les chambres contiguës au Cardo III et au decumanus minor furent transformées en boutiques. Dans l'une de ces boutiques, on récupéra et on restaura une presse en bois, carbonisée, mais complète avec ses hauts montants et sa vis de serrage. On suppose qu'un artisan l'employait pour le pressage des étoffes.

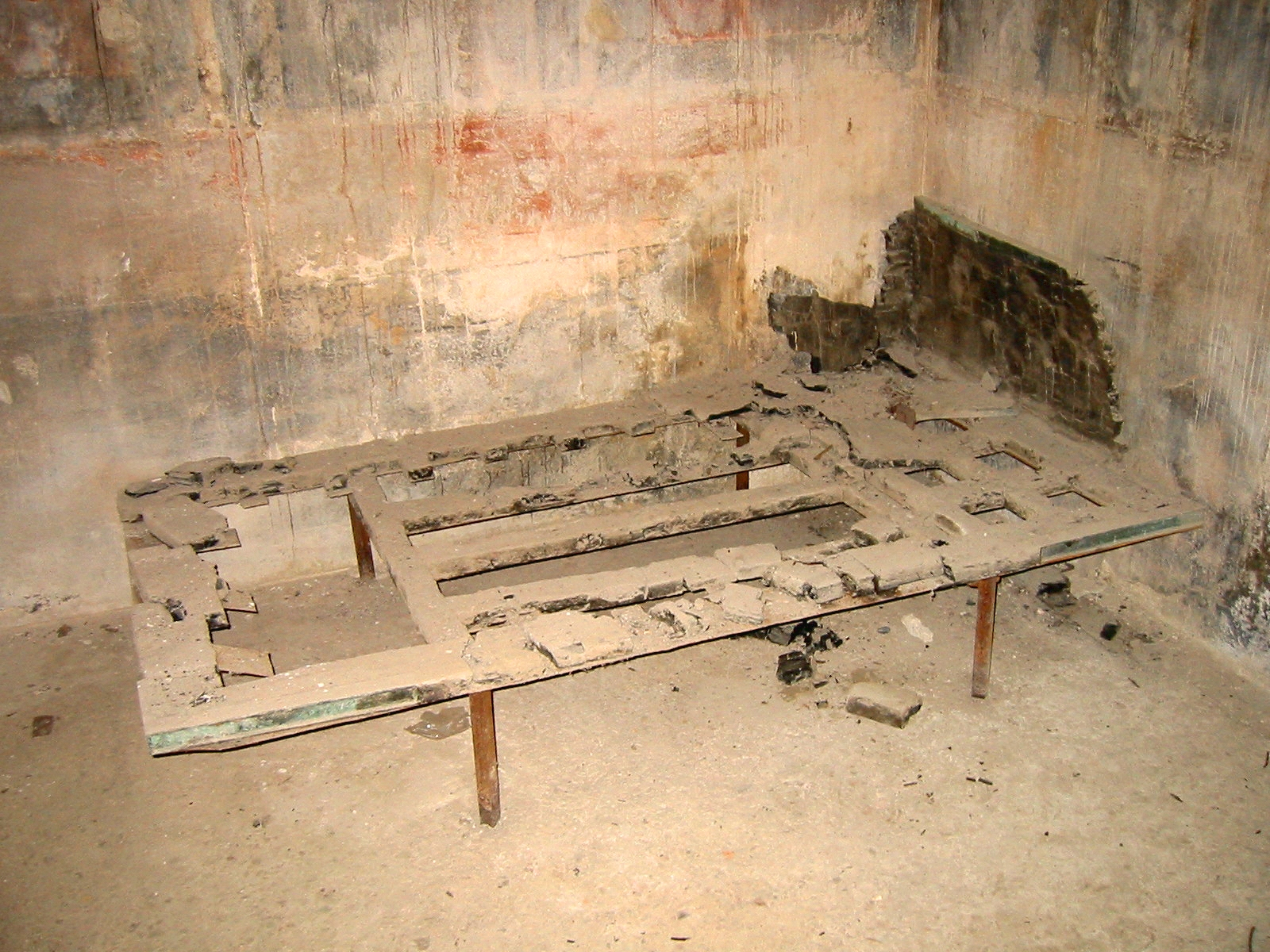
Lit carbonisé.

L'atrium toscan, très spacieux, conserve jusqu'à l'étage une décoration du IVe style. En son centre le traditionnel impluvium recueillait les eaux de pluie de l'ouverture du toit par des gargouilles en terre cuite en forme de tête de chien. On conserve dans l'atrium une table trouvée à l'étage, échappée par chance aux tunnels des premiers fouilleurs. Elle est formée d'une mince tablette de marbre clair supportée par un pied en colonne décoré d'une statuette de la divinité phrygienne Attis. Dans les vitrines disposées dans l'atrium sont exposés les objets trouvés dans la maison, dont des légumes secs. Autour de l'atrium sont distribuées plusieurs chambres à coucher (cubicula). Dans l’une d’elles a été retrouvé un lit en bois carbonisé. Une chambre située à droite du couloir garde un pavement en mosaïque géométrique noire et blanche.

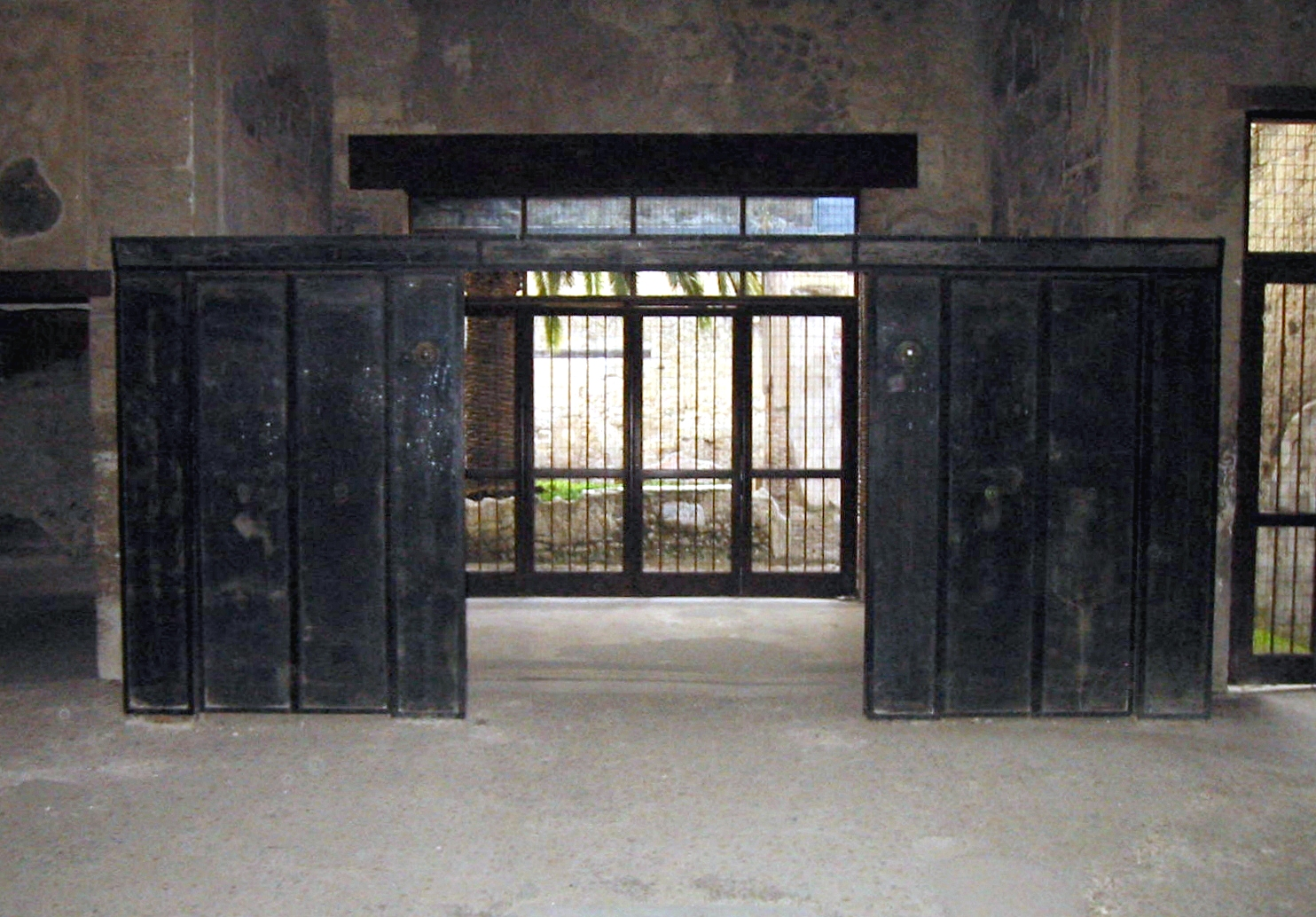
La cloison de bois, vue depuis l'atrium.

La maison doit son nom à la grande cloison de bois ornée de clous en bronze qui sépare l'atrium du tablinium ; quoique carbonisée, elle a conservé sa forme aux deux tiers : il ne manque qu'une des trois portes à deux battants. Ce devait être un élément de mobilier relativement courant dans les maisons romaines, mais la facilité avec laquelle ce meuble pouvait finir comme bois d'œuvre ou de chauffage rend exceptionnelle cette découverte.
Le tablinium, décoré de belles fresques sur fond rouge, servait de pièce de passage menant au jardin, entouré sur trois côtés d’un péristyle avec piliers et demi-colonnes, tandis que le quatrième côté était fermé par un mur orné de fresques de vues de jardin, surmonté d’une galerie très suggestive. Plusieurs pièces donnent sur le jardin : à droite une salle de passage conduit à la zone de service, avec côté à côte la cuisine et les latrines. Cette salle communique aussi avec la boutique donnant sur le Cardo III où sont visibles deux dolia destinées à la conservation des denrées.

#### Maison enopus craticium

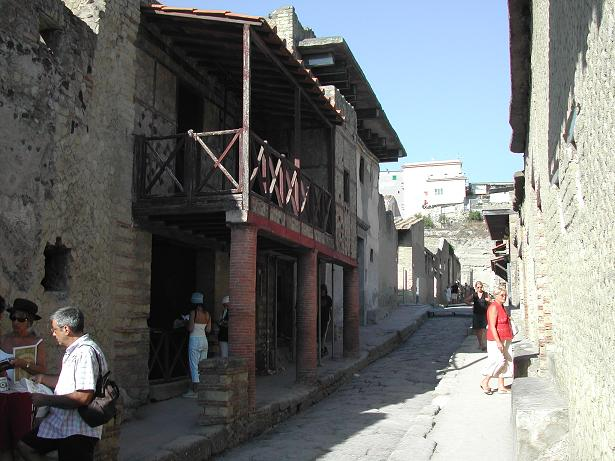
Façade de la maison en opus craticium.

La maison en opus craticium (Casa a Graticcio, traduit en « Maison en treillis » ou « Maison à clayonnage ») est un édifice de type populaire remarquable par sa technique construction, l’opus craticium, uniquement connu jusqu'ici par Vitruve, et dont c'est l'exemple le mieux conservé qui soit parvenu depuis l'Antiquité : entre des piliers formés de lits de pierre et de briques alternés qui montent sur les deux niveaux de la maison, la trame des murs est constituée d'un colombage en bois, rempli par un treillis de bois et de roseaux noyé dans la maçonnerie en opus incertum. Ces parois sont ensuite enduites et peintes. Cette méthode économique et rapide à réaliser semble attestée pour la construction de boutiques, mais devait être assez répandue pour les maisons des couches plus populaires.
La façade sur le Cardo IV est précédée d'un portique qui soutient une loggia. La disposition des locaux laisse supposer que plusieurs familles cohabitaient ici. En effet, le rez-de-chaussée et la petite boutique attenante et l'étage supérieur constituent deux appartements indépendants. Le couloir d'entrée mène, non à un atrium, mais à une petite cour à ciel ouvert qui donne sa lumière aux appartements des deux niveaux. Cette cour contient aussi un puits commun. Les chambres du premier appartement qui sont à l'étage supérieur sont intéressantes par le modeste mobilier encore en place : le châssis de bois des lits, une armoire avec de la vaisselle et quelques autres objets, les statuettes des Lares, qui rendent proches les personnes qui habitèrent ici. La maison comprenait un autre appartement indépendant, accessible par un escalier dans la cour et chichement éclairé, à l'exception de la chambre en façade, où se trouvaient un biclinium, lit à deux places, et un petit laraire domestique avec un portrait de femme sculpté dans le bois, de facture artisanale.
Les derniers travaux en particulier ceux de Monteix, à partir des carnets de fouilles de Maiuri, démontrent que la restitution de la maison effectuée sous la direction de ce dernier ne correspond pas aux observations faites lors du dégagement. La restitution obéissait à une volonté de rendre visitable le lieu tout en tenant compte de paramètres de faisabilité technique et de conservation dans le temps[réf. nécessaire].

#### Maison de l'Hermès de bronze

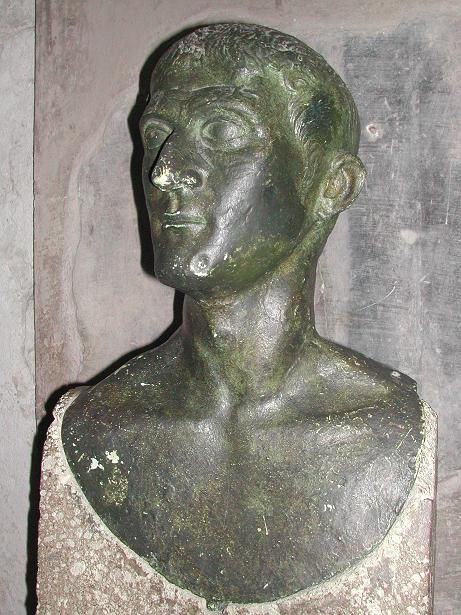
L'Hermès de bronze.

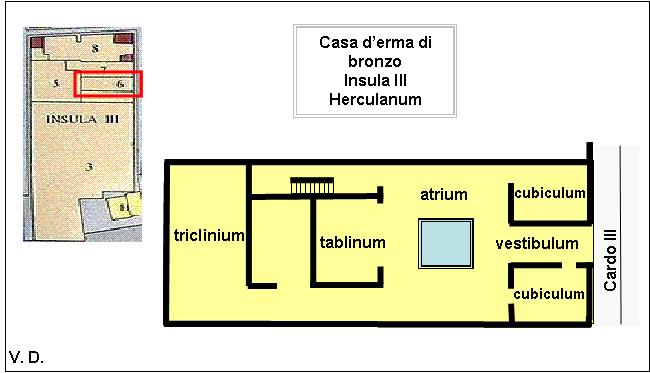
Plan de la petite maison de l'Hermès de bronze.

Donnant sur le Cardo IV, la maison de l'Hermès de bronze (Casa dell'Erma di Bronzo) peut être considérée comme un exemple de maison samnite, par l'emploi de gros blocs de tuf dans les montants de portes et pour le bassin de l'impluvium, et ses dimensions réduites. L'atrium étroit et élevé dessert d'un côté deux pièces à l'entrée, de l'autre le tablinium et un triclinium au fond. Il divise l'étage en deux parties indépendantes, accessibles chacune par un escalier de bois. Dans le tablinium est exposé un hermès, trouvé dans une pièce de l'étage. Ce buste, aux traits vigoureux, mais de facture un peu grossière, pourrait être un portrait du propriétaire.

#### Maison de l'Auberge
La maison de l'Auberge (Casa dell'Albergo), est ainsi nommée sur une déduction erronée pour sa proximité d'une entrée de la ville, ses nombreux locaux et sa dimension considérable, puisqu'elle s'étendait sur plus de la moitié de la surface de l'Insula III et sur le promontoire qui dominait le rivage. En réalité, c'était une riche et élégante demeure privée. Comme le constate Maiuri, elle est malheureusement dans un mauvais état de conservation, causé par le déferlement volcanique qui l'a balayée et par les tunnels creusés par les premiers fouilleurs.
Édifiée après le milieu du Ier siècle av. J.-C. et remaniée à la fin du Ier siècle av. J.-C., la maison montre un niveau de luxe inégalé dans Herculanum : elle comprend de nombreuses pièces autour de son atrium ; elle dispose d'un bain privé, unique cas connu à Herculanum, décoré de fresques du IIe style et en état d'abandon au moment de la destruction ; elle enclot dans un péristyle un grand jardin, situé à un niveau inférieur à celui du portique et entouré d'une rigole d'irrigation. Les restes d'un arbre carbonisé ont été identifiés comme un poirier, ce jardin intérieur devait donc être un verger, qui est reconstitué de nos jours. Enfin sur l'avancée du promontoire par-dessus les remparts, un vaste belvédère entouré de colonnes offrait un panorama splendide sur la mer. Pour aménager une terrasse pour ce belvédère, les constructeurs compensèrent la pente du promontoire en aménageant sous la terrasse des locaux en partie enterrés.
D'après certaines transformations en cours dans la maison, il semblerait que, endommagée par le tremblement de terre de 62, elle ait été vendue à un nouveau propriétaire, qui la transforma en immeuble commercial avec des boutiques et des ateliers.

Maison de l'auberge
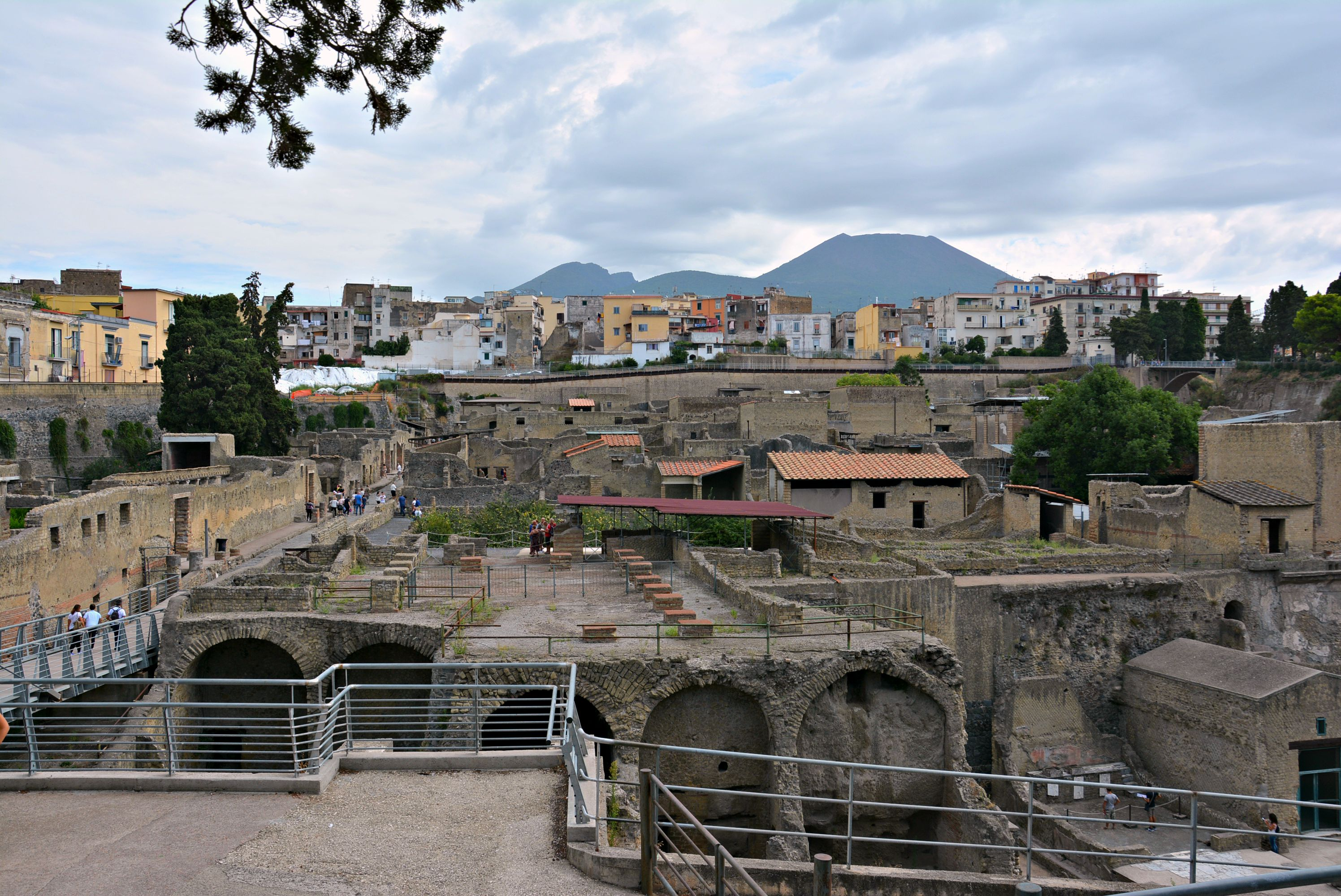
Vue d'ensemble de la maison.
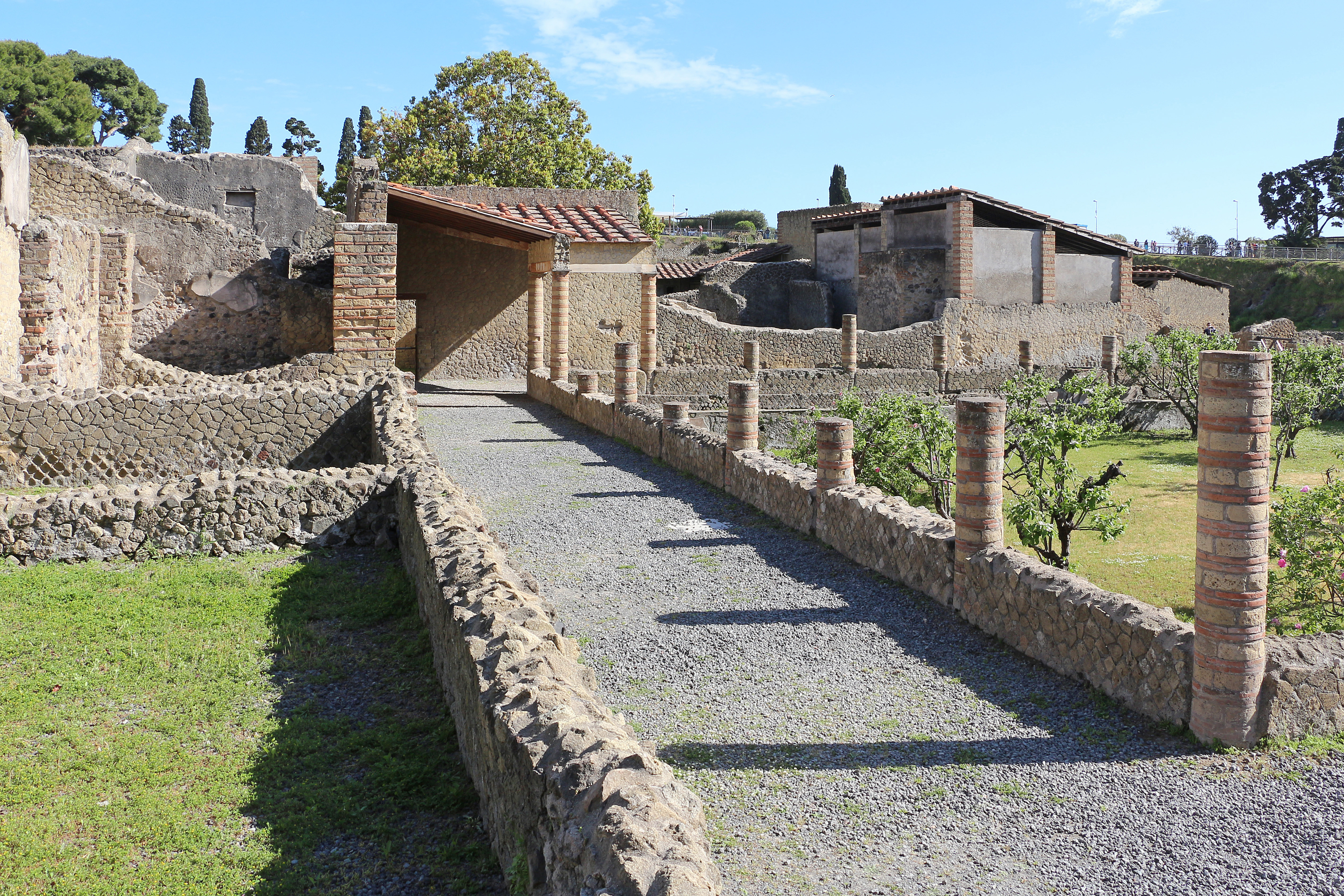
Grand péristyle entourant le jardin.
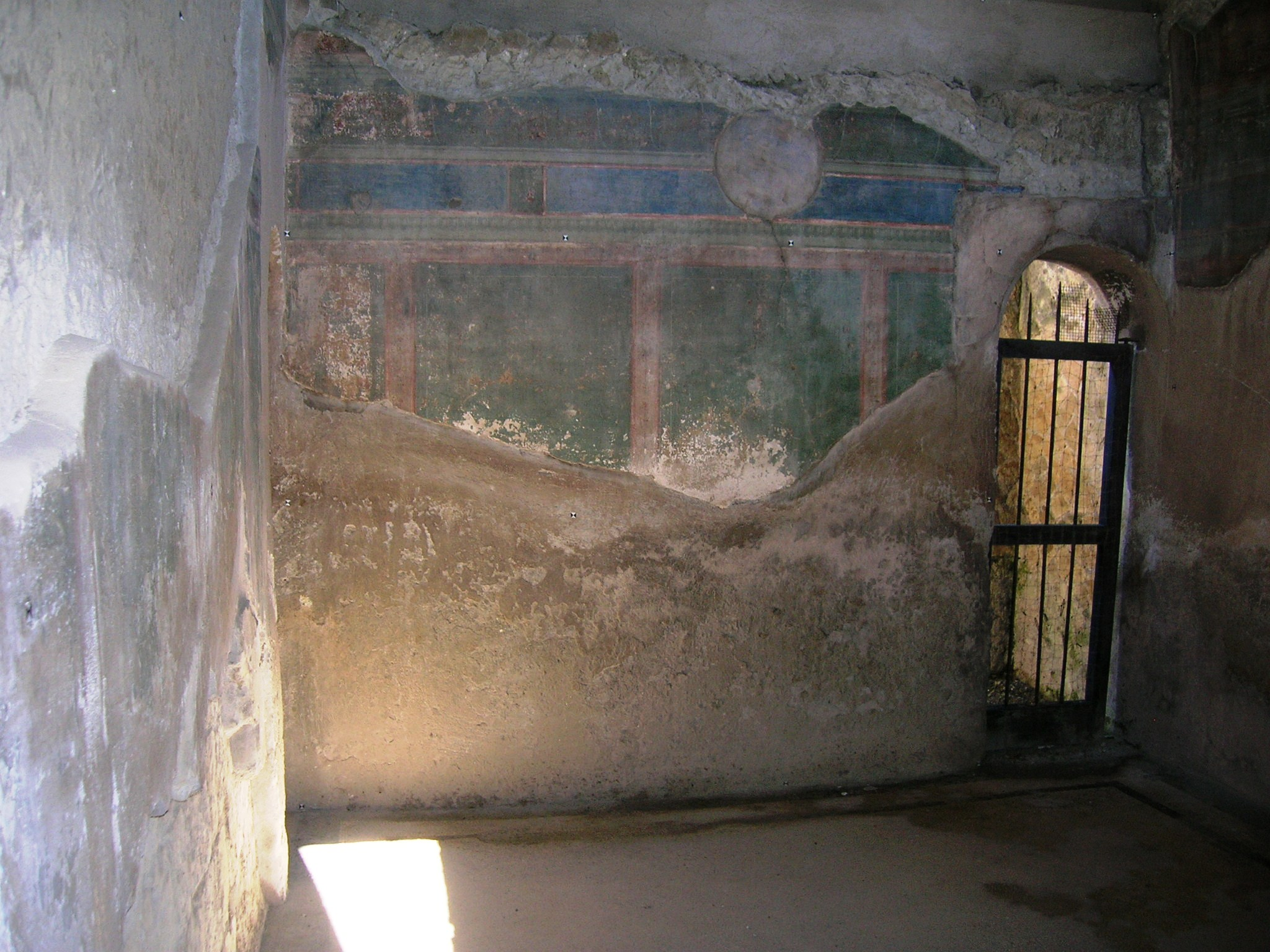
L'apodyterium (vestiaire des thermes). Décor du IIe style.
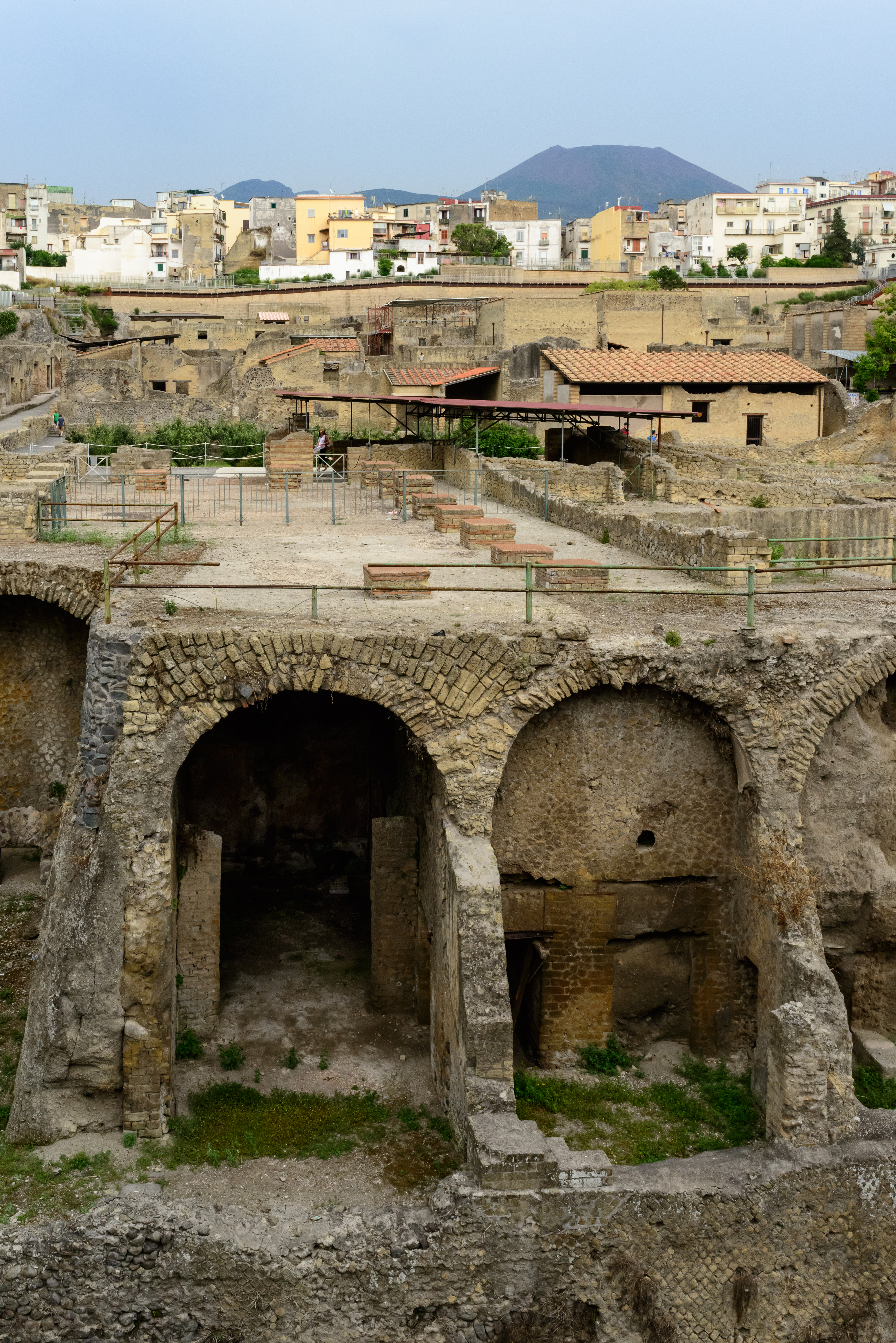
L'avancée du belvédère et ses sous-structures.

### Insula IV

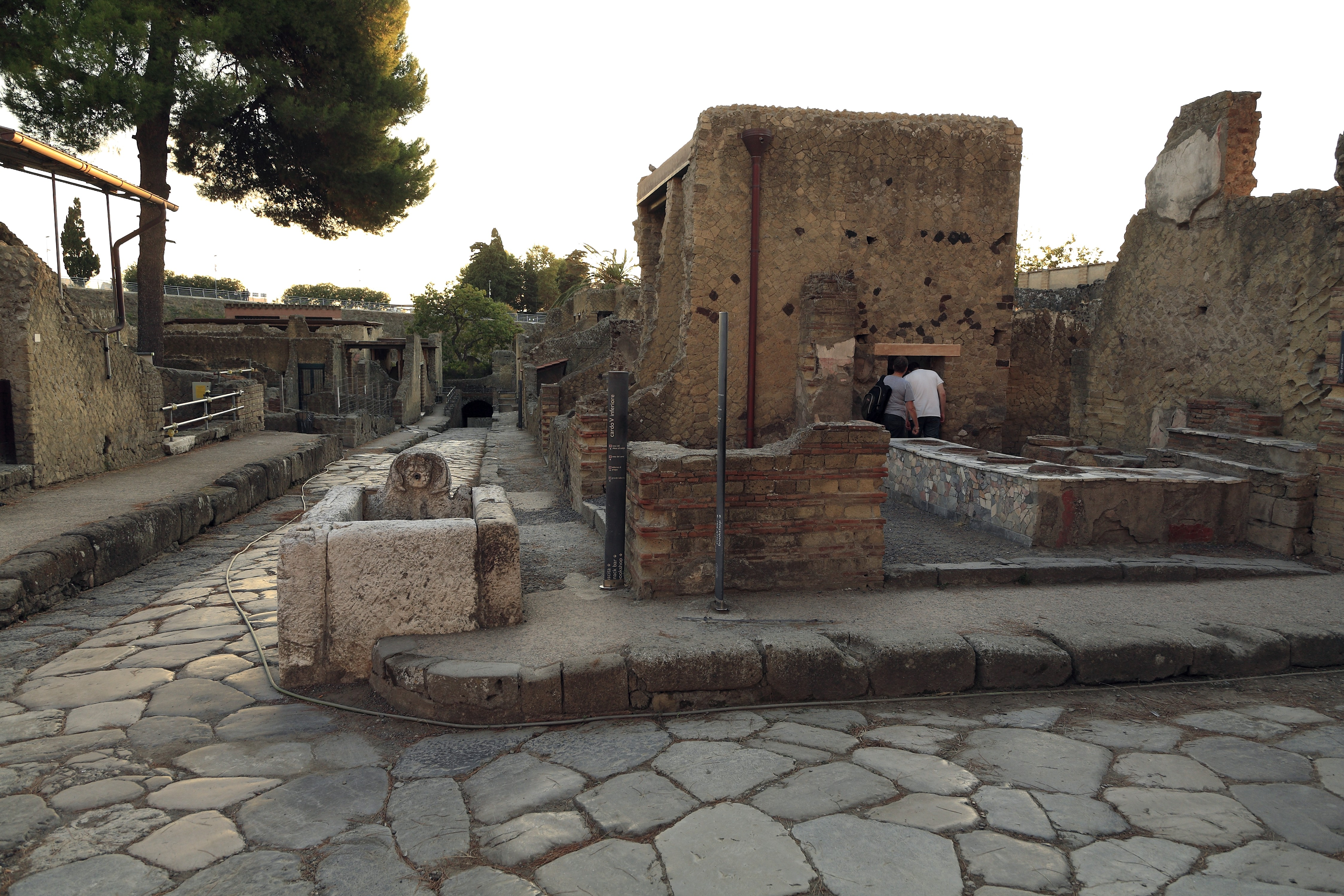
Carrefour de la Grande taverne et son thermopolium.

Cette insula borde la terrasse des remparts, ce qui offre une vue sur la mer pour les deux vastes demeures, maison des Cerfs et maison de l'Atrium en mosaïque qui occupent plus de la moitié de l'îlot. Une demi-douzaine de maisons plus modestes se partagent le reste de l'îlot. La Grande taverne derrière la fontaine de Neptune, a été aménagée à l'angle du decumanus minor et du Cardo V dans une ancienne demeure. Elle correspond à un thermopolium qui présente un comptoir en forme de L : dans sa maçonnerie revêtue de marbre, sont insérés des dolia qui servaient au stockage des denrées en vrac. Il subsiste en haut des parois une fine décoration de la fin du IIIe style.
Sur le Cardo V, la maison de l'Étoffe (Casa della Stoffa), ancienne demeure bourgeoise dont il reste dans un salon des restes de la décoration d'origine du IIIe style, devint l'atelier et la demeure d'une famille d'artisans et de marchands de tissus, comme en témoignent les nombreuses pièces de tissus trouvées dans une petite pièce du rez-de-chaussée.
La maison du Foulon (Casa della Fullonica) est ainsi identifiée grâce aux cuves de trempage qui s'y trouvent, contenant de la terre à foulon blanchâtre. Elle servait d'atelier et de demeure à une famille de foulons, artisans spécialisés dans la finition des tissus. Le travail du foulon est connu par les fresques dans un atelier similaire de Pompéi, la Fullonica di Stephano, et consistait à faire tremper et à piétiner les étoffes (foulage) dans les cuves, pour les rétrécir et les feutrer, ce qui avait pour effet de resserrer la trame et de donner moelleux et imperméabilité aux tissus. La teinture et le nettoyage des vêtements faisaient aussi partie de l'activité des foulons.

#### Maison de l'Alcôve
La maison de l'Alcôve (Casa dell'Alcova) est contiguë de la maison du Foulon. Elle est formée par la réunion de deux habitations qui ont gardé leur caractère propre, la première comportant des pièces modestes, tandis que l'autre était une demeure aisée, richement décorée. L'atrium est couvert et conserve son pavement en opus tessellatum et en opus sectile. Il s'ouvre sur un biclinium aux peintures du IVe style et sur un grand triclinium dallé de marbre à l'origine. Un couloir mène aux autres pièces, dont une alcôve en abside, qui reçoivent la lumière du jour par une petite cour.

#### Maison de l'Atrium en mosaïque

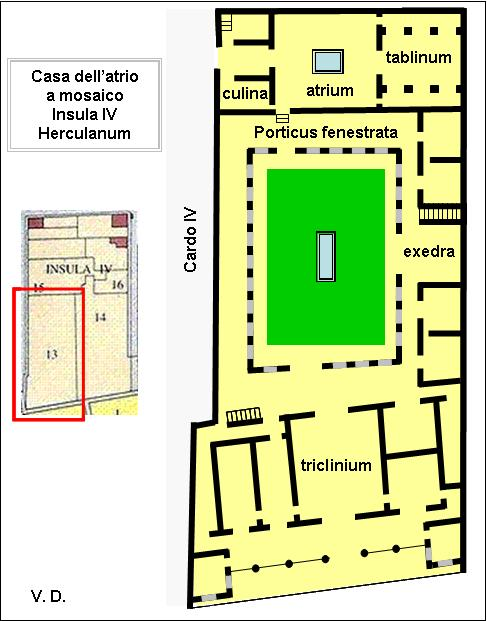
Plan de la maison de l'Atrium en mosaïque.

La maison de l'Atrium en mosaïque (Casa dell'Atrio a Mosaico) est une maison patricienne, voisine de la précédente. On y pénètre par le Cardo IV, et l'on débouche sur un vaste atrium au pavement en mosaïque très bien conservé, malgré l'ondulation de sa surface causée par le poids de la boue volcanique. Le visiteur se trouve alors face à un tablinium plus vaste que la tradition, car divisé en trois nefs par deux colonnades. Ces pièces de réception et de travail, atrium et tablinium, occupent à eux seuls une surface de terrain qui correspond à la parcelle d'une habitation courante. Il est probable que des réaménagements ont agrandi l'atrium et le tablinium d'origine, et que les appartements privés furent reportés lors d'une extension de cette propriété sur la ou les parcelles voisines.
À droite de l'atrium, une porte et quelques marches permettent de descendre dans un péristyle d'une forme nouvelle, dit à fenêtres ou cryptoportique, car ses entrecolonnements sont fermés par un mur percé de baies dont certaines boiseries carbonisées ont subsisté. Ce péristyle entoure un jardin intérieur et dessert deux blocs de bâtiments : sur un grand côté quatre chambres se répartissent symétriquement de part et d'autre d'une exèdre, décorée de fresques dont les motifs architecturaux encadrent de petits tableaux à thème mythologique teinté d'érotisme : Diane au bain, et le Supplice de Dirce, traînée par un taureau furieux. Le second ensemble de bâtiments forme le fond du péristyle ; il groupe plusieurs chambres autour d'une grande salle centrale de réception, ouverte d'un côté sur le péristyle et de l'autre sur une terrasse qui domine les anciens remparts, face à la mer. Deux petits belvédères sur la terrasse complètent un aménagement conçu pour jouir du panorama sur la baie.
L'ensemble de la demeure combine les éléments traditionnels alignés sur l'axe entrée – atrium – tablinium, mais son étendue principale suit un principe nouveau de maison centrée sur son jardin entouré d'un cryptoportique. Toutefois la symétrie autour des axes du jardin n'est pas équilibrée, avec des pièces sur deux côtés adjacents, tandis que le belvédère est en biais. La maison des Cerfs montre un plan plus achevé.

Maison de l'Atrium en mosaïque
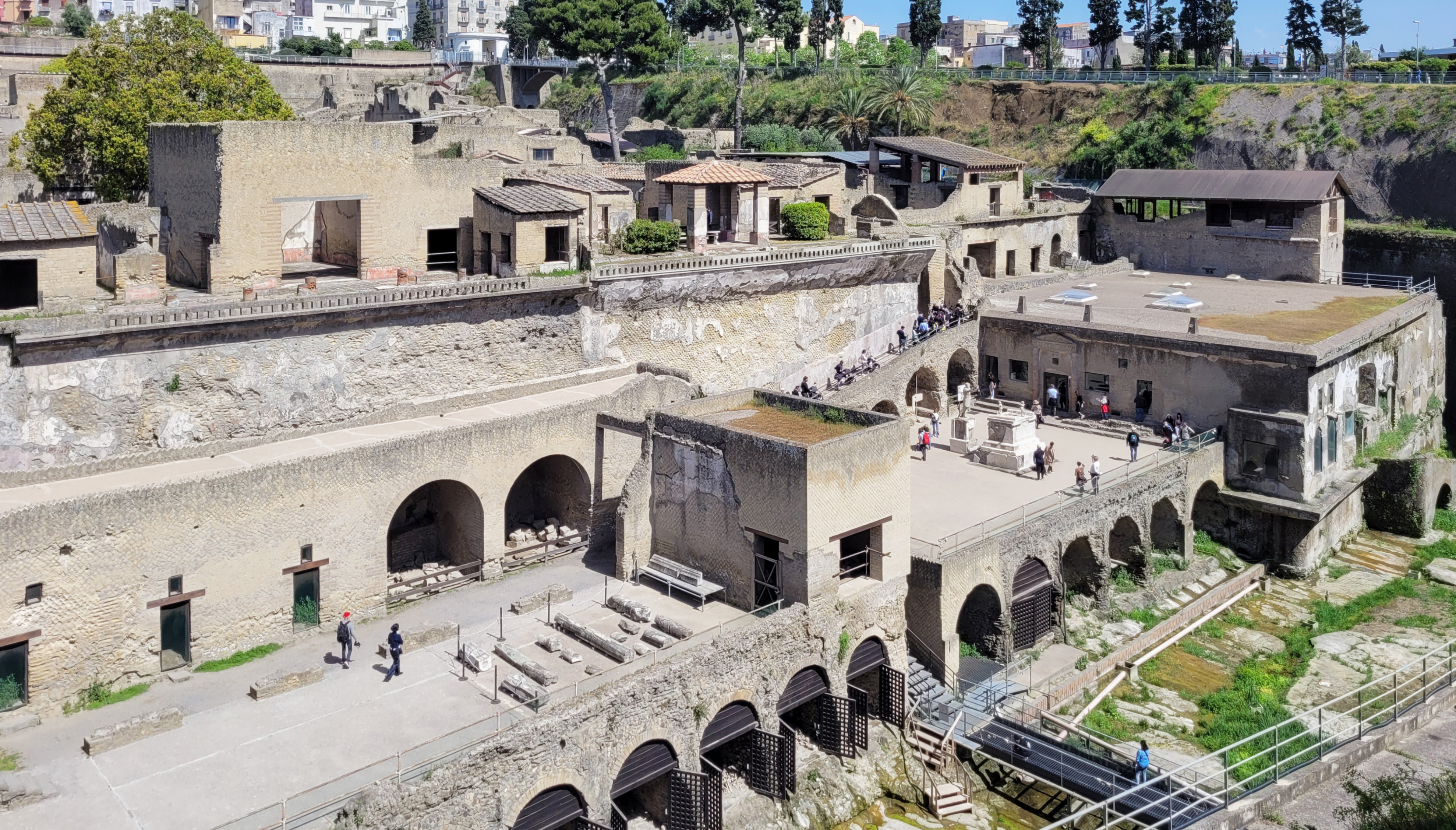
Terrasse portant les deux belvédères et le bâtiment du triclinium, au-dessus de la terrasse du front de mer.
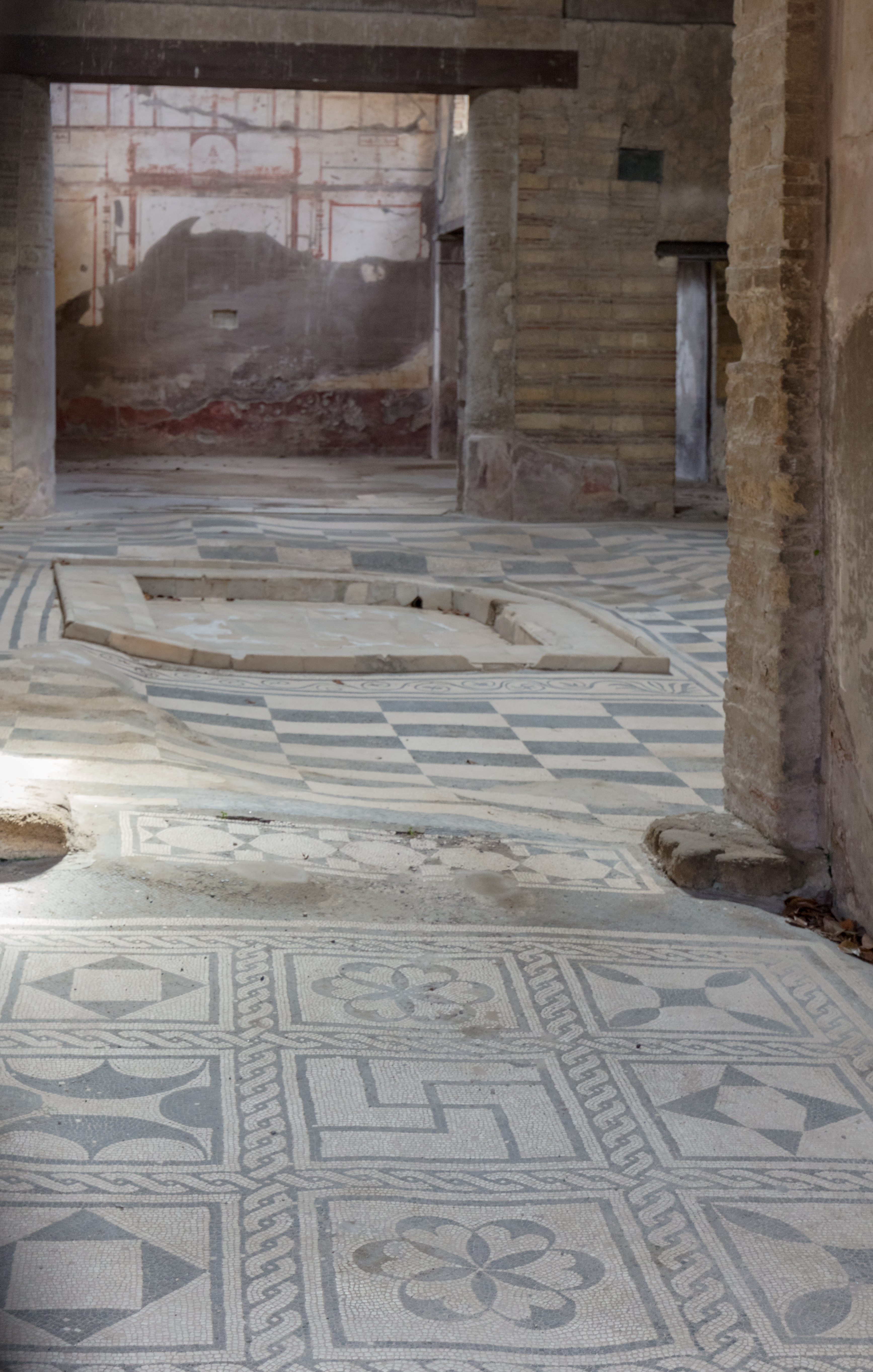
Entrée, l'atrium et son bassin, au fond le tablinium.
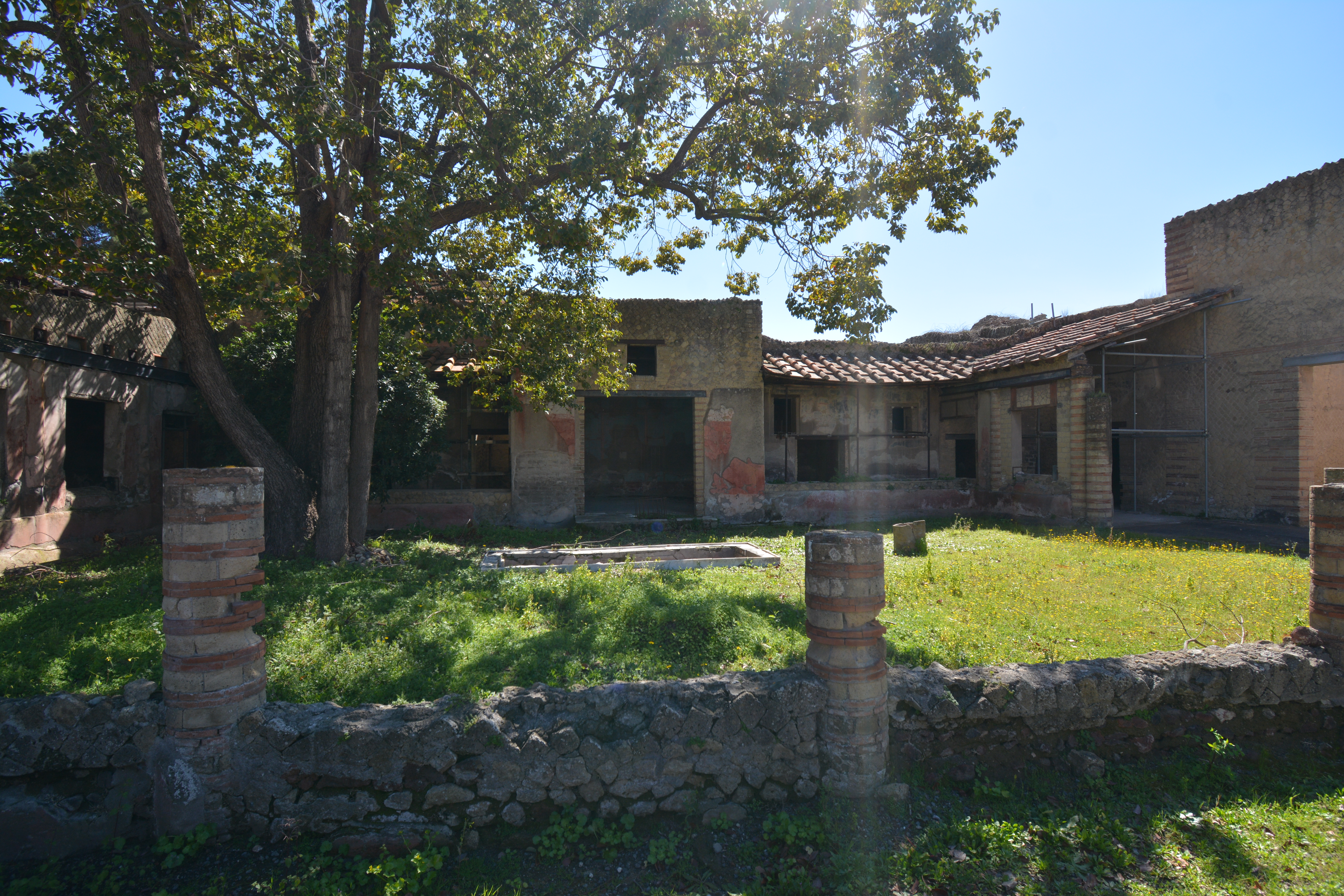
jardin central, au fond, pièces encadrant l'exèdre, à droite, le triclinium.
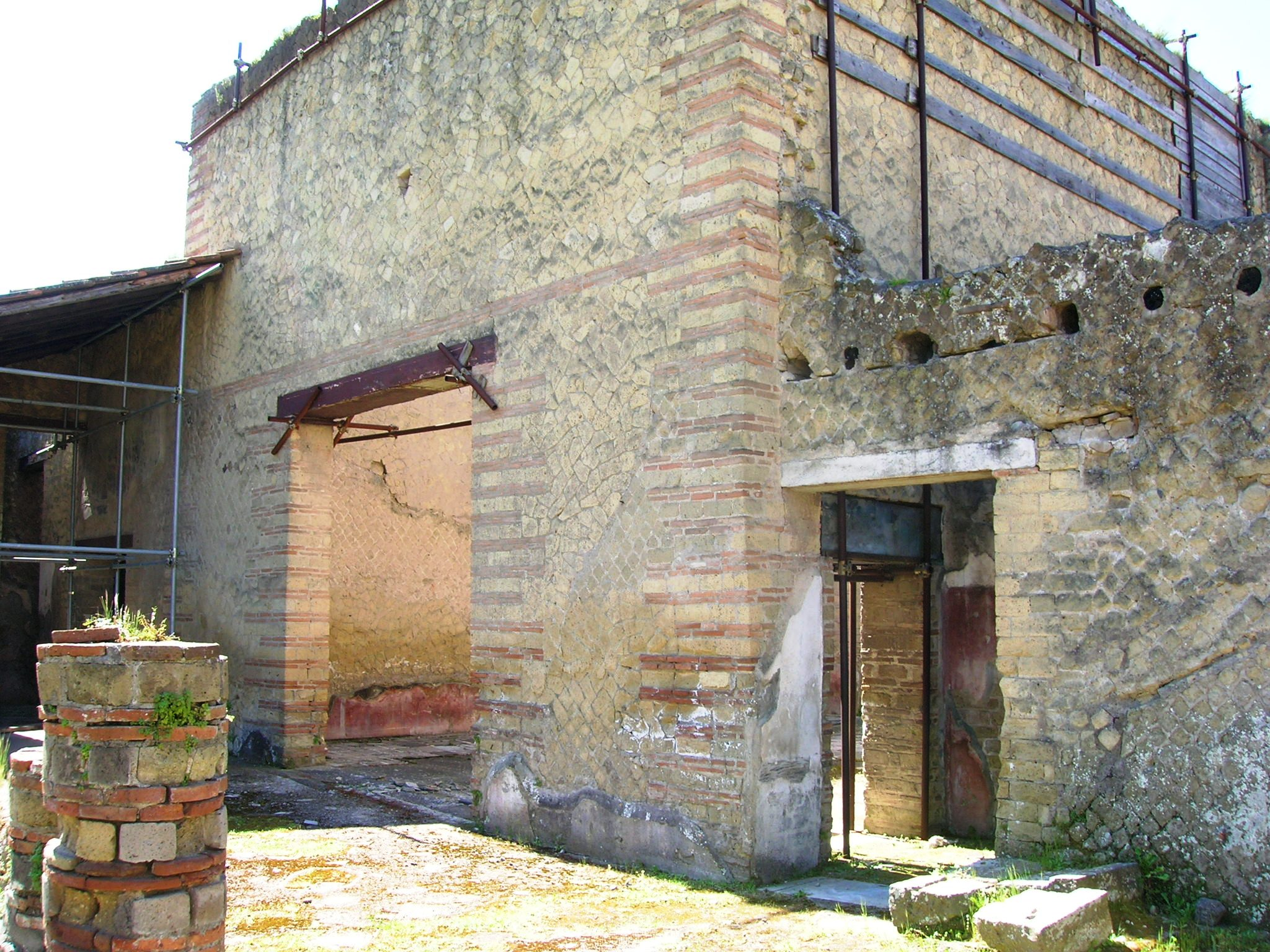
bâtiment du triclinium et pièce latérale, côte jardin.

#### Maison des Cerfs
La maison des Cerfs (Casa dei Cervi) fait partie du groupe des maisons dites « panoramiques », construites de façon à profiter au maximum du splendide panorama du golfe. Construite à l'époque de Claude et Néron, elle suit un plan équilibré qui rompt avec l'architecture fermée et centrée autour de l'atrium de la maison traditionnelle ; elle s'ordonne autour d'un jardin, en deux zones : les appartements d'hiver, dont l'entrée avec l'atrium et un triclinium d'hiver, les appartements d'été face à la mer avec un triclinium d'été, des pièces de repos et la terrasse panoramique. Ces deux parties sont mises en relation par un portique autour du jardin. Ce portique, ou cryptoportique selon la dénomination qu'emploie Pline le Jeune pour cette innovation architecturale, n'a pas de colonnes comme le modèle grec, mais est constitué de quatre sections d'un corridor couvert et fenêtré, entourant en son centre le jardin, un grand triclinium et deux pièces de repos. La série de fenêtres d'un cryptoportique permettait ainsi que Pline le décrit de ventiler et rafraîchir les appartements, ou en mauvaise saison de les isoler des vents froids, tout en profitant de la vue sur l'extérieur. Enfin, le positionnement des triclinia dans le grand axe du jardin matérialise la symétrie recherchée par l'architecture romaine, et offre de belles perspectives sur le jardin et le paysage marin.
On entre par le Cardo V. Le couloir d'entrée mène dans un atrium de modeste dimension et dépourvu d'ouverture de toit (compluvium) et du bassin de recueil des eaux (impluvium). Il est suivi d'un grand triclinium aux parois décorées de grands panneaux noirs encadrés de fines architectures rouges du IIIe style et pavé d'un dallage de différentes sortes de marbre. Toujours dans cette partie de bâtiment se trouvent deux petites salles, dont une est finement décorée de peintures du IVe style sur fond rouge. Une antichambre mène à la cuisine et à une latrine.
Le vaste portique central n'a pas de colonnes, mais est constitué de quatre sections d'un  cryptoportique (corridor couvert et fenêtré), entourant en son centre le jardin, un grand triclinium et deux salons. L'intérieur de ce cryptoportique était décoré de façon variée avec plus de soixante tableaux de paysages et d'amours, dont un grand nombre ont été détachés au XVIIIe siècle et se trouvent au musée national de Naples. Le jardin était agrémenté de sculptures et de tables en marbre, qui ont été à l'époque moderne exposées dans diverses pièces, puis remises dans le jardin. Là on peut admirer les deux célèbres groupes en marbre figurant des cerfs assaillis par des chiens (hauteur de chaque groupe : 60 cm, longueur 54 cm), une statue en marbre d'un satyre portant une outre sur l'épaule, et enfin une statue d'Hercule ivre, selon l'anecdote de sa rencontre avec Bacchus.
Le vaste portail qui menait du cryptoportique au jardin était décoré de mosaïques : au centre du fronton on voit encore la figuration de l'Océan, symbolisé par une grande tête barbue ; sur l'architrave se déroule une frise d'amours chevauchant des hippocampes. Le grand triclinium d'été s'ouvre sur le jardin, il conserve une petite partie de sa décoration somptueuse, et est flanqué de deux salles de repos spacieuses. La partie sud du cryptoportique s'ouvre sur une magnifique loggia panoramique comprenait au centre une pergola dont le toit repose sur quatre piliers et deux chambres sur les côtés. Devant, une grande terrasse découverte sert de solarium au-dessus des anciens remparts.

Maison des Cerfs
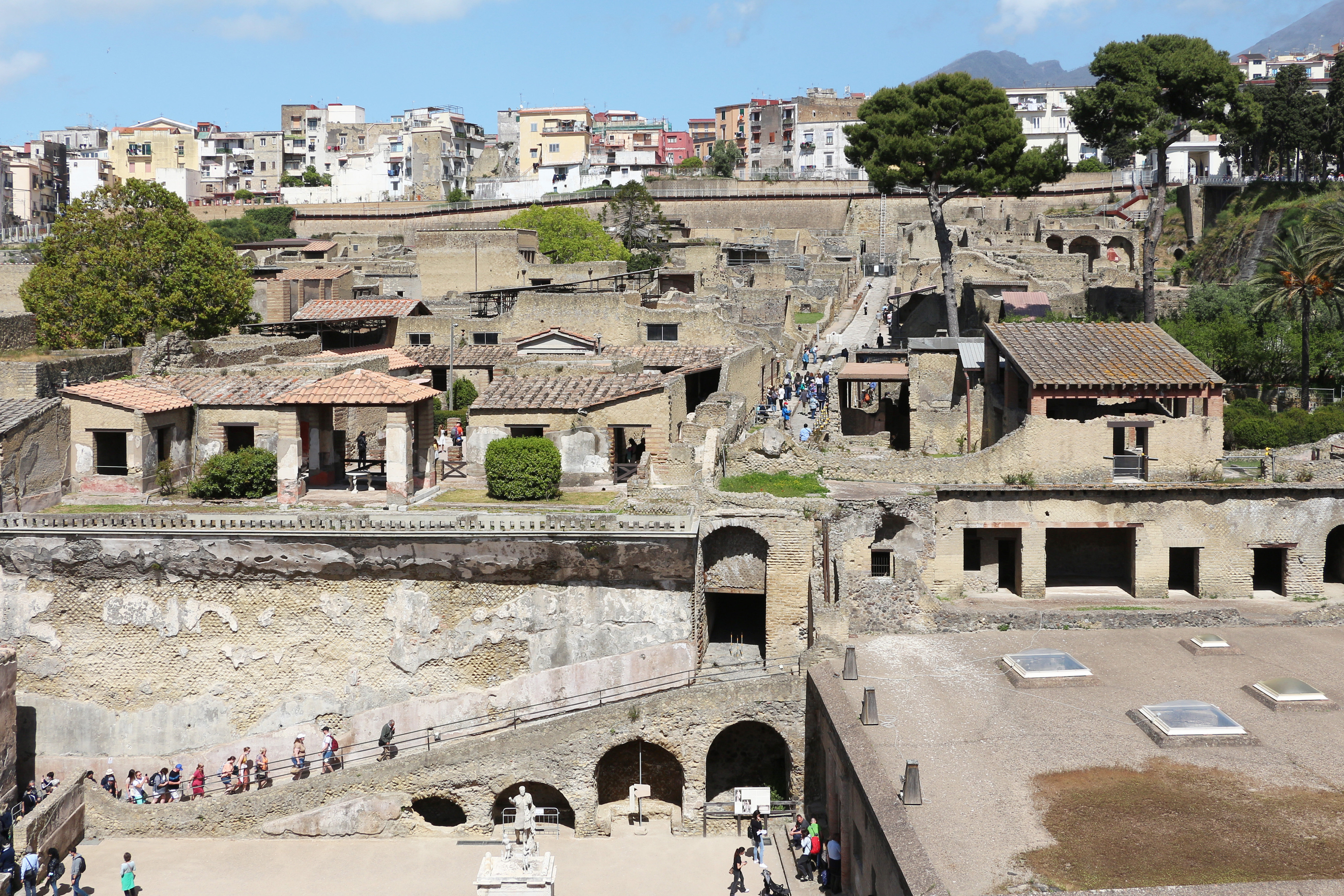
Terrasse au-dessus des anciens remparts.
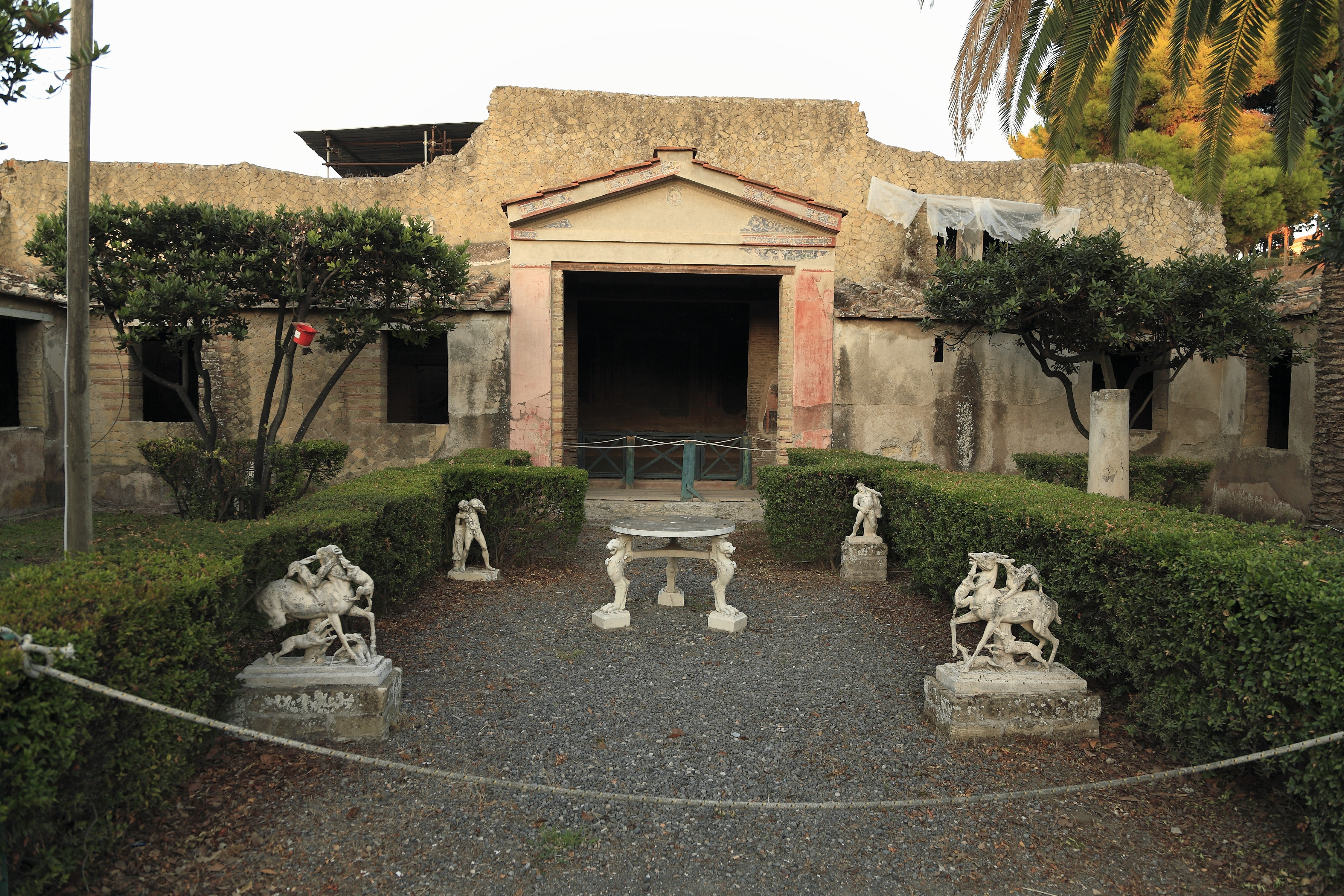
Vue sur le triclinium depuis le jardin. Sculptures : au premier plan, les Cerfs assaillis par les chiens ; au centre guéridon ; au fond à gauche, Satyre portant une outre, à droite, Hercule ivre et pissant.
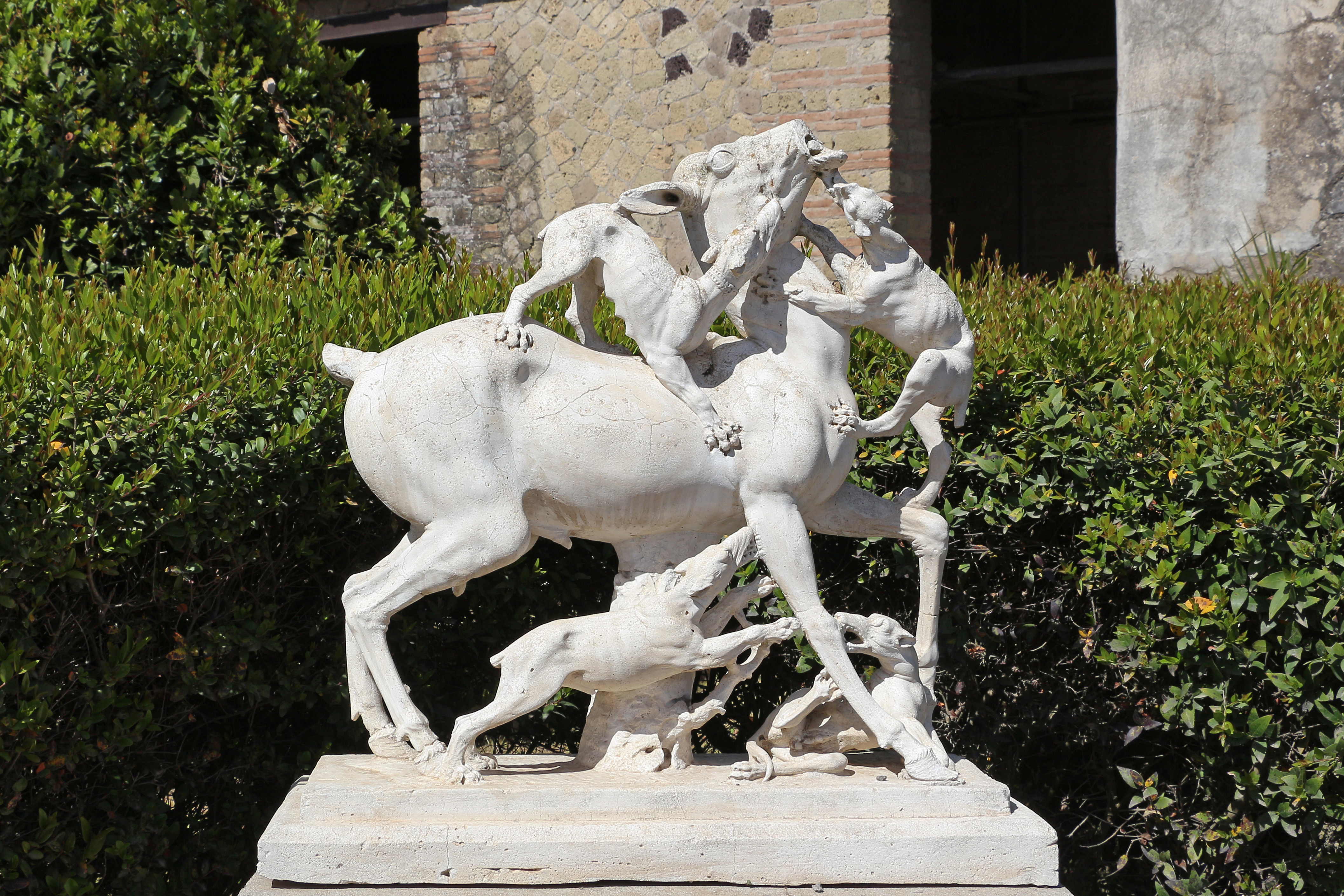
Sculpture d'un des cerfs.
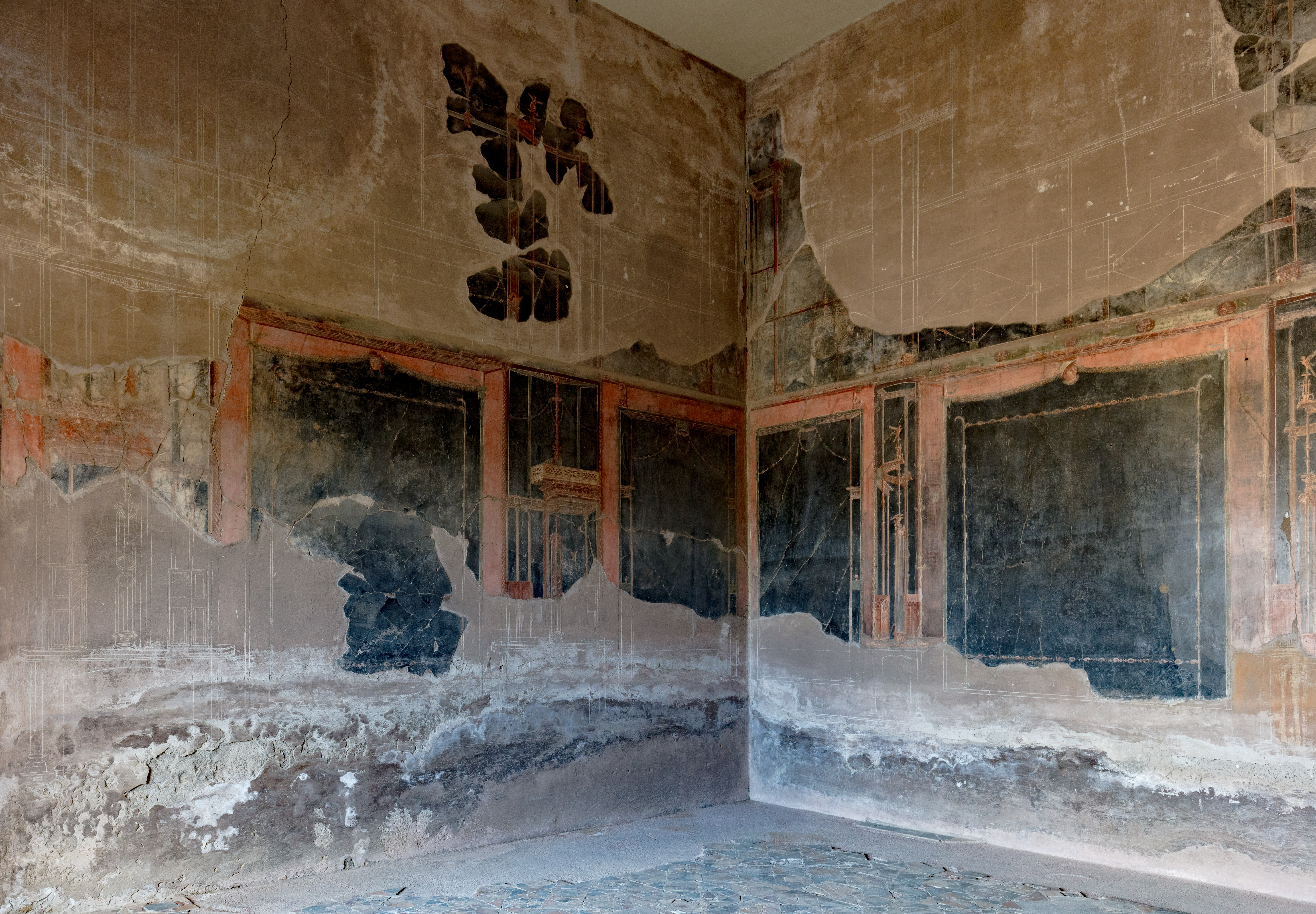
Triclinium aux panneaux noirs.
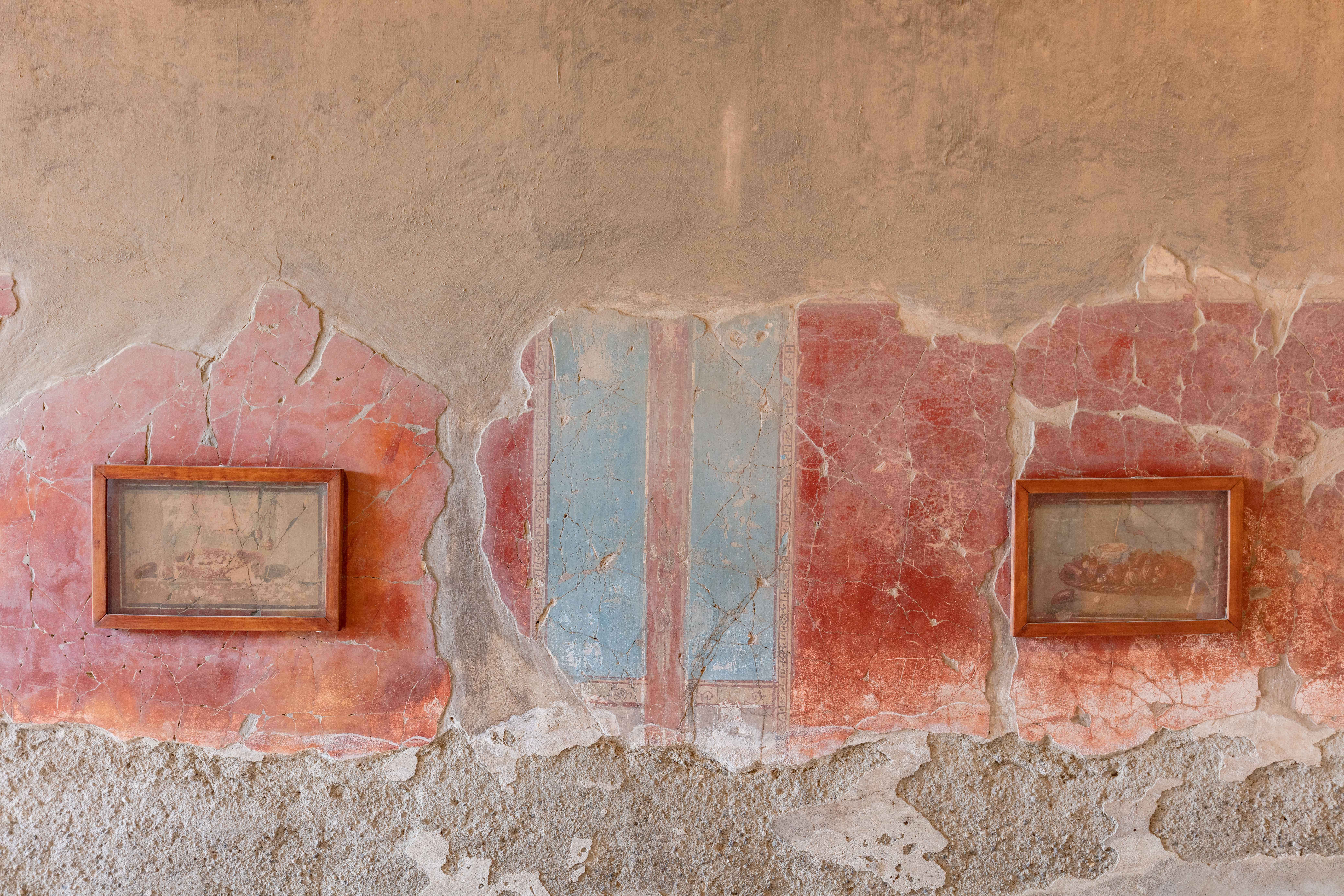
Petits tableaux décorant le cryptoportique.

### Insula orientalis I
Borné par le Cardo V qui descend vers la porte Marine, par une ruelle perpendiculaire au Cardo d'un côté et par le tracé des remparts de l'autre, placé sur une surface en déclivité, cet îlot est le plus ramassé et le moins régulier de ceux que l'on connaît. Comme dans les autres parcelles qui dominaient la mer, une somptueuse demeure, la maison du Relief de Télèphe, occupe la majeure partie de l'emplacement, savamment agencée pour profiter de la vue sur la baie.

#### Maison du Relief de Télèphe

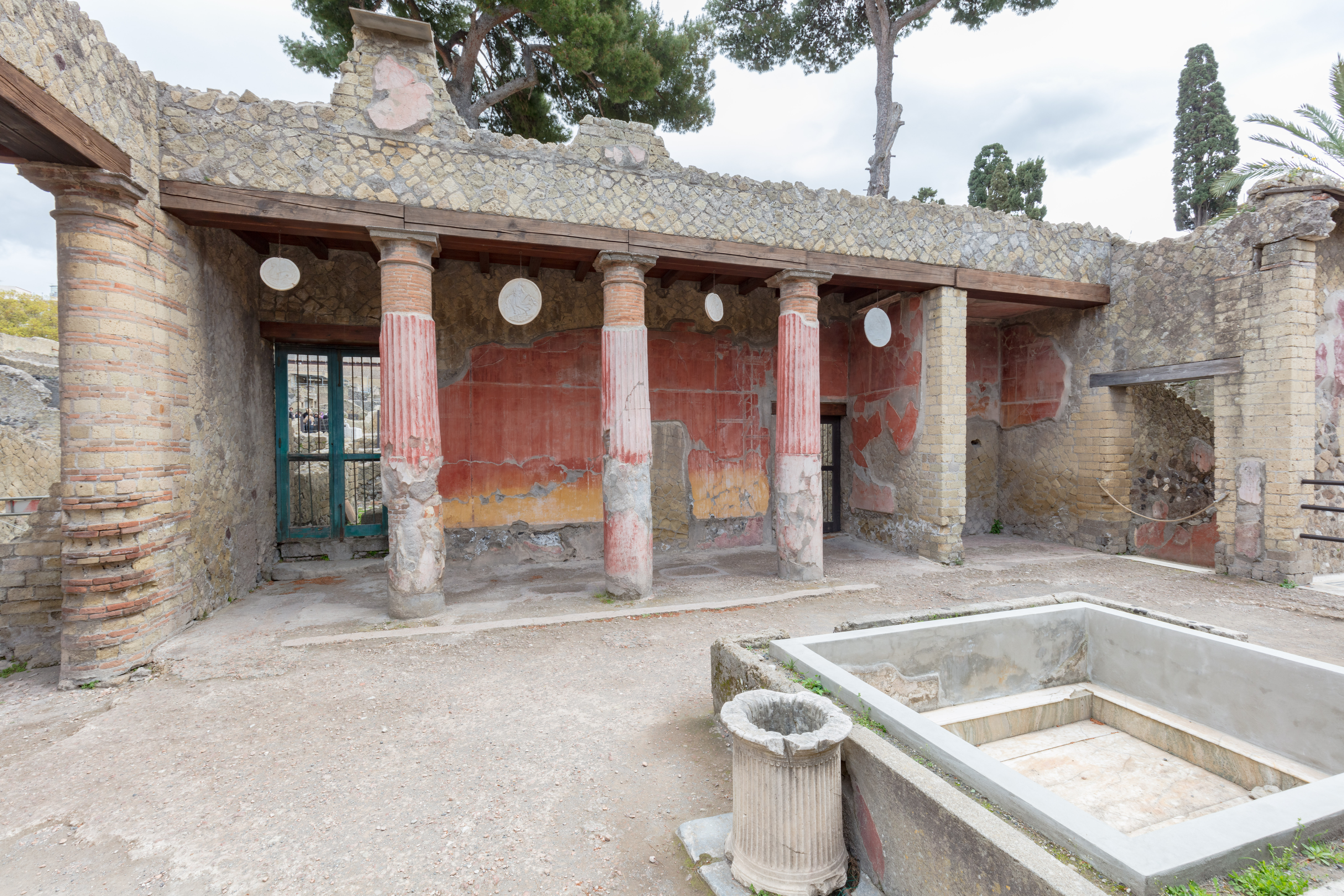
Atrium, oscilla pendus entre les colonnes.

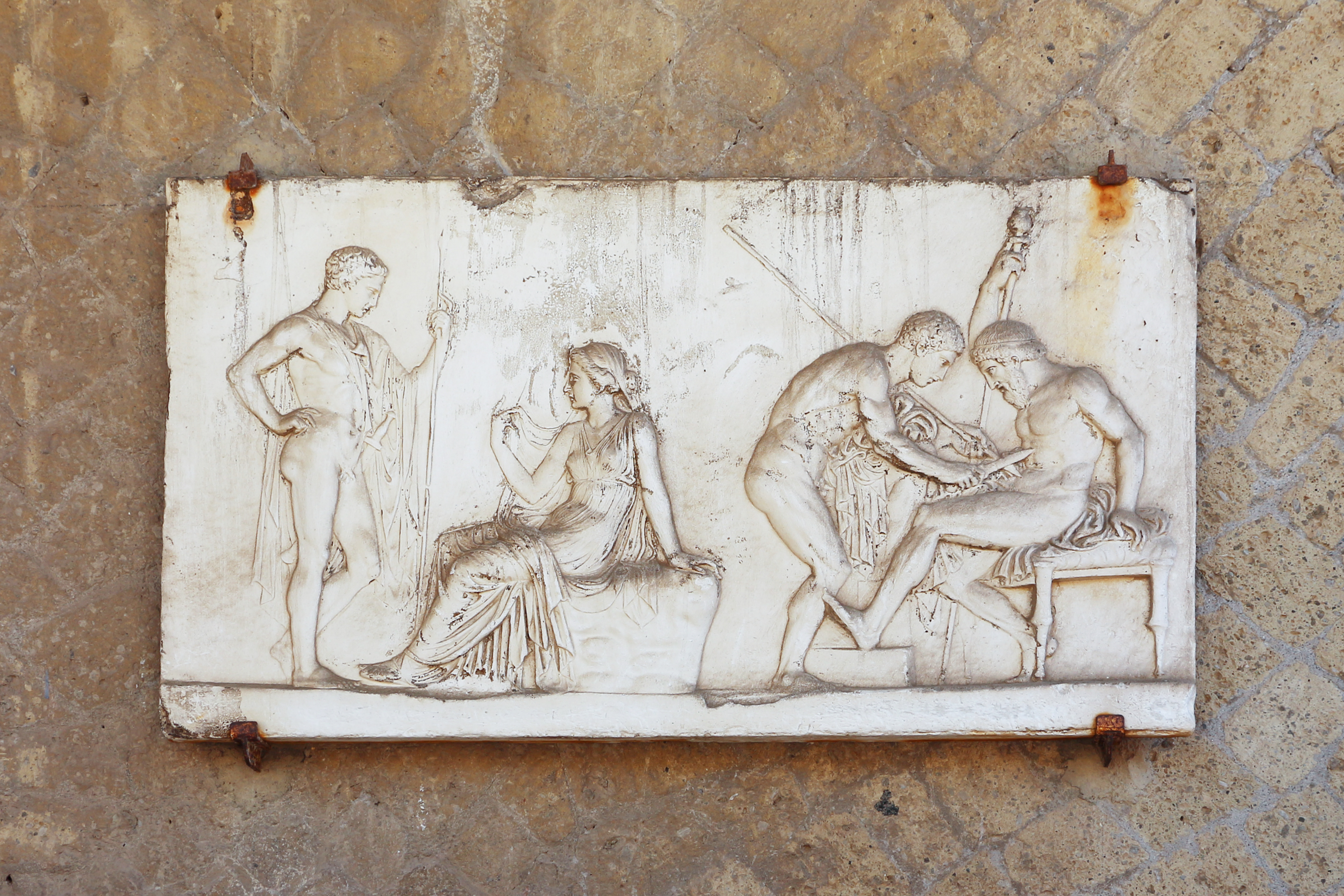
Le bas-relief de Télèphe. Achille soigne Télèphe en grattant la rouille de sa lance sur la blessure à la cuisse.

La maison du Relief de Télèphe, propriété du patron de la cité Nonius Balbus, est une des plus belles habitations de la partie méridionale de la cité, malgré les nombreuses irrégularités de son plan, dues à la nature du terrain sur lequel elle est édifiée et au respect des constructions préexistantes voisines, dont la maison de la Gemme. Le décor peint de cette maison date de la période flavienne. En traversant un ample vestibule, on entre dans l'atrium, de forme assez originale, voisine du modèle typique de l'architecture privée du monde grec : il est divisé en trois nefs par deux séries de colonnes, et dans les entrecolonnements sont pendus des oscilla de marbre représentant des masques de théâtre et des figures de satyres. L'atmosphère suggestive de l'habitation est accrue par la couleur rouge vif des colonnes et des murs. Au fond de l'atrium s'ouvre le tablinium ; sur la gauche, deux petites portes conduisent au quartier domestique, doté d'une étable au plafond bas. La partie restante de la maison suit une orientation différente et se trouve sur un niveau plus bas. On la rejoint par un couloir en descente raide situé sur le côté du tablinium. Un grand péristyle avec des colonnes en briques entoure un jardin spacieux, qui conserve encore en son centre une vasque rectangulaire et sur lequel s'ouvrent trois pièces de réception, richement décorées de marbre. Par un autre couloir on rejoint une terrasse panoramique, sur laquelle s'ouvrent d'autres pièces, dont une luxueusement décorée de marbre polychrome. Dans une petite pièce voisine, on trouva le bas-relief néo-attique du mythe de Télèphe, un fils d'Hercule, qui a donné son nom à la maison,.

#### Maison de la Gemme
La maison de la Gemme (Casa della Gemma) doit son nom au joyau d'époque claudienne qu'on y découvrit. L'atrium de type toscan a des murs peints en noir et en rouge et est séparé du tablinium par des colonnes médiantes ; du tablinium on accède à une chambre à coucher et à un grand balcon autrefois fermé de fenêtres. Depuis le fond de l'atrium, on rejoint par un vestibule et un couloir les pièces ouvertes sur la terrasse panoramique : la grande salle servant de triclinium conserve encore au sol sa fine décoration au dessin géométrique. Par un couloir étroit à la droite de l'entrée on atteint la cuisine et une latrine. On y a trouvé un graffiti qui rappelle avec effronterie le passage du médecin de l'empereur Titus : Apollinaris medicus Titi imp(eratoris) hic cacavit bene,.

## Constructions extra-muros

### Porte marine et Aire sacrée

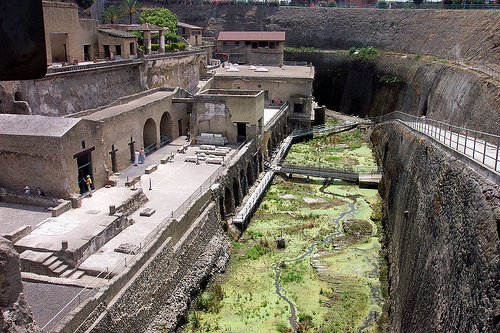
L'aire sacrée, entre les remparts et l'ancien front de mer

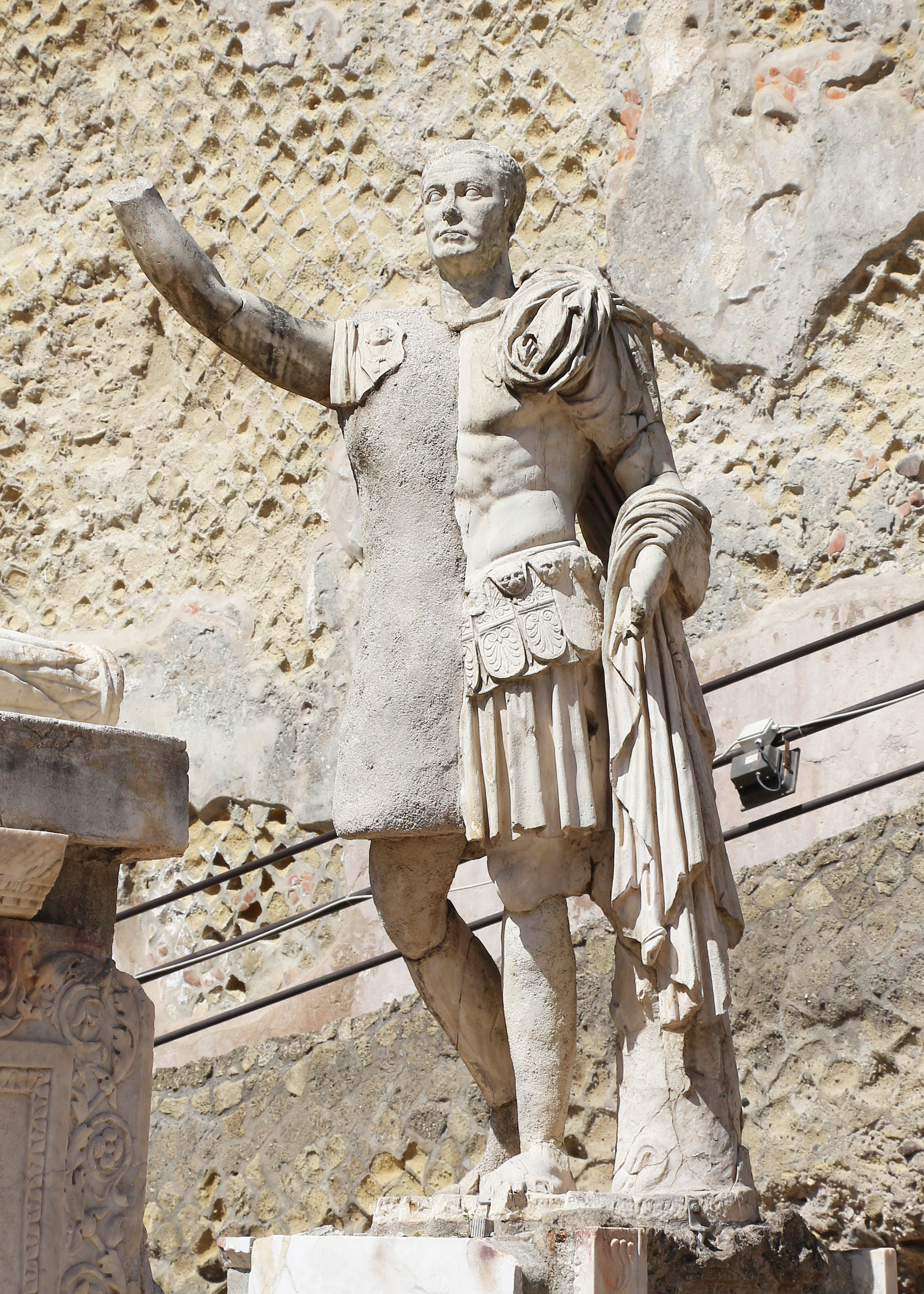
La statue de Nonius Balbus (copie)

Le Cardo V descend vers le rempart, et débouche sur la Porte Marine. Accolée au rempart, une rampe mène à une terrasse aménagée sur les hangars qui bordaient le rivage. Là, sur une esplanade en marbre se dresse la statue d'un des plus influents citoyens d'Herculanum, Nonius Balbus, érigée par ses concitoyens après sa mort. De là, partait chaque année une procession en son honneur. L'emplacement fut identifié en 1939 par la base de la statue avec son inscription honoraire. La tête a été retrouvée en 1942 par Amedeo Maiuri, et une partie du corps en cuirasse d'apparat en 1981. Le reste du corps est probablement encore pris dans les sédiments volcaniques. Après un long travail préparatoire sur les moulages en résine des fragments, ceux-ci ont été réassemblés. La statue ainsi rénovée a rejoint les collections du musée tandis qu'une copie est exposée à sa place originelle.
L'esplanade de Nonius est encadrée d'un côté par les Thermes suburbains, de l'autre par une seconde terrasse, dite « l'Aire sacrée » (Area Sacra). Cette aire comporte plusieurs bâtiments, et au moins deux temples construits durant la période augustéenne. Depuis la relecture d'une inscription trouvée sur la plage, il est possible d'attribuer à Vénus le temple occidental (ex Sacello B), réparé par Vibidia Saturnina et son fils Aulus Furius Saturninus dans les années 70. Il est possible que le temple A soit également à attribuer à Vénus et non plus aux quatre divinités représentées sur un autel également découvert sur la plage.

### Thermes suburbains

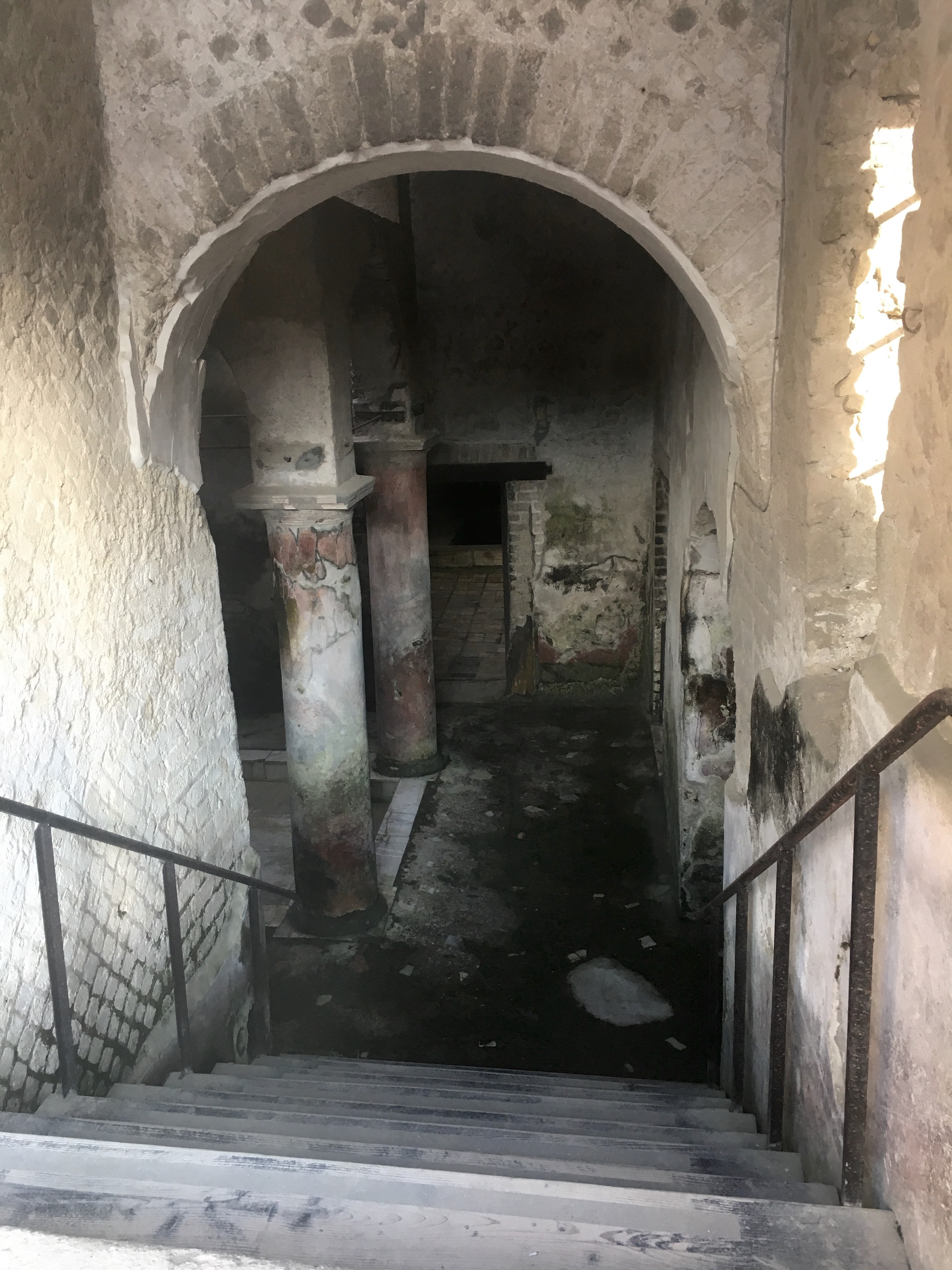
Escalier d'entrée du vestibule des thermes.

Sur l'esplanade de Nonius s'ouvre l'entrée principale des thermes suburbains, plus récents que les thermes du forum, et datés de la fin de la période augustale ou pendant la période julio-claudienne. Les thermes suburbains n'avaient pas, comme c'était l'usage, une section pour les hommes et une pour les femmes. L'espace réduit entre les remparts et le rivage ne permettait pas un tel développement, pas plus que la présence d'une palestre. Ces thermes étaient probablement réservés aux hommes ou servaient alternativement aux deux sexes.
L'entrée est constituée d'un portail dont les colonnes soutiennent un tympan triangulaire. Quelques marches mènent dans un vestibule éclairé comme un puits par une lucarne au-dessus d'une structure de quatre colonnes à fût lisse sur lesquelles reposent des petits arcs en plein cintre. Dans ce vestibule, on peut admirer le beau et mélancolique buste en marbre d'Apollon, soutenu par un pilastre d'où jaillissait l'eau que recueillait une vasque ronde placée sur un pilier. De ce vestibule on accède aux diverses parties, toutes parfaitement conservées. Une salle unique, en grande partie occupée par la piscine, faisait fonction soit d'apodyterium (vestiaire) soit de frigidarium. Entre le tepidarium et le frigidarium se trouve une pièce élégamment décorée de stucs et de marbres et dotée de sièges de marbre disposés le long des murs : ce pouvait être une sorte de salle d'attente.

Des graffitis ont été découverts sur les murs des thermes. Quelqu'un a fait le compte de ses achats dans une écriture cursive abrégée : 

ce qui peut se traduire par « Noix(?) ; boissons 14 ; saindoux 2 ; pain 3 ; 3 boulettes 12 ; 4 saucisses 8. Total 51 »
D'autres ont pérennisé leur avis de consommateurs :

### Villa des Papyrus

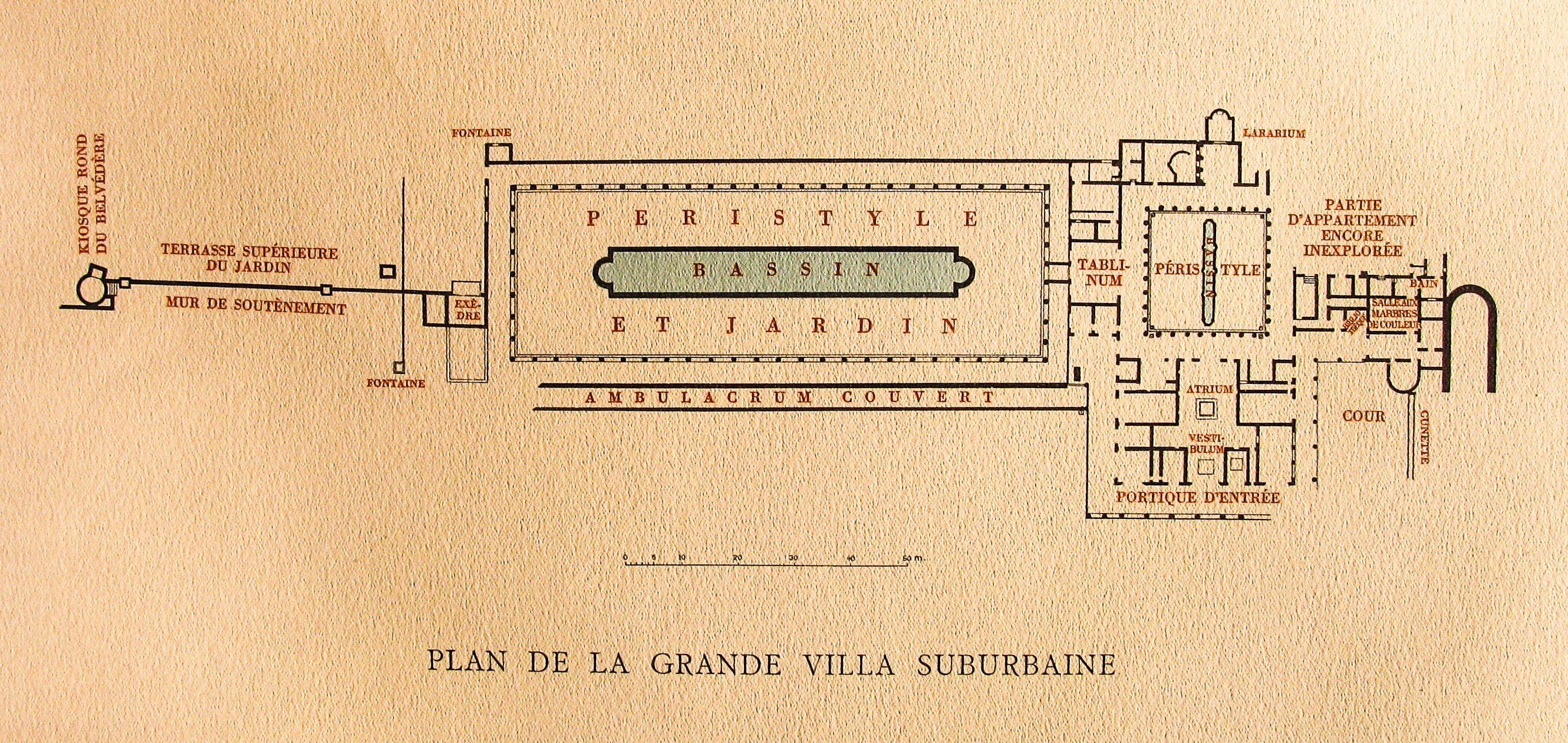
Plan de la villa des Papyrus, dressé au XVIIIe siècle par Charles Weber.

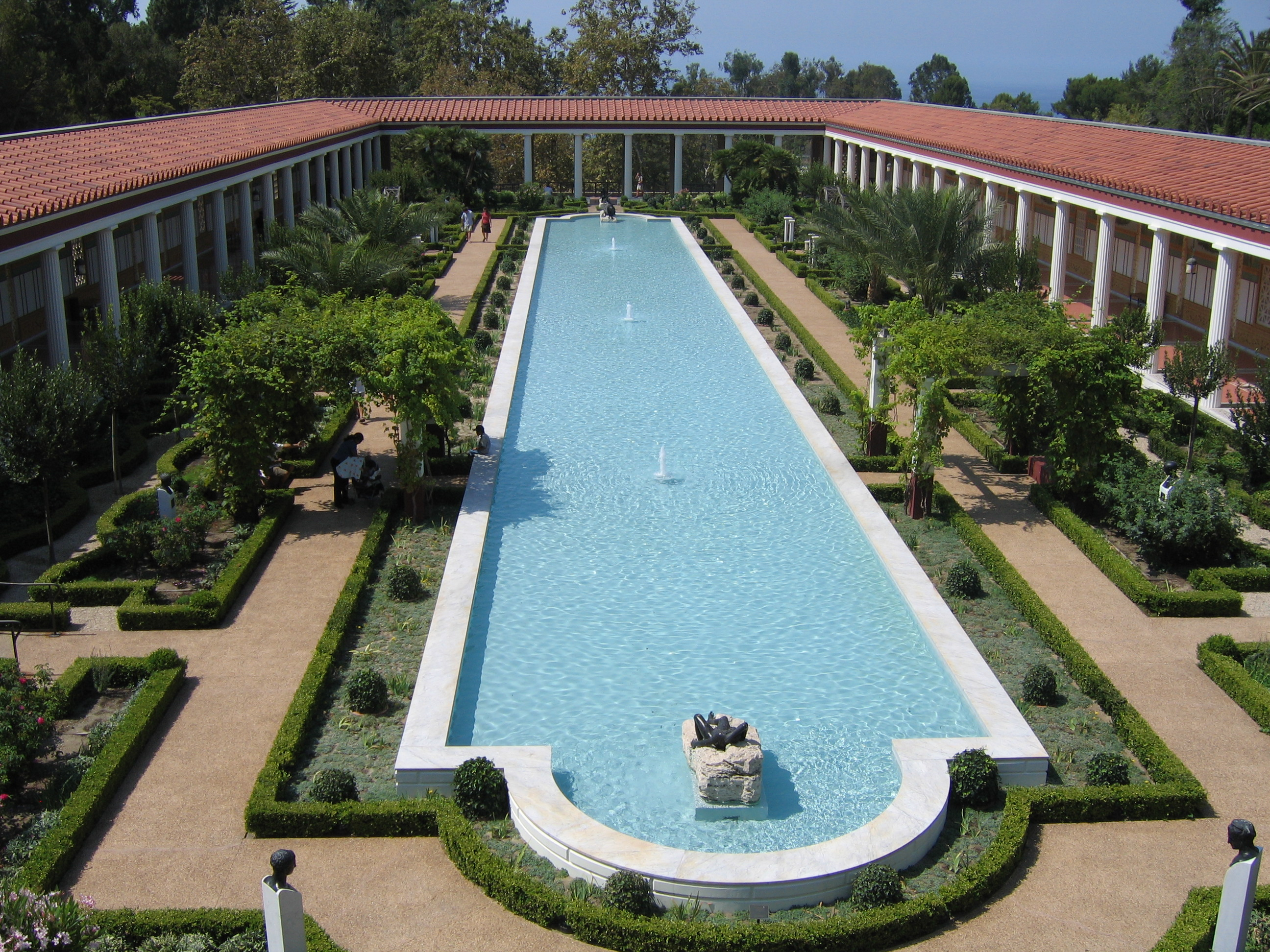
Piscine de la Villa Getty, musée californien se voulant une reconstitution de la villa des papyrus.

Cette grande villa suburbaine fut découverte de façon fortuite en 1750 lors du creusement d'un puits. Elle se situait à quelque distance de l'Herculanum antique, dont elle était séparée par le lit d'un ancien ruisseau. Face à la mer, dans un espace très salubre, la villa était parfaitement reliée aux villes et installations situées à proximité.
Explorée laborieusement par des galeries souterraines, elle révèle rapidement des trésors artistiques : des séries de statues et de bustes magnifiques en bronze et en marbre en sont extraites, et en 1753 on découvre une bibliothèque contenant quelque 1 800 rouleaux de papyrus carbonisés. Malgré le grand intérêt du site, les explorations furent abandonnées en 1761 en raison de l'accumulation dangereuse dans les galeries de gaz carbonique d'origine volcanique,. La reprise de fouilles, à ciel ouvert cette fois, a été organisée dans les années 1996-1998. Elles ont permis de mettre au jour l'atrium et un niveau inférieur situé sous les fouilles des Bourbons, que les plans du XVIIIe siècle ne signalaient pas. « Entre 2007 et 2009, nous avons mis en évidence une salle couverte de fresques, précise la directrice du site, Maria Paola Guidobaldi. La pièce porte les traces de plusieurs phases décoratives : un plafond de stuc datant de la construction de la villa, autour de l'an 40 avant notre ère, une rénovation sous l'empereur Claude, et de nouveaux embellissements, encore en cours le jour de l'éruption ».

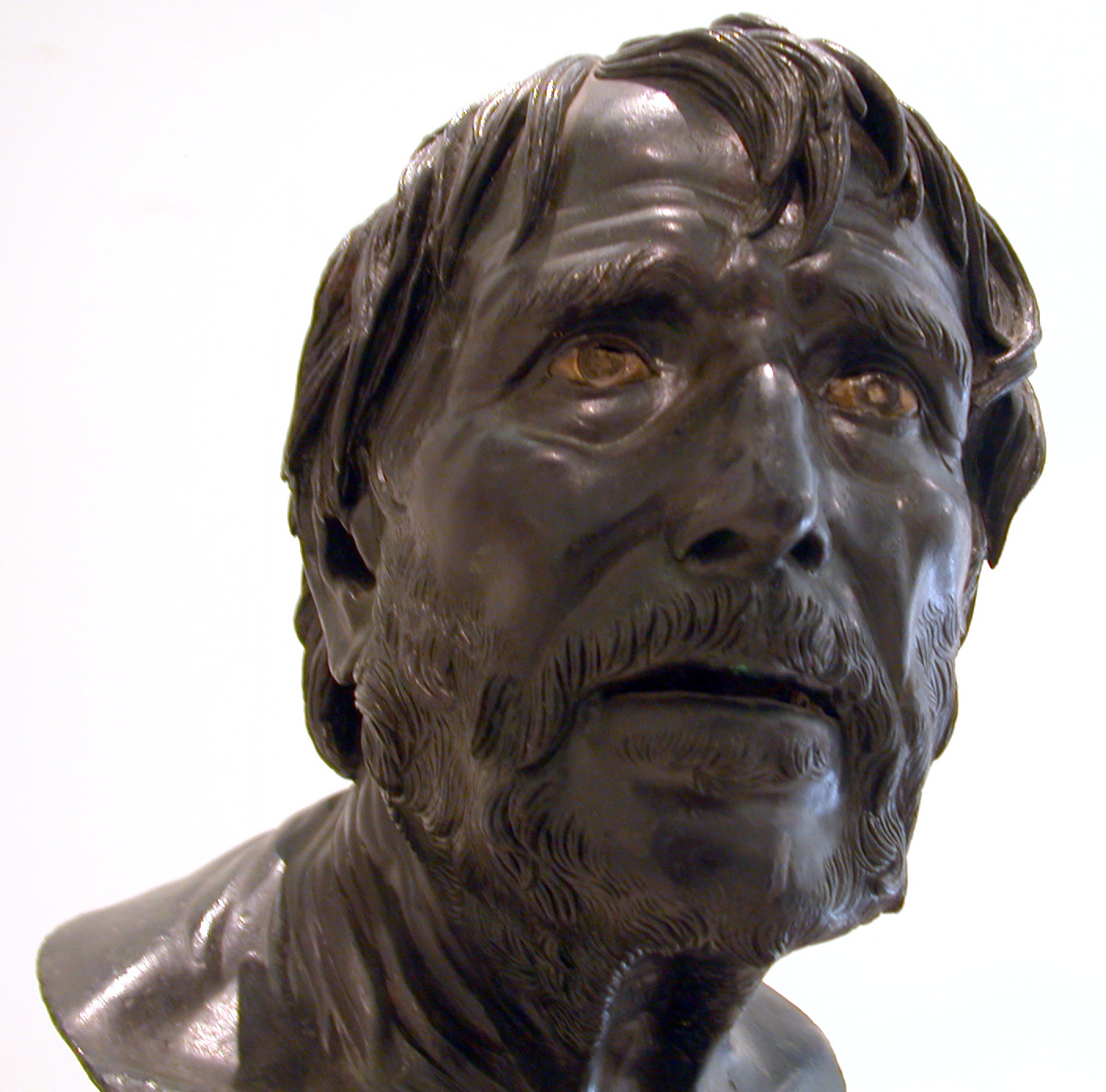
Pseudo-Sénèque, bronze et pâte de verre, hauteur 33 cm, Musée archéologique national de Naples.

Cette villa a été reconnue comme étant la résidence au bord de mer de Lucius Calpurnius Piso Caesoninus, beau-père de Jules César. Piso, érudit qui a patronné des poètes et des philosophes, y constitua une bibliothèque, la seule retrouvée depuis l’Antiquité. Les rouleaux de papyrus, carbonisés, sont conservés à la Bibliothèque nationale de Naples. Les rouleaux sont particulièrement fragiles, mais certains ont pu être déroulés, avec des degrés variables de succès et des destructions. Ce qui a été déchiffré montre des traités philosophiques d'un auteur épicurien, Philodème. Une lecture assistée par ordinateur dans la gamme des infrarouges, fournit un contraste qui permet de rendre l’encre lisible.
Le plan de la villa est conforme au type de la villa suburbaine répandu dans la baie de Naples : l'atrium ne sert que de vestibule contrairement à la maison traditionnelle. Les pièces à vivre sont réparties autour de péristyles et terrasses, pour des raisons de luminosité. La villa possède également un vaste jardin où sont présents espaces à couvert et dégagés afin de profiter du soleil. L'entrée du côté de la mer possédait un portique à colonnes. Elle permettait d'accéder à l'atrium richement orné : l'impluvium était orné de statuettes, de même pour des niches aménagées.
Le premier péristyle de forme carrée entourait une piscine aux angles ornés d'une fontaine en forme de coquille et de statuettes de bronze. À l'est de cet espace se situaient des pièces destinées à l'habitat et aux loisirs, et dans une de celles-ci furent trouvés les papyrus ayant donné leur nom à la villa. À l'ouest se situait un vaste péristyle de 100 mètres de long sur 37 mètres de large, avec une piscine de dimensions 66 × 7 mètres. Le long de l'ambulacrum et dans tout l'espace lié à ce grand péristyle les fouilleurs découvrirent « une véritable galerie d'œuvres d'art » témoignant du goût du maître des lieux : groupes d'animaux, de danseuses, représentations de faunes, de philosophes (dont le célèbre Pseudo-Sénèque, portrait d'un vieil homme émacié identifié au philosophe Sénèque, mais daté de la fin de l'époque hellénistique), etc.. Vers l'ouest, au-delà du grand péristyle, une allée conduit à un kiosque rond situé sur un belvédère surplombant de 4 mètres la campagne. La villa était alimentée en eau par un aqueduc souterrain.